# برمائيات
البَرْمائِيَّات أو القَوَازِبُ، هي فقاريَّاتٌ رُباعيَّة الأطراف خارجيَّة الحرارة، اسمُها بالعربيَّة منحوتٌ من كلمتيّ «بر» و«ماء»، لِانتسابها إلى كلاها. جميعُ البرمائيَّات المُعاصرة تنتمي إلى طُويئفة ملساء الجلد (باللاتينية: Lissamphibia)، وهي تقطُنُ تشكيلةً واسعةً من الموائل الطبيعيَّة، من البيئات الأرضيَّة والجُحريَّة والشجريَّة والمائيَّة العذبة. والبرمائيَّات هي الحيوانات الوحيدة التي تبدأ حياتها في الماء ثُمَّ تُغادرُهُ بعد تحوُّلاتٍ جُسمانيَّةٍ داخليَّةٍ وخارجيَّة، فتتحوَّلُ صغارها، المُسمَّاة شراغيف (مُفردُها شُرغُوف)، من شكل السمكة إلى شكلها البالغ.
بعد أن تنقف البُيُوض وتخرجُ الشراغيف، تمُرُّ بِسلسلة تغييراتٍ جُسمانيَّة، فهي تولدُ بِذنبٍ طويلٍ يُعينُها على السباحة وخياشيم جانبيَّةٍ تتنفَّسُ بها كالسَّمك، فتتغطَّى خياشمها بِغشاءٍ جلديٍّ وتختفي من ظاهر الجسم، وتظهر بوادرُ الرِّجلين الخلفيَّتين في حالة الضفادع والسَّمادر، وتتوالى التغيُّرات تدريجيًّا فتظهر الرِّجلان الأماميَّتان، ثُمَّ يتقاصر الذنب بِبُطءٍ حتَّى يختفي عند الضفادع ويستمرُّ عند السَّمادر. وتصحب التغيُّرات الخارجيَّة تغيُّراتٌ داخليَّةٌ أيضًا يتحوَّلُ فرخُ البرمائيّ فيها، باستثناء بعض الأنواع الأرضيَّة من الضفادع والسَّمادر، من التنفُّس بِالخياشيم إلى التنفُّس بِالرئتين. وتستخدمُ البرمائيَّات جُلُودها كجهاز تنفُّسٍ ثانويٍّ، وبعضُ الأنواع الأرضيَّة سالِفة الذِكر تعتمدُ اعتمادًا كُليًّا على التنفُّس من جُلُودها لِافتقادها الرئتين. لِلبرمائيَّات شبهٌ ظاهريٌّ بِالعظايا، على أنَّ الأخيرة بِالإضافة إلى الثدييَّات والطُيُور تنتمي إلى الفرع الحيوي المعروف بِالسلويَّات، وهي الكائنات التي تضع صغارًا مُغلَّفةً بِغشاءٍ سلويّ، ولا تحتاج لِبيئةٍ مائيَّة لِلحفاظ على ذُريَّتها. نظرًا لِمُتطلِّباتها التكاثُريَّة المُعقَّدة والدقيقة وجُلُودها النفيذة، يُعدُّ وُجودُ البرمائيَّات في منطقةٍ مُعيَّنةٍ إحدى مُؤشِّرات سلامة بيئة تلك المنطقة؛ ولُوحظ بدايةً من العُقُود الأخيرة لِلقرن العشرين الميلاديّ تراجُع أعداد الكثير من أنواع البرمائيَّات حول العالم نتيجة ارتفاع نسب التلوُّث وبِسبب غيرها من المُشكلات البيئيَّة.
ظهرت أولى البرمائيَّات خلال العصر الديڤوني، مُتطوِّرةً من الأسماك لحميَّة الزعانف ذات الرئتين والأطراف العظميَّة، وهي خصائصٌ جسديَّة ساعدتها على التأقلم مع الحياة على اليابسة. تشعَّبت البرمائيَّات خِلال العصرين الفحمي والبرمي ووسَّعت نطاق انتشارها عبر الأرض، لكنَّها سُرعان ما بدأت بِالانحسار مع توسُّع نطاق وأشكال الزواحف وغيرها من الفقاريَّات. ومع مُرُور الزمن، تقلَّص حجم البرمائيَّات وقلَّ تنوُّعها، حتَّى اقتصرت على طُويئفة ملساء الجلد الباقية إلى اليوم.
تتكوَّن هذه الطائفة اليوم من ثلاث رُتب: عديمات الأذيال (الضفادع والعلاجيم) وذوات الأذيال (السَّمادر أو السمادل) وعديمات الأرجل. يصلُ عدد أنواع البرمائيَّات المُعاصرة إلى حوالي 8,000 نوعٍ، تُشكِّلُ الضفادع ما نسبته 90% منها. أصغر البرمائيَّات (والفقاريَّات عُمومًا) هو الضُفيدع الأماوي (باللاتينية: Paedophryne amauensis) من غينيا الجديدة، البالغ طوله 7.7 مليمترات (0.30 إنشًا)، أمَّا أضخمها فهو السمندر الصيني الجنوبي العملاق (باللاتينية: Andrias sligoi) البالغ طوله 1.8 أمتار. رُغم ذلك فإنَّ النوع الأخير لا يغدو كونه قزمًا أمام بعض الأنواغ المُنقرضة، كالبرمائي التمساحي الجبلي «پريونوسوكس» البالغ طوله 9 أمتار، والذي عاش خلال أواسط البرمي على الأراضي التي تُشكِّلُ اليوم البرازيل.

## التسمية
في اللُغة العربيَّة، «البَرْمائِيُّ» هو الكائنُ الحيّ المنسوب إلى البرِّ والماء، فمن حيثُ اللُغة هي الحيوانات والنباتات التي تعيش في البرِّ وفي الماء كالضِّفدع والتِّمساح، ورد في الموسوعة في عُلُوم الطبيعة: «الْبَرْمَائِيُّ أَوِ القَازِبُ، هُوَ كُلُّ حَيَوَانٍ مَسْكَنُهُ الْمَاءِ وَلَكِنَّهُ يَسْتَطِيعُ الْخُرُوجُ مِنْهُ بَعْضَ الْوَقْتِ كَالْْفَقْمَةِ وَفَرَسِ الْبَحْرِ وَالتِّمْسَاحِ»، أمَّا علميًّا فهي تُطلق على الأنواع التي تنتمي إِلى إحدى طوائف الحيوانات مثل الضفادع والعلاجيم، وهي الحيوانات التي تعيش طورًا من حياتها في الماء متنفِّسة بالخياشيم، وتقضي طورًا آخر على البرّ متنفِّسةً بِالرئتين. وتُسمَّى البرمائيَّات أيضًا «قَوَازِب»، مُفردُها «قَازِب»، وتعريفها في قاموس المورد: «طَائِفَةٌ مِنَ الْفَقَارِيَّاتِ تَقْضِي جُزْءًا مَنْ دَوْرَتِهَا الْحَيَّاتِيَّةِ فِي الْمِيَاهِ الْعَذْبَةِ وَجُزْءًا مِنْهَا عَلَى الْيَابِسَةِ»، والبرمائي هو كائنٌ «قَادِرٌ عَلَى الْعَيْشِ عَلَى الْيَابِسَةِ وَفِي الْمَاءِ». وجاء في مُعجم الحيوان لِأمين المعلوف: «قَوَازِبُ. ذَوَاتُ الْحَيَاتَيْن. ذَوَاتُ العُمرَين. بَرِّي مَائِيّ. بَرْمائِيٌّ: طَائِفَةٌ مِنَ الْحَيَوَانَاتِ الفِقَرِيَّةِ تَعِيشُ فِي الْبَرِّ والمَاءِ كَالضَّفَادِعِ. سَمَّاهَا بَعْضُهُم ذَوَاتُ الْحَيَاتَيْن وَذَوَاتُ العُمْرَين. وَالقَازِبُ فِي اللُّغَةِ التَّاجِر الْحَرِيص مَرَّةٌ فِي الْبَحْرِ وَمَرَّةٌ فِي الْبَرِّ وَقَدْ اسْتَعَارَهَا الْأَب أنستاس لِهَذَهِ الْحَيَوَانَاتِ وَسَمَّاهَا بَعْضُهُمْ بَرْمائِيَّةٌ مَنْحُوتَةٌ مِنْ الْبِرِّ والماءِ وَلَا بَأْسَ بِهَا»، كما جاء في «قاموس حِتّي الطبي الجديد» لمؤلفيه يوسف حتي وأحمد شفيق الخطيب: «القَوازِب - واحِدُها قازِب، البَرْمائيّات - حَيواناتٌ فَقَريَّة تَعيشُ على اليابسة وفي الماء كالضَّفادِع».

## التصنيف

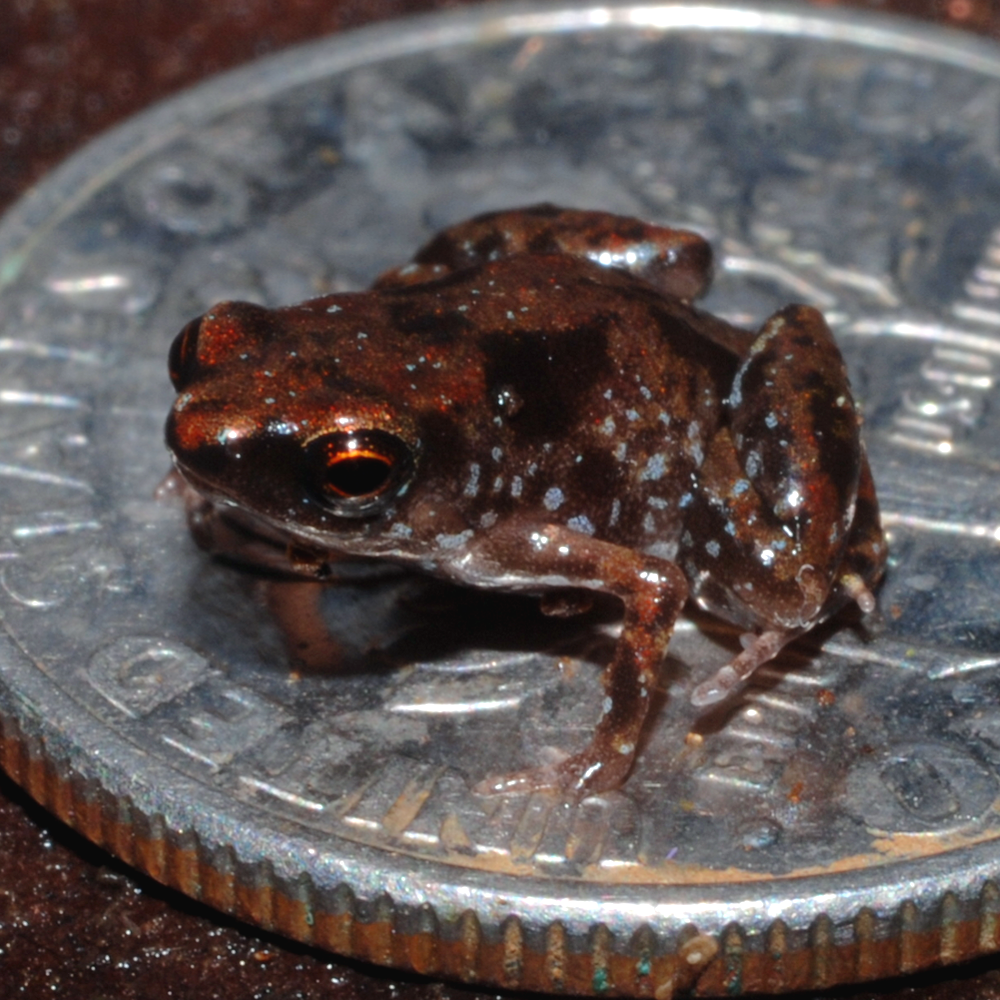
أصغر حيوان فقاري في العالم، وهو الضُفيدع الأماوي قابعًا على دايم أي قرش أمريكي، وقُطْر القرش 1.79 سنتيمتراً.

تنقسم البرمائيات بِتعريفها الأعمّ والأشمل إلى ثلاث طُويئفات منها اثنتان منقرضتان وطُويئفة باقية، وهي كالآتي:
- طُويئفة الفقاريَّات الرقيقة†: وهي مجموعةٌ صغيرةٌ عاشت في حقبة الحياة القديمة، وهي قريبة في مزاياها من السلويَّات (أي ذوات الغشاء السلوي).
- طُويئفة مقسومات الفقار†: ومنها كائناتٌ عديدةٌ عاشت في حقبة الحياة القديمة وبداية حقبة الحياة الوسطى.
- طُويئفة ملساء الجلد: وهي جميع أنواع البرمائيَّات التي تعيشُ في العالم حاليًّا، وتنقسمُ إلى فئاتٍ عِدَّة أهمّها:
  - القوافز: وهي الضفادع والعلاجيم وأقاربهما كافّة، وهي سلالةٌ موجودة منذ العصر الجوراسي، ولها 6,200 نوع حي ضمن 53 فصيلة.
  - ذوات الذيل: وهي السمادل والسمادر وأقاربهما كافَّة، وهي سلالةٌ موجودة منذُ العصر الجوراسي، ولها 652 نوعًا حيًّا ضمن 9 فصائل.
  - الضفادع الثُعبانيَّة: وهي عديمات الأرجل وأقاربها كافّة، وهي سلالةٌ موجودة منذُ العصر الجوراسي، ولها 192 نوعًا حيًّا ضمن 10 فصائل.

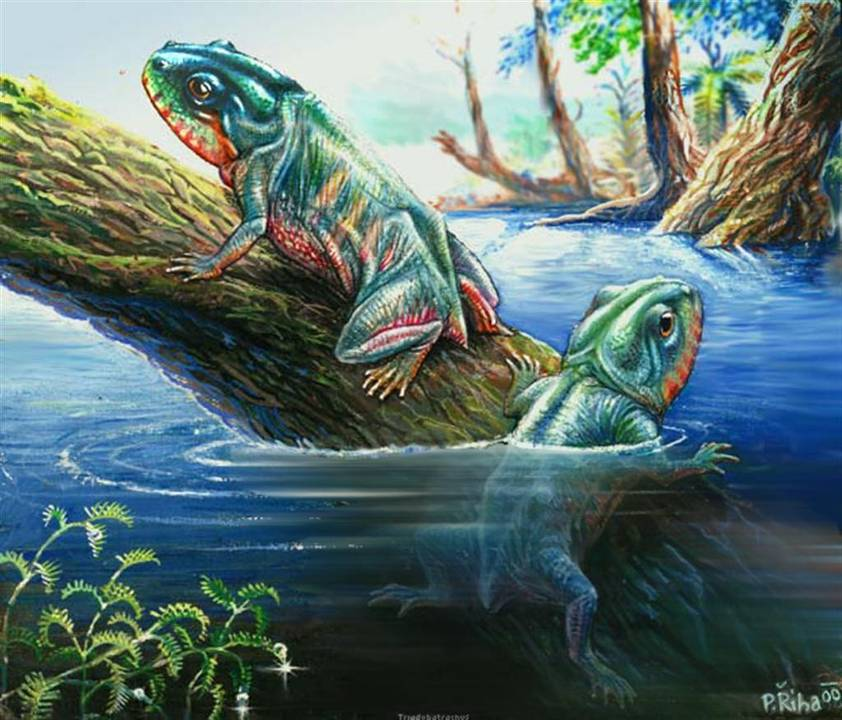
«التريادوباتريشز» (في رسم تخيلي)، وهو ضفدع بدائي عاش في جزيرة مدغشقر في مطلع العصر الثُلاثي.

يتفاوتُ العدد الدقيق للأنواع في كُل مجموعة أعلاه حسب التصنيف المُتَّبَع، ومن التصنيفات الدارجة بهذا الخصوص تصنيف من جامعة كاليفورنيا (بركلي) منشورٌ على موقع AmphibiaWeb الإلكتروني وآخر من إنتاج المتحف الأمريكي للتاريخ الطبيعي بِالتعاون مع عالم زواحف وبرمائيات اسمه داريل فروست ومنشورٌ في قاعدة بيانات رقمية اسمُها «أنواع برمائيات العالم» (بالإنگليزيَّة: Amphibian Species of the World). وتتبعُ الأرقام المذكورة أعلاه التصنيف الثاني، وبحسبها فإن عدد أنواع البرمائيات المعروفة هو 8,178 نوعًا (بتاريخ حُزيران (يونيو) 2020)، ونحو 90% من هذه الأنواع ضفادع.
ألقت دراسات علم الوراثة العرقي ضوءًا على بعض جوانب تصنيف البرمائيات، مثل أنها استثنت أُصنوفة تيهيات الأسنان بصفتها شبه عرق تنقصهُ مزايا واضحةٌ تُميِّزهُ عن سواه من التصنيفات الفرعية. ويختلف تصنيف البرمائيات بين بحث وآخر بحسب أيّ منهج يتبعُ المؤلِّف في الوراثة العرقيَّة (مثل أن يلجأ إلى تصنيف قائمٍ على الجذور أو الفروع)، وتُعرَّفُ البرمائيات بعمومها على أنها طائفة من رُباعيَّات أطرافٍ التي تبدأُ حياتها بمرحلة شُرغُوف، وضمن هذه المجموعة طُويئفة اسمها البرمائيات الملساء تندرجُ تحتها كل البرمائيات الحيَّة وآخر سلف مشترك لها. وما زال التاريخ الوراثي للبرمائيَّات المُنقرضة غامضًا (أي البرمائيات التي عاشت في حقبة الحياة القديمة)، وربّما يقعُ تصنيف طُويئفة البرمائيَّات ملساء الجلد بدورها ضمن مجموعةٍ منقرضةٍ مثل مقسومات الفقار أو الفقاريَّات الرقيقة، بل وتُصنَّف أحياناً ضمن السلويَّات. وهذه نتيجة لأن أنصار تسميات التصنيف التفرعي الحيوي (وهو منهجٌ مناقضٌ للمنهج التقليدي الذي وضعه كارلوس لينيوس) أزالوا عدداً كبيراً من المجموعات القاعديَّة للبرمائيات التي عاشت في العصرين الديڤوني والكربوني والتي كانت مُصنَّفة ضمن البرمائيَّات بحسب منهج لينيوس، ونقلوها إلى تصنيفات تفرعيَّة أُخرى. ولو كان السلف المُشترك لِكُل البرمائيَّات والسلويَّات مُندرجًا ضمن البرمائيَّات فإنها تتحوَّل إلى شبه عرق.

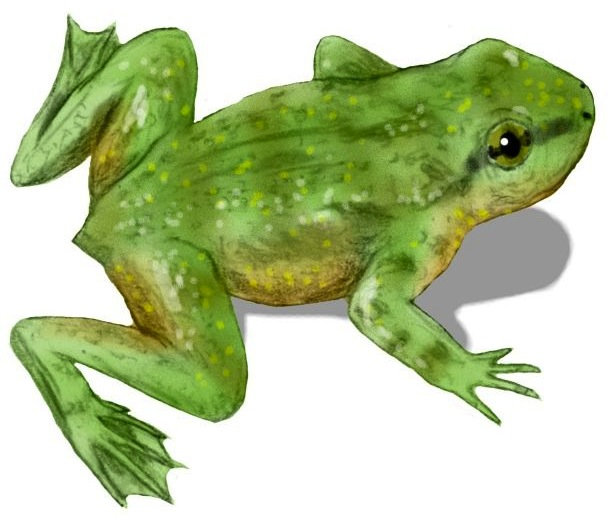
«الپروساليروس»، أقدم الضفادع الحقيقيَّة المعروفة.

تشملُ طُويئفة ملساء الجلد جميع أنواع البرمائيَّات الموجودة في الزَّمن الحاضر، ويعتبرها عُلماء التصنيف فرعًا حيويًّا، أي أنَّ أنواعها كافَّة نشأت من سلف مشترك واحد، وتنقسمُ هذه الطُويئفة إلى ثلاث رُتبٍ أخرى هي: البتراوات (أي الضفادع والعلاجيم) وذوات الذيل (أي السَّمادل والسَّمادر) والضفادع الثُعبانيَّة (أي عديمات الأرجل). ويَظُنُّ بعضُ العلماء أن السَّمادِلَ نشأت من سلفٍ من مجموعة مقسومات الفقار أو قريبٍ لها، ويذهبُ عددٌ منهم إلى أن عديمات الأرجل مجموعةٌ شقيقةٌ لِشبيهات الزواحف (وهو فرعٌ حيويّ يضمّ السلويات ورُباعيَّات الأرجل التي تشتركُ في سلفها الأحدث مع رُباعيات الأرجل). اكتُشِفَت في السابق أحافير لضفادع بدائيَّة عِدَّة من فتراتٍ موغلة في القِدَم، لكن أقدم «ضفدع حقيقيَّة» معروفة عاشَت في العصر الجوراسي المبكر واكتُشفت بقاياها في تشكيل كاينتا بولاية أريزونا، وهي ضفدع پروساليروس (باللاتينية: Prosalirus)، وصفاتها التشريحيَّة قريبةٌ جدًا من الضفادع الحديثة، وتعودُ أقدم عديمات الأرجل المعروفة إلى العصر الجوراسي المُبكر وإلى ولاية أريزونا كذلك، وهي اليوكايسيليا (باللاتينية: Eocaecilia)، وأمَّا أقدمُ سلمندر معروفٍ فهو بييانريبتون (باللاتينية: Beiyanerpeton) الذي عاش في العصر الجوراسي المتأخر شمال شرق الصين.
يختلفُ الباحثون فيما إذا كانت البتراوات رُتبة ضمن رُتبة أعلى من القوافز أم أنها رُتيبة ضمنَ رُتبة القوافز، فمن الدَّارج تقسيمُ البرمائيات الملساء إلى ثلاث رُتبٍ (كما جاء أعلاه)، على أن إضافة الرُتبة العُليا لِلقوافز ورتبة جديدة من السَّمادل المنقرضة (اسمها الألبانريبتونات) تُغيِّرُ من هذا التصنيف التقليدي.

## التاريخ النُشوئي
نشأت أوَّل مجموعة كبيرة من البرمائيَّات في العصر الديڤوني، قبل نحو 370 مليون سنة، بتطوُّرِها من الأسماك لحميَّات الزعانف (وهي كانت شبيهةً في حينها بشوكيَّات الجوف والأسماك الرئويَّة الحديثة)، فنشأت عند هذه الأسماك زعانف لها مفاصلُ عِدَّة مثل الأرجل ولها أصابعُ صغيرةٌ كانت تزحفُ بها على قاع البحر. وكانت المستنقعات الديڤونيَّة راكدة الماء وقليلة الأُكسجين، فنشأت عند هذه الأسماك رئاتٌ بدائيَّة لتنفُّس الهواء، كما كانت هذه الأسماك قادرةً على الزَّحف إلى اليابسة بالتشبًّثِ بزعانف البسيطة، وتحوَّلت هذه الزعانف في نهاية المطاف إلى سيقان، فأمست تلك الأسماك (وهي أشباه رُباعيَّات الأطراف) سلفًا لِسائر أنواع رُباعيَّات الأطراف التي تبعتها، ومنها جميع البرمائيَّات والزواحف والطُيُور والثدييَّات الحديثة. على أنها -رُغم قُدرتها على الزحف فوق اليابسة- أمضت جُلَّ حياتها في الماء، وتنفَّست معظم الأُكسجين من خياشيمها رُغْم ما كان لها من رئاتٍ بسيطة.
اكتُشفت أمثلةٌ كثيرةٌ على كائناتٍ حيَّةٍ تُمثِّلُ مرحلةً انتقاليةً بين الأسماك والبرمائيَّات، ومن أقدمها الإكتوستيجة التي كانت من أولى أنواع البرمائيات البدائيَّة قط، فكان لها منخار ورئتان فعَّالتان، بِالإضافة إلى أربعة أطراف قوية ورقبة وذيلٌ مُزعنف وجمجمةٌ قريبةٌ جدًا من جُمجُمة السمكة قوية الزعانف. ظهرت عند البرمائيَّات -بالتدريج- سماتٌ أعانتها على قضاء فترات مُطوَّلة خارج الماء، إذ تحسَّنت قدرتها على التنفس من رئاتها وازدادت أجسامها وزنًا وصلابة لتُهيِّءَ لها حملَ نفسها على اليابسة، كما اكتسبت يَدَيْن وقَدَمين بدائيَّتيْن في كلّ منها خمسُ أصابع أو أكثر، وأما جلدُها فأصبح قادرًا على حِفْظ سوائل جسمها وإبطاء تجفّفه. ومن التكيّفات الأخرى التي طرأت على هذه الأسماك تقلُّصُ عظمها الفَكْلاَمِيّ (أي اللامي الفكي، وهو يقعُ خلف الخياشيم) فتحوَّل إلى عظم الركاب في الأُذُن الوُسطى للبرمائيَّات لِيسمحَ لها بِسماع الأصوات على اليابسة، وتتشابهُ البرمائيَّات مع الأسماك العظميَّة بِتركيب أسنانها المُميَّز ذات الطبقات العِدَّة وبأنَّ لها زوجًا من العظم القذالي في مُؤخَّرة جُمجُمتها، وهما سمتان فريدتان لا مثيلَ لهُما في سائر مملكة الحيوان.

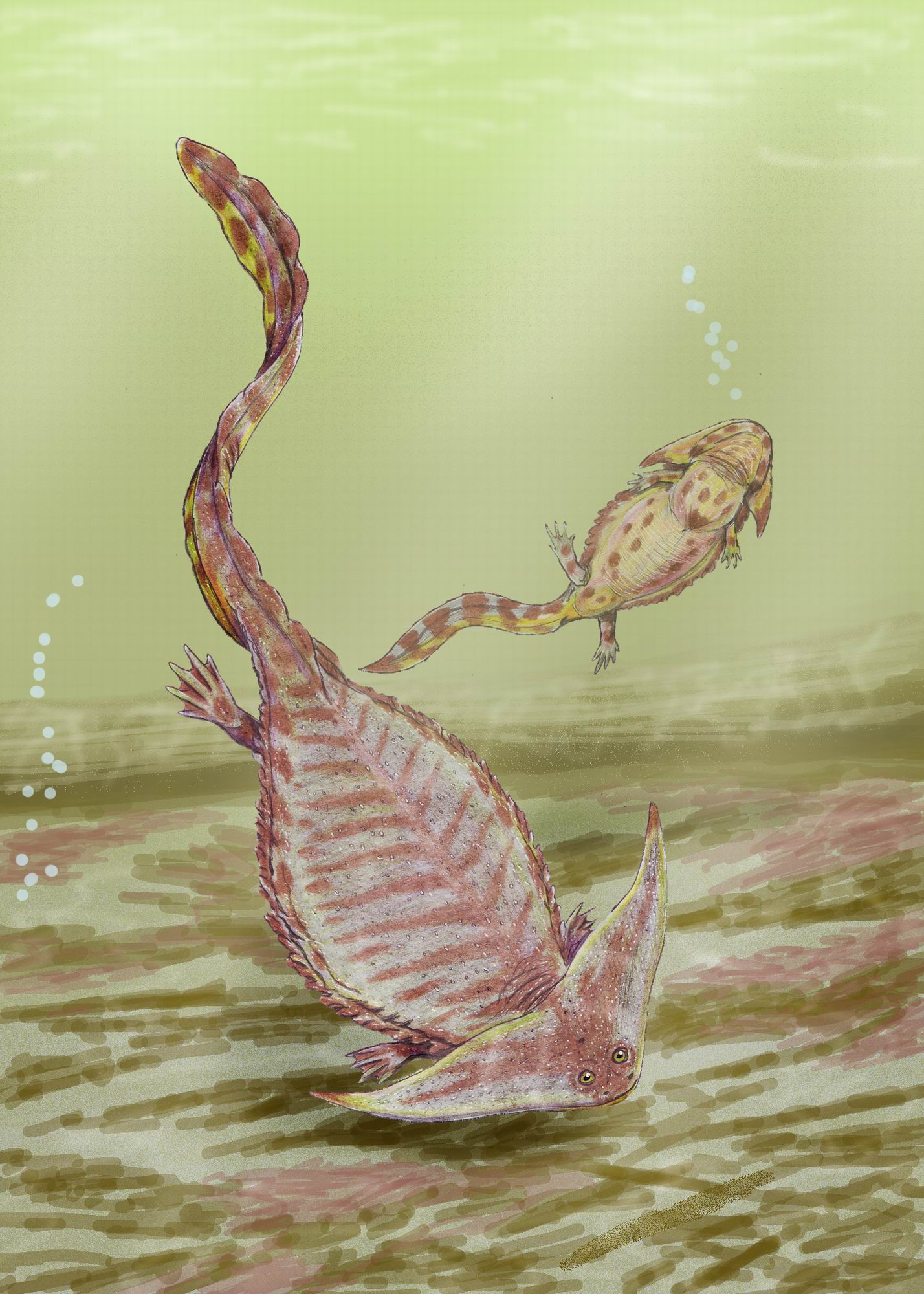
كائن برمائي عاش في العصر البرمي يُسمَّى «ديپلوكولس»، وكان يقضي معظم حياته تحت الماء.

كانت بحار وأنهار وبحيرات الأرض قبل نحو 360 مليون عام (أي في نهاية العصر الديڤوني) آهلةً بالحياة بِكافّة صورها، فيما كانت اليابسة خاليةً من الفقاريات لا تسكنُها إلا النباتات البدائيَّة، ولو أنَّ بعض الحيوانات الفقاريَّة رُبَّما كانت قادرةً على الزحف خارج الماء حينذاك، ومنها الإكتوستيجة. ويظنُّ العلماء أن هذه الكائنات دفعت نفسها في المياه بذراعيها (أي طرفيها الأماميَّيْن) بينما تسحبُ وراءها ساقَيْها، مثل حال الفُقُم الفيليَّة الحديثة. وأصبح المناخ رطبًا ودافئًا في مطلع العصر الفحمي، قبل ما بين 360 إلى 345 مليون سنة، فغطَّت الأرض مستنقعاتٌ شاسعةٌ صنعتها النباتات الحزازية والسرخسانيَّات والكنباث والكالامايت، وفي تلك الفترة نشأت على اليابسة مفصليَّات الأرجُل التي تتنفَّسُ الأكسجين من الهواء، فغزت أرجاء الأرض وأمست غذاءً لِلبرمائيَّات الأولى التي خرجت إلى اليابسة لأنها من آكلات اللحوم، وكانت لهذه البرمائيَّات البدائية أربعة أطرافٍ ورئات تتنفَّسُ بها الهواء، على أنها أجسادها ظلَّت طويلة ومستدقَّة ولها ذيولٌ قويَّة مثل الأسماك. ولم تكُن على اليابسة حينئذٍ فقاريات رباعية الأرجل سوى البرمائيات، فتربَّعت على قمَّة السلسلة الغذائية وشغلت في نظامها البيئي موقعًا شبيهًا جدًا بالذي تشغلهُ التماسيح في أنظمتها البيئية حاليًا، وكان يصلُ طولها أحيانًا إلى أمتارٍ عِدَّة، فأصبحت كائناتٍ ضاريةٍ تفترسُ الحشرات الضخمة التي عاصرتها وأنواعًا كثيرة من الأسماك، لكنها كانت ترجعُ إلى الماء لتضجع بيوضها عديمة القشرة، وما زالت سائر البرمائيات الحديثة تعيشُ مرحلة الشرغوف في الماء بخياشيم مكتملة مثل أسلافها من الأسماك، وأما ما سمح للزواحف بأن تعيش دورة حياتها كاملةً على اليابسة (وبأن تُسيطر على السلسلة الغذائية وتزدهر كديناصورات وتيروصورات وغيرها) هو أن بيضها تطوَّر فيه سائل سلوي يحمي الجنين من الموت.
انهارت المُستنقعات والغابات المطيرة الشاسعة حول الأرض بِنهاية العصر الفحمي، فاندثرَ موئلُ البرمائيات وانتهى معه عصر ازدهارها فحلَّت مكانها الزواحف، كما أن البرمائيات تلقَّت ضربةً قاسيةً في انقراض العصر البرمي-الثُلاثي (وهو أكبرُ انقراض جماعيّ في تاريخ الأرض)، ودخل بعدها العصر الثُلاثي أو الترياسي (قبل 250 إلى 200 مليون عام) الذي تفوَّقت فيه الزواحف باستمرارٍ على البرمائيات، فتضاءلت أحجامُ البرمائيَّات وقيمتها في مُحيطها الحيوي. وعاشت حينها على الأرض مجموعتان مُنقرضتان الآن منها هما مقسومات الفقار والفقاريَّات الرقيقة، ويُظَنُّ أن البرمائيَّات ملساء الجلد (وهي سائرُ البرمائيات الحديثة) ربما نشأت من إحدى هاتين المجموعتين في وقتٍ ما بين نهاية العصر الفحمي ومطلع الثلاثي، إلا أن نقصَ الأحافير يُعسِّرُ تأريخها الدقيق، وتؤيِّدُ هذه التواريخ آخرُ الدراسات القائمة على التحليل الجزيئي.

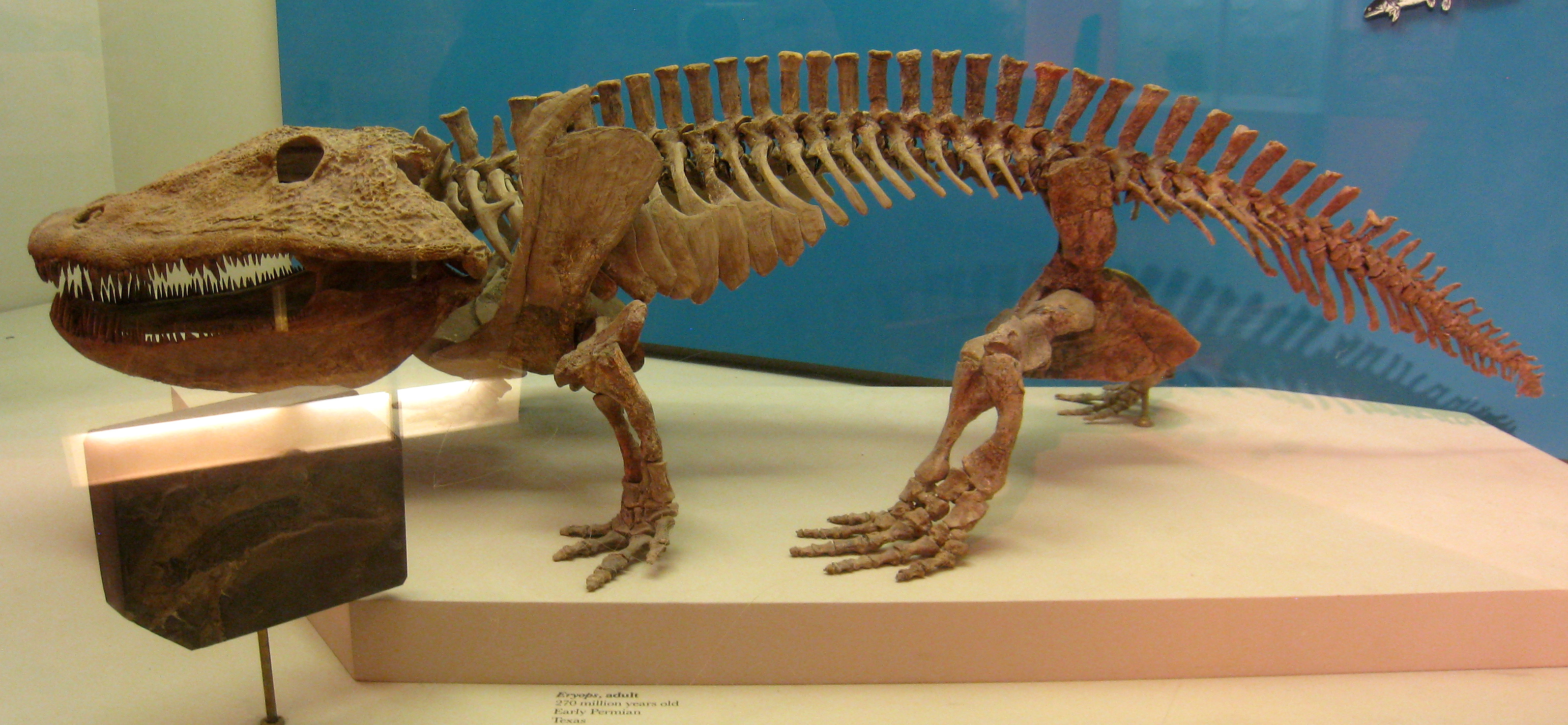
كان ممدود الوجه كائنًا برمائيًا بدائيًا لهُ سيقانٌ قويَّة تساعدهُ في حمل جسده على اليابسة.

ما تزال نشأة البرمائيات والعلاقة التطورية بين مجموعاتها الثلاث عُرْضةً للنقاش (وهذه المجموعات هي مقسومات الفقار والفقاريات الرقيقة والبرمائيَّات ملساء الجلد). ويبدو أن مجموعات البرمائيات الثلاث انفصلت عن بعضها في حقبة الحياة القديمة أو مطلع حقبة الحياة الوسطى (منذ نحو 250 مليون عام)، أي قبل انقسام قارة بانجيا العظمى وبعد فترةٍ قصيرةٍ من نشأة البرمائيات الأولى، وفي قصر هذه الفترة الوجيزة ما يُفسِّرُ ندرة الأحافير الانتقالية -نسبيًا وليس عددًا- بين البرمائيات والأسماك، ففي سجلها الأحفوري فجوات كبيرةٌ، لولا أن اكتشاف جيروباتراكس (وهو كائنٌ برمائي من مطلع العصر البرمي) في سنة 2008 بتكساس شغلَ حلقة وصلٍ مفقودة في نشأة الكثير من الضفادع الحديثة. وتوحي النسالة الجُزيئيَّة أنَّ الضفادع والسمادل انفصلت عن بعضها منذ فترةٍ أقدمَ بكثيرٍ مما يشيرُ إليه السجل الأُحفوري، فمن المعتقد الآن أن آخر سلف مشترك لسائر البرمائيات الحديثة عاش قبل 315 مليون عام، وأن مجسمات الفقار هي أوثقُ أقارب عديمات الأرجل الحالية، كما أُجريت في سنة 2005 دراسة في العلاقات الوراثية (قائمةٍ على تحليل للحمض النووي) تظهرُ نتائجها أن السمندل وعديمات الأرجل أقربُ صلةً ببعضها من صلتها بِالضفادع.
طرأت على البرمائيات تغيُّرات عدَّة لتتكيَّف مع خروجها من الماء (حينما كانت أسماكًا لحميَّة الزعانف) إلى سطح اليابسة، من أهمها حاجتها للحركة في وسطٍ جديدٍ هو البر عوضًا عن الماء. والأكثر جدوى في الماء هو التلويح بذيلها يمينًا ويسارًا كي تدفع نفسها إلى الأمام، إلا أنَّ الحركة على الأرض مختلفة جذريًّا، فهي بِحاجةٍ إلى عمودٍ فقريٍّ وسيقانٍ وعضلاتٍ أقوى بِكثيرٍ لِرفعها إلى اليابسة ومُساعدتها في الحركة ومُطاردة الفريسة، لذا تتخلَّى البرمائيات في مرحلة بُلُوغها عن أعضاء الخط الجانبي (وهي أعضاءٌ لِلإحساس لدى الكائنات المائية) واستبدلت بها أعضاءً تستشعرُ الحواسَّ الخمس في الهواء الطلق، كما أنها طوَّرت طُرقًا جديدةً لحِفْظ حرارة جسمها بسبب تقلّبات الحرارة على اليابسة، وتطوَّرت عندها تكيّفات تساعدها على التكاثر في بيئتها الجديدة، وأما جلدها فقد تعرَّض لِلأشعة فوق البنفسجيَّة الضارَّة التي كان يمتصّها الماء، فتعدَّل جلدها ليُوفِّرَ حمايةً أفضل ويحفظَ ما في جسمها من سوائل.

## الخصائص
تُقسم عمارة رُباعيَّات الأطراف إلى أربع طوائف من الفقاريَّات من ذوات الأربعة: الزواحف والطُيُور والثدييَّات والبرمائيَّات. أمَّا الثلاثة الأوائل فمن السلويَّات، أي الكائنات التي تضع بُيُوضها أو تنمو تلك البُيُوض داخل رحم الأُنثى، مُحاطةً بعدَّة أغشية، بعضُها منيعٌ لا يُخرق بِسهُولة. تفتقدُ البرمائيَّات الأغشية المذكورة، لِذا فهي تحتاجُ مُسطَّحاتٍ مائيَّةٍ لِتتكاثر، على أنَّ بعض أنواعها طوَّر أساليب مُختلفة لِحماية بُيُوضه أو لِتخطِّي المرحلة الشُرغُوفيَّة الدقيقة التي تتطلَّب حضن الصغار في بيئةٍ مائيَّةٍ. لا توجدُ البرمائيَّات في البحار بِاستثناء نوعٍ أو نوعين من الضفادع قاطنة المياه المُسوَّسة في مُستنقعات الأيكات الساحليَّة؛ في حين يُمكن العُثُور على سمندر أندرسون في البُحيرات المالحة بِولاية ميتشواكان المكسيكيَّة. أمَّا على البر، فيقتصرُ وُجُود البرمائيَّات على البيئات الرطبة لِحاجتها إلى الحفاظ على رُطُوبة جُلُودها. لِلبرمائيَّات المُعاصرة خصائص تشريحيَّة مُبسَّطة مُقارنةً مع أسلافها بِسبب استدامة المرحلة الشُرغُوفيَّة من حياتها، التي يُسبِّبُها اتجاهان نُشُوئيَّان: التصغُّر ومجموعٌ مُورثيّ هائل، ممَّا يمنحها مُعدَّلات أيضٍ ونُموٍّ وتطوُّرٍ أبطأ من غيرها من الفقاريَّات.

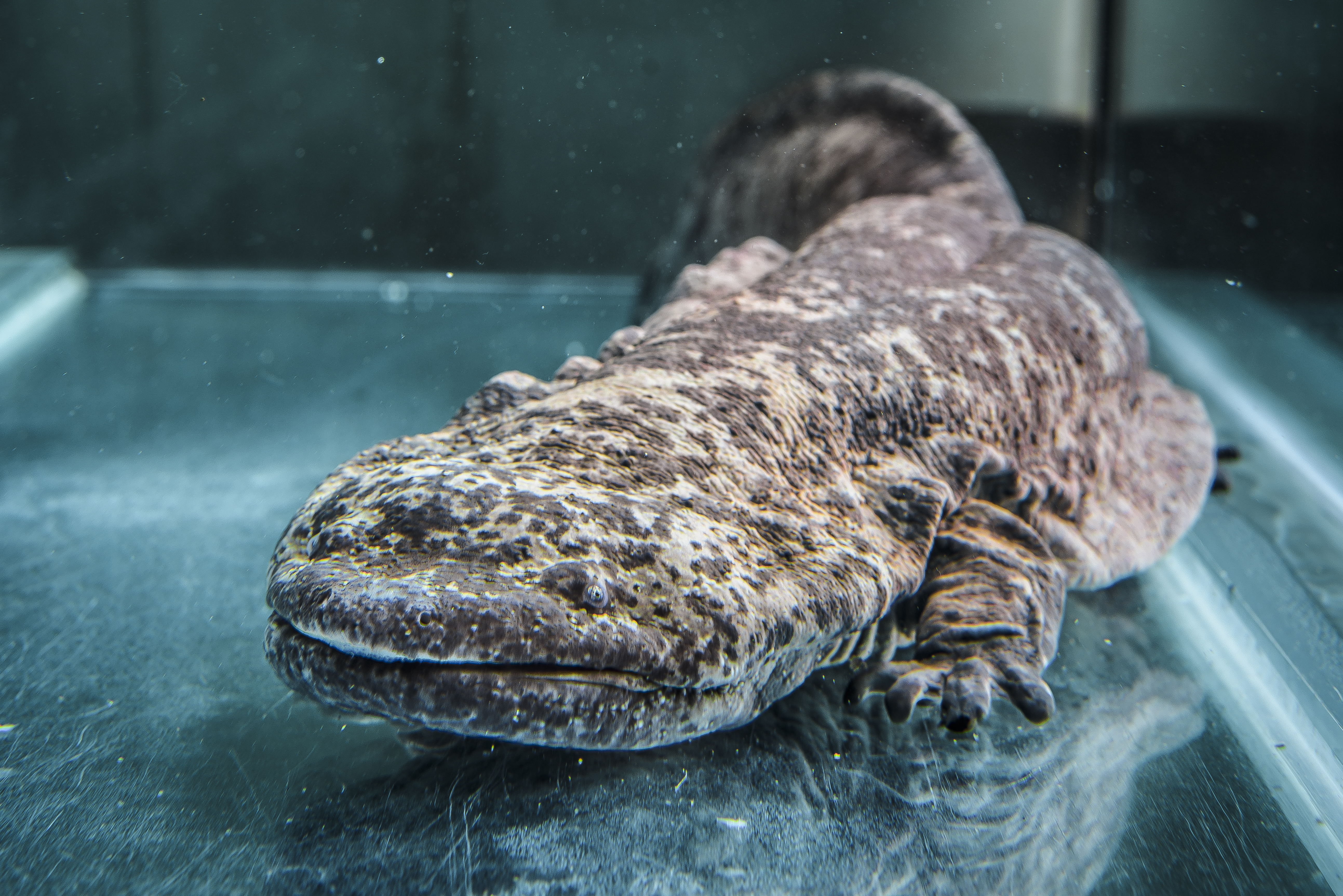
السَّمندر الصيني العملاق، أضخم البرمائيَّات الباقية.

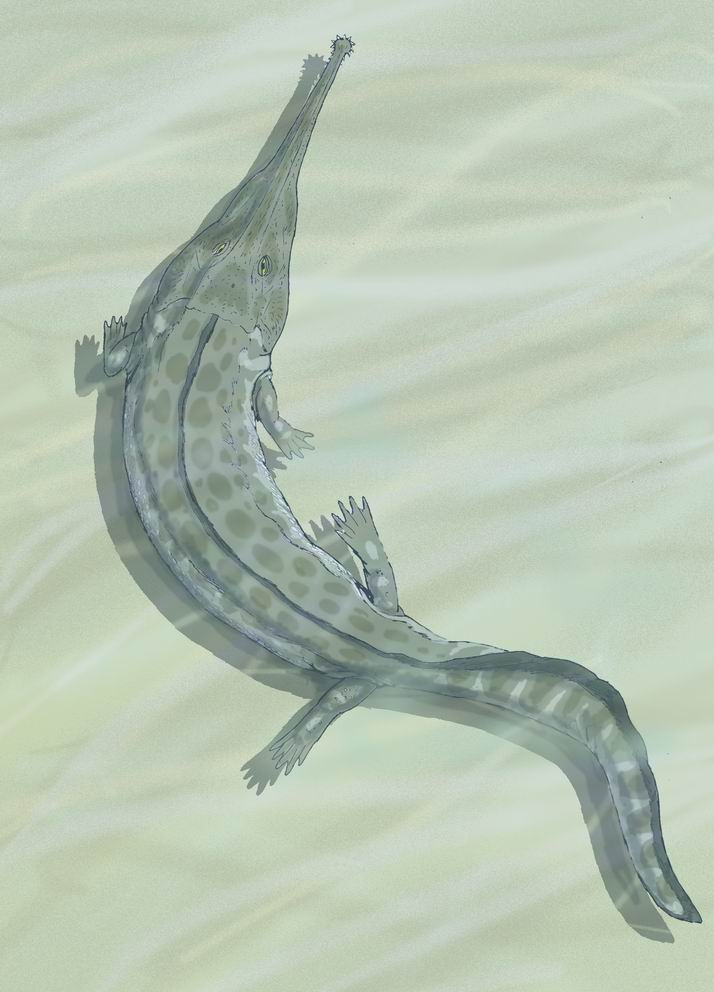
رسمٌ تخيُّليّ للبرمائي التمساحي الجبلي «پريونوسوكس»، أضخم البرمائيَّات البائدة المُكتشفة. عاش خلال العصر البرمي.

أصغر البرمائيَّات، بل الفقاريَّات قاطبةً، هو إحدى الضفادع الشقدعيَّة قاطن غينيا الجديدة، ويُسمَّى «الضُفيدع الأماوي» (باللاتينية: Paedophryne amauensis)، وقد اكتُشف سنة 2012. يصلُ مُعدَّل طول الضُفيدع المذكور إلى 7.7 ملِّيمترات (0.30 إنشًا)، وينتمي إلى جنسٍ يضم أصغر عشر ضفادع في العالم. أمَّا أضخم البرمائيَّات الباقية فهو السَّمندر الصيني العملاق (باللاتينية: Andrias davidianus) الذي يصل طوله إلى 1.8 أمتار، لكنَّهُ يظلُّ ضئيلًا أمام أضخم برمائيٍّ بائدٍ مُكتشف، أي البرمائي التمساحي الجبلي «پريونوسوكس»، الذي وصل طوله إلى 9 أمتار، وشابه التماسيح في شكله، وعاش مُنذُ ما يُقارب 270 مليون سنة خلال أواسط العصر البرمي، في الأراضي التي تُشكِّل البرازيل المُعاصرة. أضخم الضفادع الباقية هي الضفدع الجبَّارة (باللاتينية: Conraua goliath) الذي يُمكن أن يصل طولها إلى 32 سنتيمتر (13 إنشًا) وكُتلتها إلى 3 كيلوغرامات (6.6 أرطال).
البرمائيَّات من ذوات الدم البارد، أي أنها لا تُحافظ على حرارة أجسامها عبر العمليَّات الوظيفيَّة لِأعضائها. كما أنَّ مُعدَّلات أيضها الأساسيَّة مُنخفضة، ولِهذا فإنَّ مُتطلِّباتها الغذائيَّة محدودة. لِلبرمائيَّات البالغة قنوات دمعيَّة وجُفُونٌ مُتحرِّكة، ولِمُعظم الأنواع آذانٌ تُمكنها من تحديد الذبذبات الهوائيَّة أو الأرضيَّة. كما لها ألسنة عضليَّة قابلة لِلإبراز عند الكثير من الأنواع. لِلبرمائيَّات المُعاصرة فقرات مفصليَّة كاملة التعظُّم، وأضلُعها غالبًا ما تكون قصيرة ومُلتحمة بِالفقار. جماجمها غالبًا ما تكون قصيرة وعريضة وشبه مُتعظِّمة. وتحوي جُلُودها القليل من الكيراتين وتفتقدُ أيَّة حراشف، باستثناء بعض الحراشف القليلة الشبيهة بِحراشف السَّمك عند بعض عديمات الأرجل. ويحوي الجلد عدَّة غُدد مُخاطيَّة، وعند بعض الأنواع يحوي غُددًا سُميَّة. لِقُلُوب البرمائيَّات ثلاث حُجُرات: أُذينان وبُطين، ولها مثانة تُنتجُ فضلاتها النتروجينيَّة بِصورة بولة. مُعظم البرمائيَّات تضع بُيُوضها في الماء، حيثُ تفقسُ صغارها بِهيئةٍ شُرغُوفيَّة، وتمُرُّ بِسلسلة تغييراتٍ جُسمانيَّة حتَّى تبلغ وتُصبح قادرة على السير على البر. تتنفَّسُ البوالغ عبر استنشاق الهواء عبر مُنخريها إلى منطقة الغشاء البطني البُلعُومي، ثُمَّ يُقفل المُنخران ويُدفع الهواء إلى الرئتين عبر انقباض الحلق، وتُكمَّل العمليَّة عبر تبادل الغازات عن طريق الجلد.

### عديمات الأذيال

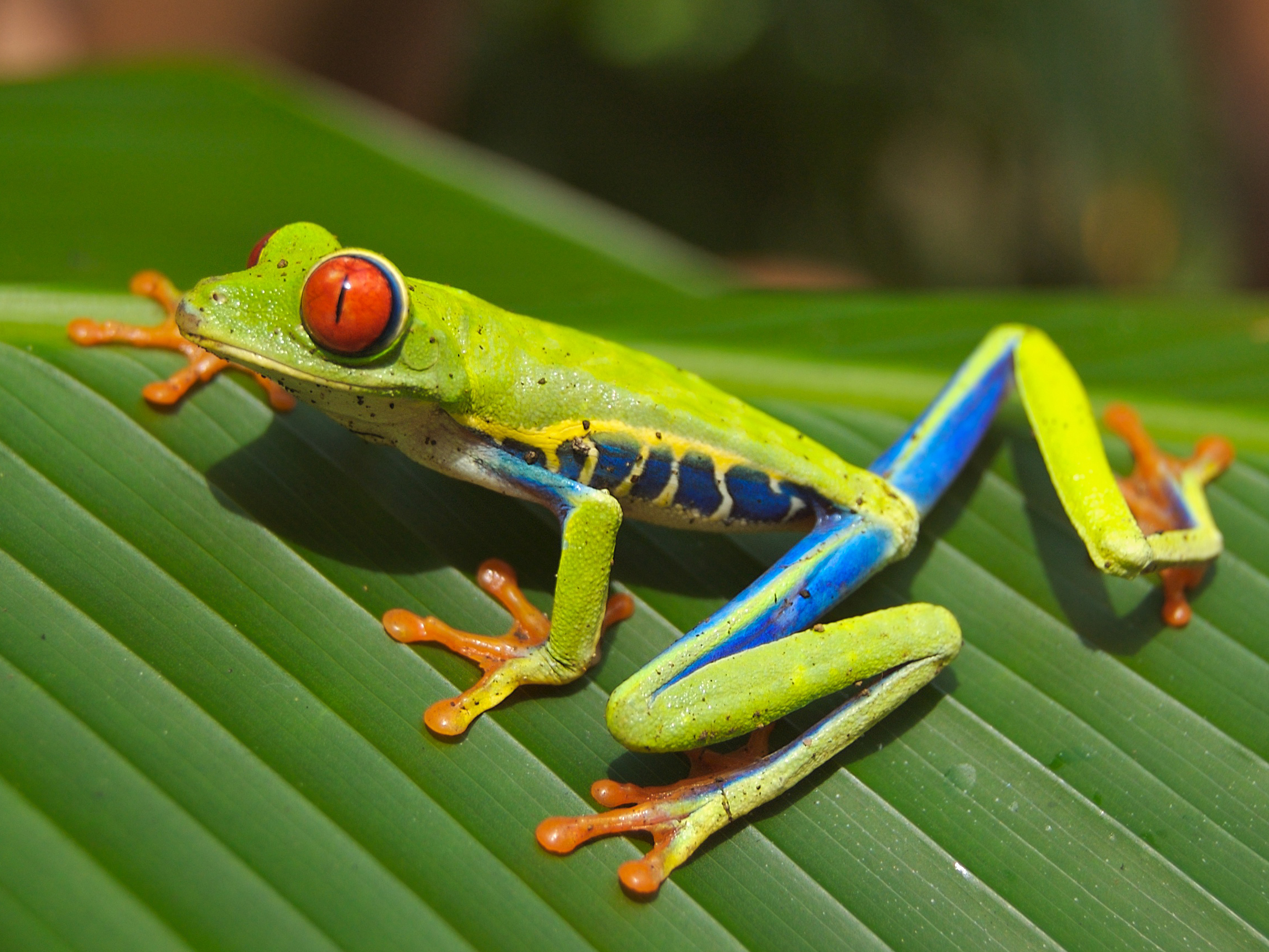
ضفدع الشجر حمراء العينين، لاحظ طول قوائمها الخلفيَّة مُقارنةً بِالأماميَّة، وأطرافها المُتأقلمة مع التسلُّق.

تضُمُّ رُتبة عديمات الأذيال الضفادع والعلاجيم، وأفرادها غالبًا ما تتميَّز بِقائمتين خلفيتين طويلتين قابلة لِلطيِّ أسفل أجسادها، وقائمتين أماميتين أقصر منها، إضافةً إلى أصابع مُكفَّفة عديمة المخالب وعينان كبيرتان وجُلُودٌ غديَّة رطبة، وتفتقدُ أي شكلٍ من أشكال الذُيُول. أغلب أعضاء هذه الرُتبة من ذوات الجُلُود الملساء تُسمَّى ضفادع، أمَّا ذات الجُلُود الثُؤلوليَّة فتُسمَّى علاجيم، على أنَّ طريقة التمييز هذه بين الفئتين ليست مُعتمدة رسميًّا من قِبل العُلماء نظرًا لِأنَّ هُناك استثناءات كثيرة على هذه القاعدة، فهُناك بعض الضفادع الثُؤلوليَّة وبعض العلاجيم الملساء. تُعرف أعضاء الفصيلة العُلجُوميَّة (باللاتينية: Bufonidae) بِـ«العلاجيم الحقيقيَّة». تتباين أحجام الضفادع بِشكلٍ كبير، فأكبرها هي الضفدع الجبَّارة (باللاتينية: Conraua goliath) من أفريقيا الغربيَّة الذي يصل طولها إلى نحو 30 سنتيمترًا (12 إنشًا)، وأصغرها هو الضُفيدع الأماوي (باللاتينية: Paedophryne amauensis) من غينيا الجديدة، البالغ طوله نحو 7.7 ملِّيمترات (0.30 إنشًا)، والمُكتشف سنة 2012. توجد مُعظم أنواع الضفادع والعلاجيم في الموائل الطبيعيَّة الرطبة والمائيَّة، وبعضُها مُتأقلمٌ مع العيش في الأشجار والصحاري. وتنتشرُ هذه الكائنات في جميع أنحاء العالم عدا المناطق القُطبيَّة.

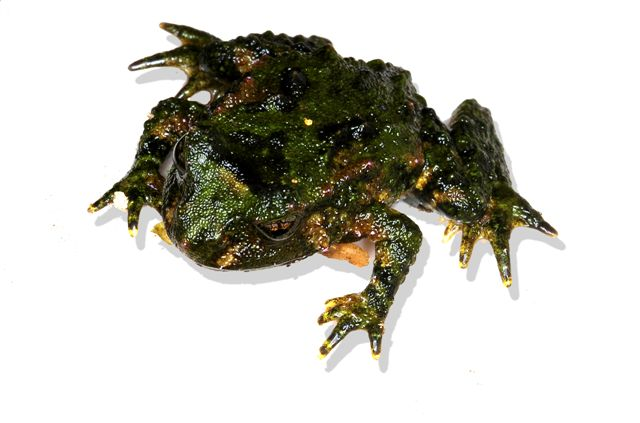
ضفدع هوچزتتر، أحد أنواع الضفادع البدائيَّة النيوزيلنديَّة المُنتمية لِرُتيبة الضفادع القديمة.

يتفق جُمهُور العُلماء على تقسيم عديمات الذيل إلى ثلاث رُتيبات، على أنَّ الصلة بين بعض الفصائل ما تزال غير واضحة، ويُعوَّل على دراسات وأبحاث علم الوراثة الجُزيئي في سبيل تحديدها. تضُمُ رُتيبة الضفادع القديمة (باللاتينية: Archaeobatrachia) أربع فصائل، هي: عديمات المجرف (باللاتينية: Ascaphidae) وناريَّات البطن (باللاتينية: Bombinatoridae) والضفاجيَّات (باللاتينية: Discoglossidae) ومطعوجة المعدة (باللاتينية: Leiopelmatidae)، وهذه كُلُّها تتمتَّع بِميزاتٍ مُشتقَّة شبيهة بِبعضها، ويُحتمل أنَّها تُشكِّلُ شبه عرق مُقارنةً بِسُلالات الضفادع الأُخرى. أمَّا فصائل الضفادع الستَّ الباقية، الأكثر تطوُّرًا من الناحية النُشُوئيَّة، فتنتمي إلى رُتيبة الضفادع الوسيطة (باللاتينية: Mesobatrachia)، وهي تفصيلًا: الضفادع المُقرنة الآسيويَّة، ومجرفيَّة الأقدام القديمة (باللاتينية: Pelobatidae) والغوَّاصات القديمة (باللاتينية: Pelodytidae) ومجرفيَّة الأقدام الجديدة (باللاتينية: Scaphiopodidae) والأنفيَّات (باللاتينية: Rhinophrynidae) بالإضافة إلى عديمات اللسان (باللاتينية: Pipidae). وتتمتَّع أعضاء هذه الفصائل بِخصائص وسطيَّة بين الرُتيبتين الأُخريتين. أمَّا رُتيبة الضفادع الجديدة، فهي أضخم الرُتيبات دون مُنازع، وتضُمَّ بقيَّة فصائل الضفادع المُعاصرة، بما فيها مُعظم الأنواع الشائعة والمألوفة لِلإنسان. فحوالي 96% من أنواع الضفادع الباقية، أي حوالي 5,000 نوعٍ باقٍ، ينتمي لِلُرتيبة الأخيرة.

### ذوات الأذيال

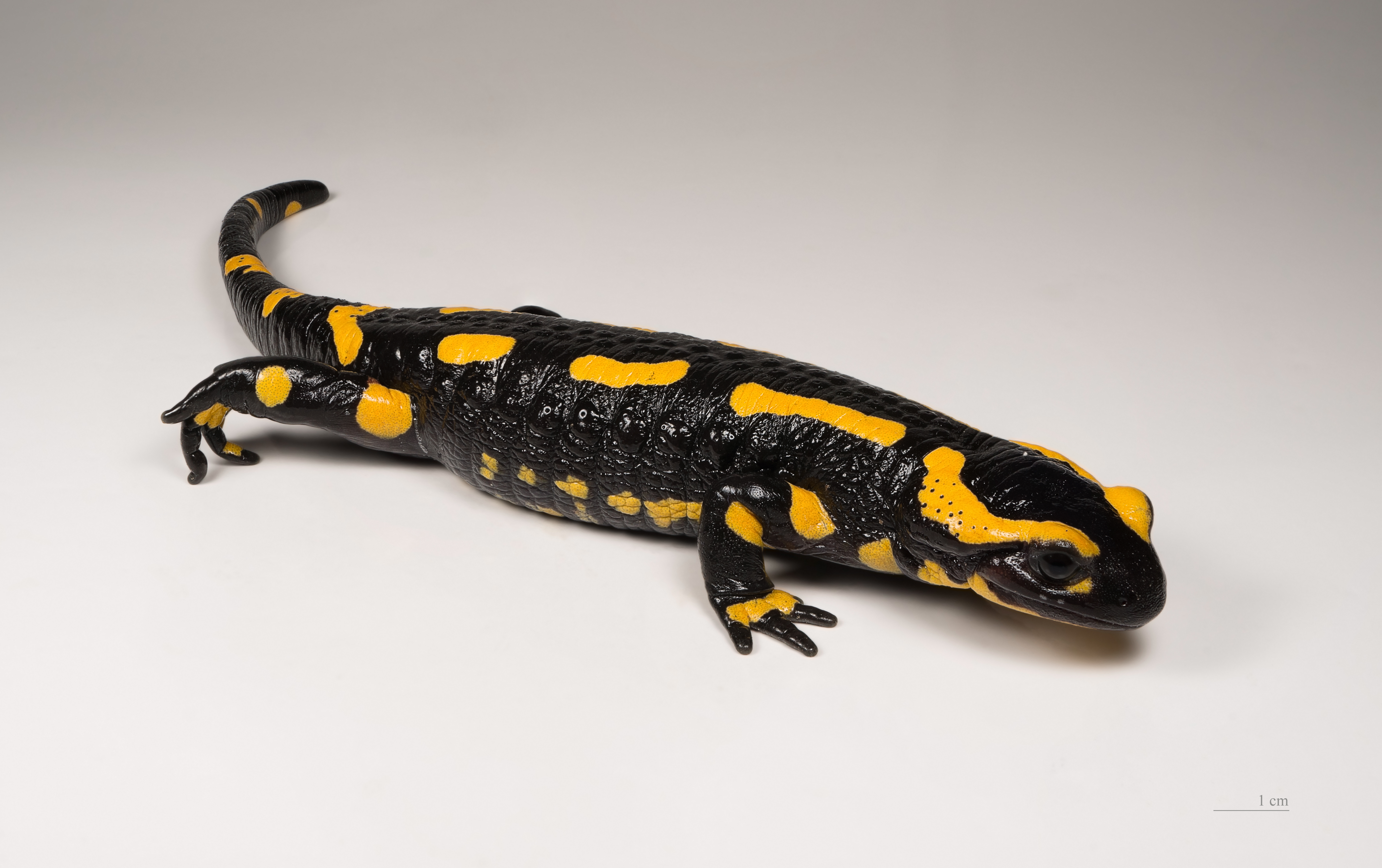
سمندرٌ ناريّ.

تضمُّ رُتبة ذوات الأذيال سمادل (جمع سمندل) الماء والسَّمادر (جمع سمندر)، وهي ليست شبيهة بِالضفادع، بل لعلَّها أقرب شبهًا ظاهريًّا بِالعظايا. لكنَّها كباقي البرمائيَّات تضعُ بُيُوضها في الماء وتبدأ شراغيفها الحياة فيه. وشبه ذوات الأذيال بِالعظايا لا يغدو كونه سمة تشكُّليَّة مُترافقة، فهي لا تقرب الزواحف بأيِّ شكلٍ من الأشكال. تفتقد السَّمادر لِلمخالب، وجُلُودها ملساء زلقة كالضفادع، فهي عديمة الحراشف، على أنَّ لِبعض الأنواع جُلُود مُحدَّبة، وذُيُولها مُفلطحة من الجانبين وغالبًا ما تكون مُزعنفة. تتراوح أحجام هذه الكائنات من تلك الضخمة كالسَّمندر الصيني العملاق (باللاتينية: Andrias davidianus) الذي قد يصل طوله إلى 1.8 أمتار، إلى تلك الضئيلة كالسَّمندر عديم الرئة الڤيراكروزي (باللاتينية: Thorius pennatulus) المقصور في وجوده على جبال ولاية ڤيراكروز في المكسيك، والذي قلَّما يتخطَّى 20 ملِّيمترًا (0.8 إنشات) في طوله. انتشارُ السَّمادر والسمادل لوراسيٌّ بِالمقام الأوَّل، فهي توجد في مُعظم الإقليم القُطبي الشامل بِنصف الكُرة الأرضيَّة الشمالي. وفصيلة السَّمادر عديمة الرئة تنتشرُ أيضًا في الأمريكتين الوُسطى والجنوبيَّة، شمال حوض الأمازون؛ ويبدو أنَّ السَّمادر والسمادل غزت أمريكا الجنوبيَّة انطلاقًا من أمريكا الوُسطى خلال أوائل العصر الميوسيني، أي مُنذُ حوالي 23 مليون سنة. يُطلقُ بعض العُلماء على جميع الأنواع الباقية من السَّمادر والسمادل «ذوات المذارق» (باللاتينية: Urodela). كثيرٌ من أنواع فصائل السَّمادر تُعاني من استدامة المرحلة الشُرغُوفيَّة، أي لا تكتمل مرحلة تطوُّرها إلى بوالغ أو تحتفظ بِبعض السمات الشُرغُوفيَّة في حياتها كبالغة. ومُعظمُ الأنواع يصلُ طولها إلى نحو 15 سنتيمترًا (6 إنشات)، وقد تكون بريَّة أو مائيَّة، وقد تُمضي شطرًا من حياتها السنويَّة في إحدى الموئلين ثُمَّ تنتقل إلى الموئل الآخر. وحينما تكون على البر تُمضي النهار مُتخفية تحت الصُخُور أو جُذُوع الخشب أو وسط النبت الكثيف، وتخرُج عند المساء أو خِلال الليل باحثةً عن الديدان والحشرات وغيرها من اللافقاريَّات.

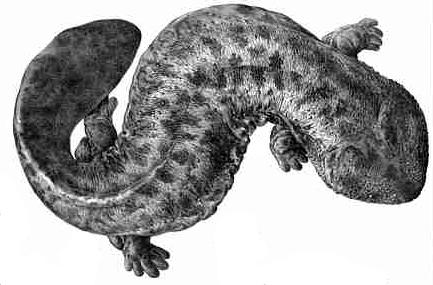
السَّمندر الياباني العملاق، سمندرٌ بدائيٌّ.

تضُمُّ رُتيبة السَّمادر البدائيَّة جميع الأنواع الباقية المُصنَّفة على أنها عتيقة، وهي ثلاثةُ أنواعٍ فقط: السَّمندر الصيني العملاق، والسَّمندر الياباني العملاق (باللاتينية: Andrias japonicus) والهلبندر (باللاتينية: Cryptobranchus alleganiensis) قاطن أمريكا الشماليَّة. تحتفظُ هذه السَّمادر الضخمة بِالعديد من السمات الشُرغُوفيَّة خِلال مرحلة حياتها كبالغة؛ فخياشيمها ظاهرة وعُيُونها عديمة الجُفُون. ومن سماتها المُميَّزة اقتياتها عبر الامتصاص، من خلال انقباض إحدى جانبيّ فكِّها السُفليّ. ومن ميزاتها أيضًا أنَّ الذُكُور تحفرُ أعشاشًا لها في الأرض وتجتذب الإناث إليها لِتضع فيها سلاسل من البُيُوض، فتُخصِّبها وتتولَّى حراستها. وهذه السَّمادر تتنفس عبر رئتيها وعبر طيَّات جلدها الكثيرة، الغنيَّة بالشُعيرات الدمويَّة على مقرُبةٍ من سطحها.

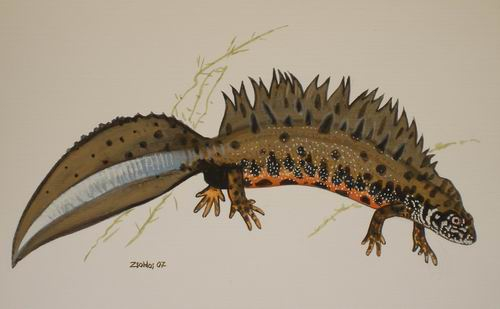
سمندل الماء الدانوبي، من السَّمادر الحديثة.

تضمُّ رُتيبة السَّمندريَّات السَّمادر الحديثة أو «المُتطوِّرة»، وهي تختلفُ عن تلك البدائيَّة من حيثُ تمتُّعها بِعظامٍ قبليَّة مُنصهرةٍ بِأفكاكها السُفليَّة، وبِإخصاب بُيُوضها إخصابًا داخليًّا. وإخصاب البُيُوض يتمُّ عبر طرح الذكر كُتلتةً من المنيّ تُعرف بـِ«الحامل»، فتلتقطها الأُنثى وتُدخلها في مذرقها حيثُ يُختزن المنيّ إلى حين وضع البُيُوض. أكبر الفصائل في هذه الرُتيبة هي عديمات الرئة (باللاتينية: Plethodontidae) التي تضمُّ 60% من جميع أنواع السَّمادر. وتضمُّ الفصيلة السمندليَّة السمادل الحقيقيَّة، وأبرز فُصيلاتها السمادل المائيَّة.
ثالث رُتيبات ذوات الأذيال هي الصفاريَّات (باللاتينية: Sirenidae)، وهي تضُمُّ أربعة أنواعٍ مائيَّة شبيهة بِالأنقليسات، ذات قوائم أماميَّة فائقة الصغر وعديمة القوائم الخلفيَّة. بعضُ سمات أعضاء هذه الرُتيبة بدائيَّة، بينما بعضُها الآخر مُتطوِّر. ويُحتمل أنَّ تخصيبها بُيُوضها يقع خارجيًّا نظرًا لِافتقاد ذُكُورها أيَّة غُددٍ ذُرقيَّة تُنتج منها المنيّ، كما تفتقدُ الإناث أيَّة جُيُوبٍ أو أوعية تختزنُه فيها. رُغم ذلك، يُلاحظ أنَّ البُيُوض توضع فُرادى، وهو سُلُوكٌ لا يتلائم مع الإخصاب الخارجيّ، بل يُوحي أنَّ الإخصاب جرى داخليًّا.

### عديمات الأرجل

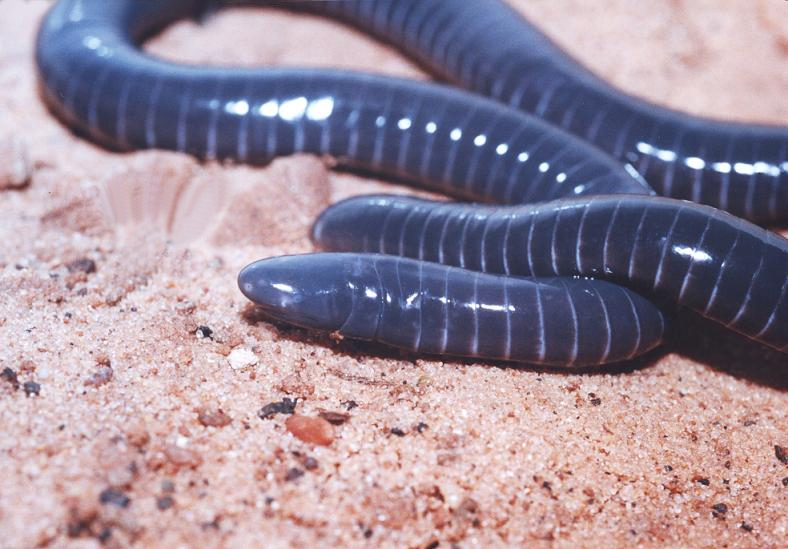
الضفدع الثُعبانيَّة لِبوتگر، إحدى أنواع الضفادع الثُعبانيَّة الأمريكيَّة الجنوبيَّة.

تضُمُّ رُتبة عديمات الأرجل الكائنات المعروفة بِالضفادع الثُعبانيَّة، وهي حيواناتٌ طويلة الجسد، أُسطُوانيَّة الشكل، عديمة الأطراف، ذات هيئةٍ أشبه بالأفاعي والديدان. يتراوح طول البوالغ منها بين 8 و75 سنتيمترًا (3 إلى 30 إنشًا)، باستثناء الضفدع الثُعباني لِطومسون (باللاتينية: Caecilia thompsoni) التي يُمكن أن يصل طولها إلى 150 سنتيمترًا. لِجُلُود الضفادع الثُعبانيَّة العديد من الطيَّات المُستعرضة، وبعضُ الأنواع لها حراشف مُضمَّنة. عُيُونها أوليَّة غير مُتطوِّرة، ومُغطاة بِالجلد، ويبدو أنَّ استخدامها مقصورٌ على تحديد الاختلافات المُميَّزة في شدَّة الضوء. ولها أيضًا زوجٌ من المجسَّات القصيرة قابلة المدّ قُرب أعيُنها، وغايتها التحسُّس والشَّم. مُعظم الضفادع الثُعبانيَّة تعيشُ تحت الأرض في جُحُورٍ تحفُرها بِالتُراب الرطب، أو في الأخشاب المُتعفنة، أو أسفل بقايا النباتات، على أنَّ بعض الأنواع مائيَّة. ومُعظم الأنواع تضع بُيُوضها تحت الأرض، وما أن تفقس شراغيفها حتَّى تُسرع إلى أقرب مُسطَّحٍ مائيٍّ لِتُمضي فيه هذا الشطر من حياتها. بعضُ الأنواع الأُخرى تحضنُ بُيُوضها إلى أن تفقس، وخِلال هذه الفترة تكون صغارها قد تطوَّرت وتخطَّت المرحلة الشُرغُوفيَّة. قلَّةٌ من الأنواع تضعُ صغارًا حيَّةً، وترعاها مُغذيةً إيَّاها بِإفرازاتٍ غُدديَّةٍ طيلة مُكُوثها في قناة البيض.
انتشارُ الضفادع الثُعبانيَّة غُندوانيّ في المقام الأوَّل، فهي توجد في المناطق الاستوائيَّة من أفريقيا وآسيا والأمريكتين الوُسطى والجنوبيَّة.

## الأعضاء ووظائفها

### الجلد

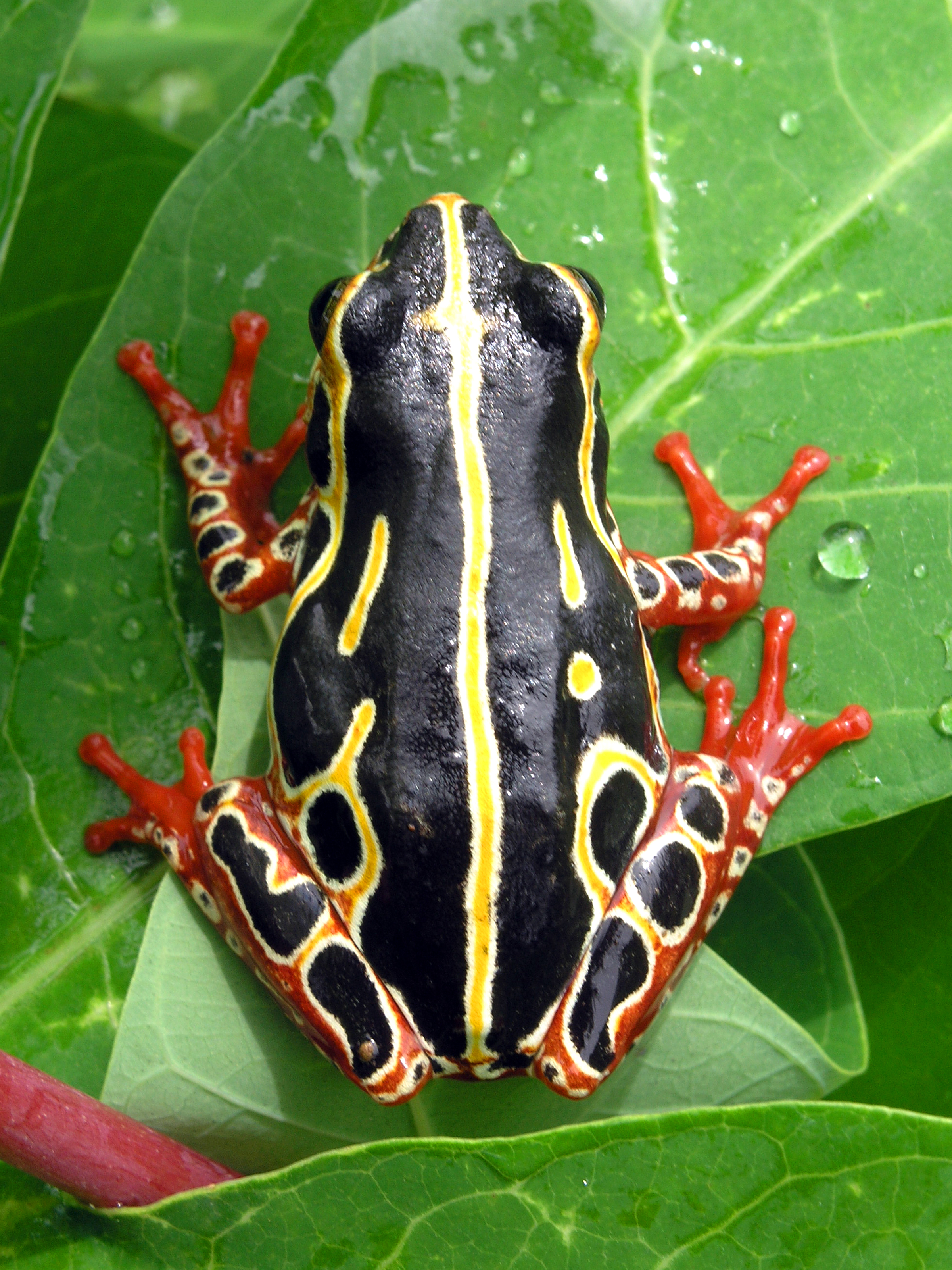
ضفدع القصب المألوفة. ألوانها الزاهية نمطيَّة عند الأنواع السامَّة من البرمائيَّات. تُستخدمُ تحذيرًا للضواري للحيلولة بينها وبين الضفدع.

لِجُلُود البرمائيَّات مجموعة من الخصائص النمطيَّة المألوفة عند الفقاريَّات البريَّة، فطبقاتها الخارجيَّة كيراتينيَّة مُحصَّنة، تنسلخ دوريًّا وتُستبدل بِطبقاتٍ جديدةٍ، في عمليَّةٍ تتحكَّم بها الغُدَّتين النُخاميَّة والدُرقيَّة، ولِبعض الأنواع ثآليل في مواضع عديدة من جسدها، كما في حالة العلاجيم. والطبقة الخارجيَّة من جُلُودُ البرمائيَّات تنسلخ بشكل قطعةٍ واحدةٍ غالبًا، عكس جُلُود الثديَّيات والطُيُور التي تتقشَّر وتتساقط بِشكل رقائق صغيرة. وكثيرًا ما تأكل البرمائيَّات جُلُودها المسلوخة. عديمات الأرجل فريدةٌ بين البرمائيَّات من حيث أنها تتمتَّع بِحراشف جلديَّة مُمعدنة مُضمَّنة في أُدُماتها بين تجاعيد جلدها، وهي شبيهة بِحراشف الأسماك العظميَّة، على أنَّ هذا الشبه ظاهريّ إلى حدٍ كبير. لِلعظايا وبعض الضفادع جُلُودٌ عظميَّةٌ مُتشابهة إلى حدٍ ما، تُشكِّلُ رواسب عظميَّة في أُدُماتها، على أنَّ هذا يبقى مُجرَّد مثال على التطُّور التقارُبي حيثُ تُؤدي الظُرُوف المُشابهة التي تعيشها بعض الكائنات في بيئاتٍ مُتقاربة إلى نُشُوئها بِشكلٍ شبيهٍ.

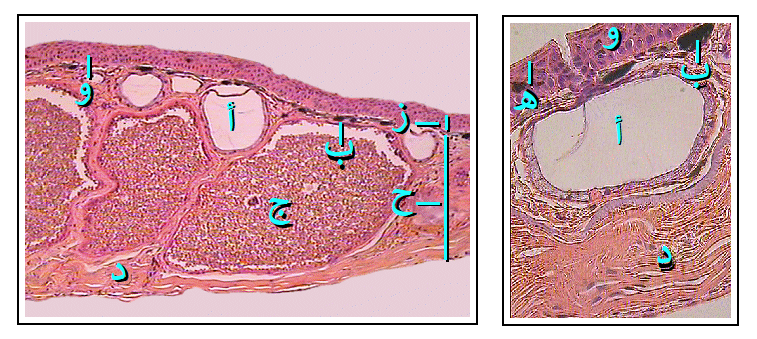
مقطعٌ عرضيٌّ لِجلد ضفدع. أ: غُدَّة مُخاطيَّة، ب: الخلايا حاملة الصِّباغ، ج: الغُدَّة السَّامة الحُبيبيَّة، د: النسيج الضَّام، هـ: الطبقة المُتقرِّنة، و: المنطقة الانتقاليَّة، ز: البشرة، ح: الأدمة.

جُلُودُ البرمائيَّات نفَّاذيَّةٌ لِلماء، وهي تُشكِّلُ جهازًا تنفُسيًّا ثانويًّا لِهذه الكائنات، الأمر الذي يسمح لِلبوالغ منها أن تتنفَّس أثناء سباحتها دون حاجتها لِلصُعُود إلى السطح لِلاستنشاق، كما يُمكِّنُها هذا من الإسبات في قاع البرك التي تتخذها مسكنًا. تتمتَّع البرمائيَّات بِغُددٍ مُخاطيَّةٍ مُتطوِّرة يقع أغلبها في رُؤوسها وظُهُورها وأذيالها، غايتها حماية جُلُودها الدقيقة والحسَّاسة، وتُساعد إفرازات هذه الغُدد على إبقاء جُلُود البرمائيَّات رطبة. بِالإضافة إلى ذلك، تتمتَّع مُعظم أنواع البرمائيَّات بِغُددٍ حُبيبيَّةٍ تُفرزُ موادًا سامَّةً أو كريهة الطعم، وبعضُ هذه السُمُوم يُمكن أن يكون قاتلًا لِلبشر، في حين أنَّ بعضها الآخر قلَّما يكون له تأثيرٌ يُذكر. تُنتجُ الغُدد السُميَّة الرئيسيَّة، وهي النكفيَّة، سُمًّا عصبيًّا يُعرف بِالسُّم العُلجُومي (بِالإنگليزيَّة: Bufotoxin)، وتقعُ هذه الغُدد خلف آذان العلاجيم، وعلى ظُهُور الضفادع، وخلف أعيُن السَّمادر، وعلى القسم العُلُوي من أجساد الضفادع الثُعبانيَّة.
لِلبرمائيَّات ثلاث طبقاتٍ من الخلايا الصبغيَّة تُسمَّى حاملة الصِّباغ، وهي ذات الخلايا التي تُنتجُ ألوان جُلُودها. أعمق تلك الطبقات هي «الميلانوفوريس» مُنتجة اللونين البُني والأسود، تليها طبقة «الگوانوفوريس» المُكوَّنة من الكثير من الحُبيبات المُنتجة لِطيفيّ الأزرق والأخضر، ثُمَّ طبقة «الليپوفوريس» وهي أعلى تلك الطبقات أو الطبقة السطحيَّة، وهي تُنتج اللون الأصفر. تُبدِّلُ الكثير من الأنواع ألوانها عبر إفراز هرمونات من غُددها الدُرقيَّة. ولا يتحكَّم الجهاز العصبي لِلبرمائيَّات بِخلاياها الصبغيَّة، عكس الأسماك العظميَّة، ممَّا يُؤدي إلى تبدُّل ألوانها بشكلٍ أبطأ ممَّا يحصل عند الأسماك. عادةً ما يُشير الجلد زاهي الألوان إلى أنَّ صاحبه سام، وهذه علامة تحذير لِلحيوانات المُفترسة.

### الهيكل العظمي والحركة
الهيكل العظميّ لِلكائن البرمائي مُتنادد شأنه في ذلك شأن الهياكل العظميَّة لِبقيَّة رُباعيَّات الأطراف، على أنَّهُ يختلف عنها في بعض النواحي. فجميع البرمائيَّات ذات أطرافٍ أربعة باستثناء الضفادع الثُعبانيَّة عديمة الأطراف، كما أنَّ لِبعض أنواع السَّمادر والسمادل أطرافٌ فائقة الضآلة أو أنَّها معدومتها أيضًا. وعظام البرمائيَّات مُجوَّفة وخفيفة ومُتعظِّمة تمامًا، وجهازها العضلي الهيكلي متين وقادر على دعم رؤوسها وأجسادها. وفقراتها مُتشابكة ومُتداخلة مع بعضها، وحزامها الصدريّ مدعومٌ بِعضلةٍ متينة، ويتصل حزامها الحوضيّ بِعمودها الفقريّ بِواسطة ضلعين عجُزيين. والعظم الحُرقُفيّ عند البرمائيَّات يميلُ إلى الأمام ممَّا يجعل أجساد هذه الكائنات أكثر انبطاحًا من أجساد الثدييَّات.

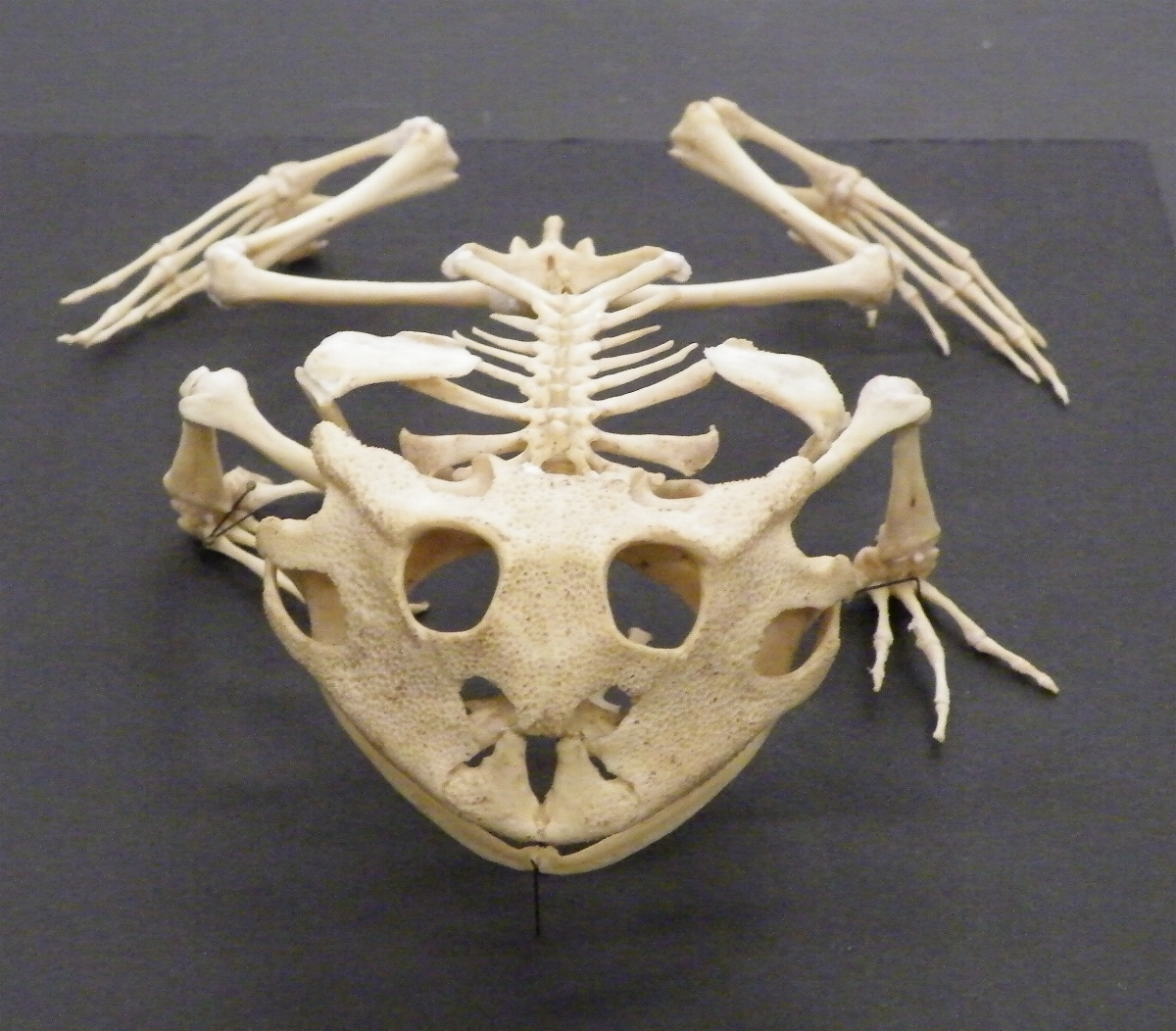
الهيكل العظمي لِضفدع سورينام القرناء.

لِمُعظم البرمائيَّات أربعة أصابع على قدميها الأماميتين وخمسة على الخلفيتين، وكُل تلك الأصابع عديمة المخالب. لِبعض السَّمادر أصابع أقل عددًا، كما أنَّ لِلسمادل القنجريَّة، الشبيهة بِالأنقليس، قوائم قصيرة ومُكتنزة. ولِلسمادل الصفاريَّة المائيَّة قوائم أماميَّة حالها كحال قوائم نظيرتها القنجريَّة، بينما قوائمها الخلفيَّة معدومة. والضفادع الثُعبانيَّة عديمة الأطراف تمامًا، وهي تحفرُ الأرض بِذات أُسلوب الديدان بحيثُ تنقبضُ مجموعة من عضلاتها على طول جسمها وتدفعُها نحو الأمام لتجرُف التُربة. أمَّا زحفها على سطح الأرض وسباحتها في المياه فتحدث من خلال تمُّوجها من جهةٍ إلى أُخرى.
القوائم الخلفيَّة لِلضفادع أطوال وأكبر من تلك الأماميَّة، وهذه سمة تظهر جليَّةً عند الأنواع التي تتنقل سباحةً أو قفزًا بِالمقام الأوَّل. أمَّا الضفادع التي تتنقل سيرًا أو جريًا فقوائمها الخلفيَّة ليست كبيرة، ولِلأنواع الحفَّارة قوائمٌ قصيرة وأجسادٌ عريضة. لِقوائم البرمائيَّات سماتٌ نُشوئيَّة تُعينها على نمط حياتها، فأصابعها مُكفَّفة لِتتمكَّن من السباحة بِفعاليَّة، وأطرافها (أي أطراف الأصابع) مُخمَّدة لاصقة لِتُساعدها على التسلُّق، ولها درنات مُتقرِّنة على قوائمها الخلفيَّة لِتُعينها على الحفر (عادةً ما تحفر الضفادع جُحُورها باستخدام قائمتيها الخلفيتين). لِمُعظم أنواع السَّمادر أطرافٌ قصيرة مُتماثلة الطول إلى حدٍ كبير، وهي تنبثقُ من جسدها مُشكِّلة زاوية قائمة. وتتحرَّكُ السَّمادر سيرًا على البر، مُحرِّكةً ذيلها من جهةٍ إلى أُخرى، وقد تستخدمه دعامةً خاصَّةً حينما تتسلَّق. وحينما تسيرُ سيرًا عاديًّا، فإنَّ كُلُّ قدمٍ من أقدامها تتحرَّك في آنٍ، وهي ذات الطريقة التي اعتمدتها أسلافها الأسماك لحميَّة الزعانف. بعضُ السَّمادر المُنتمية لِجنس المُتسلِّقات وعديمة الرئة، تتسلَّقُ الأشجار وتتمتع بِأطرافٍ متينة طويلة وخلايا ماصَّة على أطراف أصابعها وذُيُولٌ قابضة. ولِلسمادل المائيَّة وشراغيف الضفادع زعنفةً ظهريَّة وأُخرى بطنيَّة تستخدمها لِتدفع نفسها من جانبٍ إلى آخر. أمَّا البوالغ من الضفادع فلا تمتلكُ أيَّة أذيال، ولِلضفادع الثُعبانيَّة أذيالٌ بالغة القِصر.
تستخدم السَّمادر أذيالها لِتُدافع عن نفسها، وبعضُ الأنواع ينفصلُ ذيلها عنها بحال أمسك بها مُفترسٌ منه، فتتمكَّن من النجاة بِنفسها في حين يتلهَّى الضاري بِالذيل المقطوع، وتُعرف هذه العمليَّة بِـ«الانشطار الذاتيّ». ولِبعض أنواع السَّمادر عديمة الرئة منطقةٌ ضعيفة عند قاعدة أذيالها ممَّا يسمح لها بِاللُجوء لِلطريقة سالفة الذِكر لِلنجاة بِنفسها. كثيرًا ما يستمرُّ الذيل بِالانتفاض بعد انفصاله عن باقي الجسد ممَّا يُشتت انتباه المُفترس ويسمح لِلسَّمندر بِالهُرُوب. ويعود الذيل لِلنُموِّ مُجددًا بعد فترةٍ من انقطاعه، وكذلك الحال مع جميع أطراف السَّمادر. ويُلاحظ أنَّ هذه السمة معدومة عند البوالغ من الضفادع، لكنها موجودةٌ عند شراغيفها.

### الجهاز القلبي الوعائي

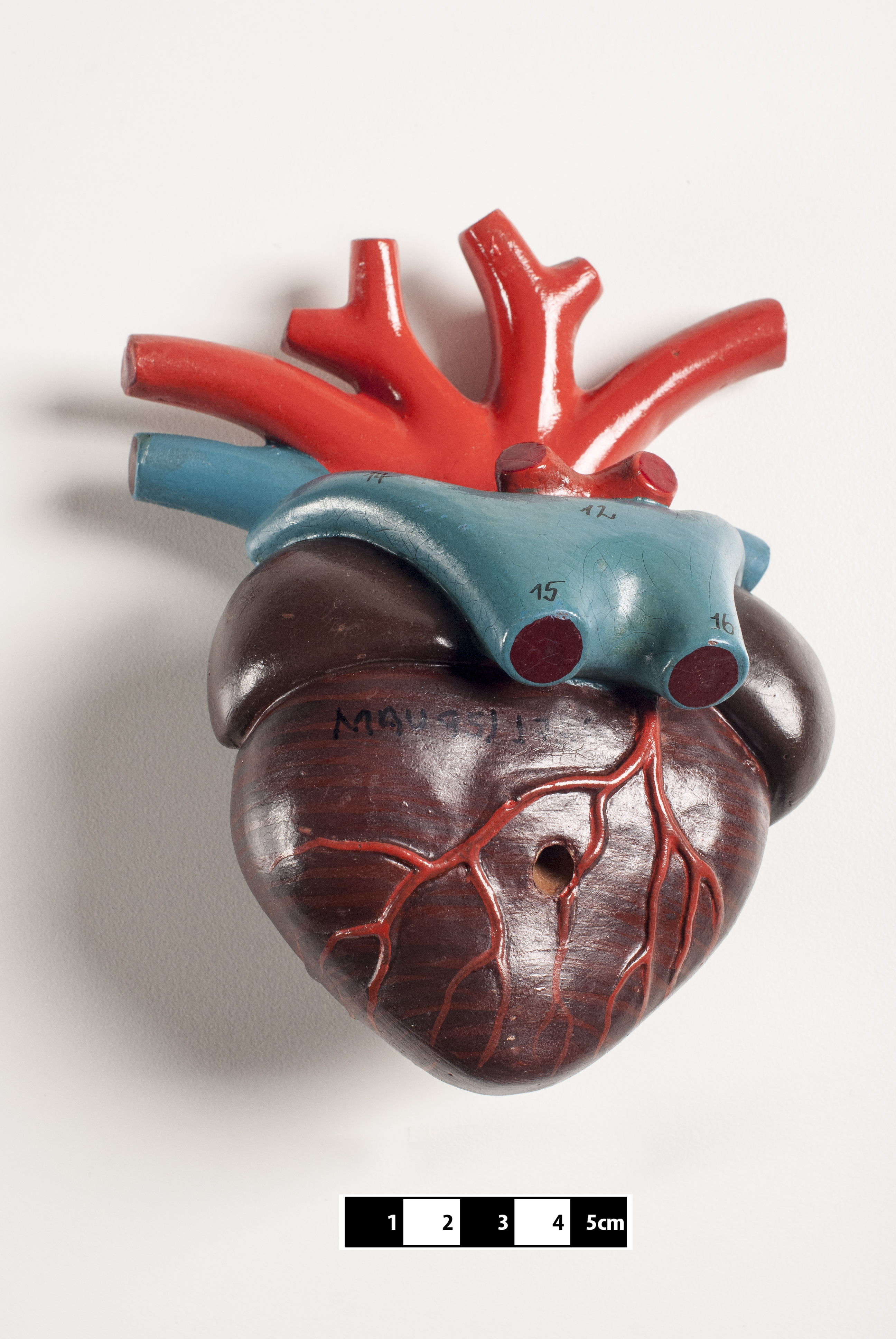
نموذجٌ تعليميّ عن شكل قلب البرمائيّ.

الجهاز القلبي الوعائي لِلشُرغُوف الشبيه بِذاك الخاص بالسَّمك.
1 – الخياشيم الداخليَّة حيثُ تُعاد أكسجة الدم
2 – النُقطة حيثُ ينضب الدم من الأكسجين ويعود إلى القلب عبر الأوردة
3 – القلب ثُنائي الحُجرات.
يشيرُ اللون الأحمر إلى الدم المُؤكسج، بينما يُمثِّلُ الأزرق الدم مُستنفد الأكسجين.

يختلفُ الجهاز القلبي الوعائي لِشراغيف البرمائيَّات عن بوالغها، ففي مرحلتها الشُرغُوفيَّة يكونُ هذا الجهاز أشبه بِذاك الخاص بِالأسماك؛ فيضُخُّ قلبها ذي الحُجرتين الدماء عبر الخياشيم حيثُ يُؤكسج (يُشبَّع بالأُكسجين) ومن ثُمَّ ينتشر حول الجسم ويعود إلى القلب في حلقةٍ واحدةٍ. وبوالغ البرمائيَّات (وبالأخص الضفادع) تفقدُ خياشيمها وتستبدلُها بِرئتين كاملتين، وقُلُوبها تتكوَّن من بُطينٍ واحدٍ وأُذينين، وعندما يبدأ البُطين بِالانقباض ، يُضخُّ الدم غير المُؤكسج عبر الجذع الرئوي إلى الرئتين. ويُؤدي الانقباض المُستمر إلى ضخِّ الدم المُؤكسج حول باقي الجسم. ويُلاحظ أنَّ احتماليَّة خلط مجريا الدم تقلُّ بسبب الطبيعة التشريحيَّة لِحُجرات القلب.

### الجهازان العصبي والحّسِّي

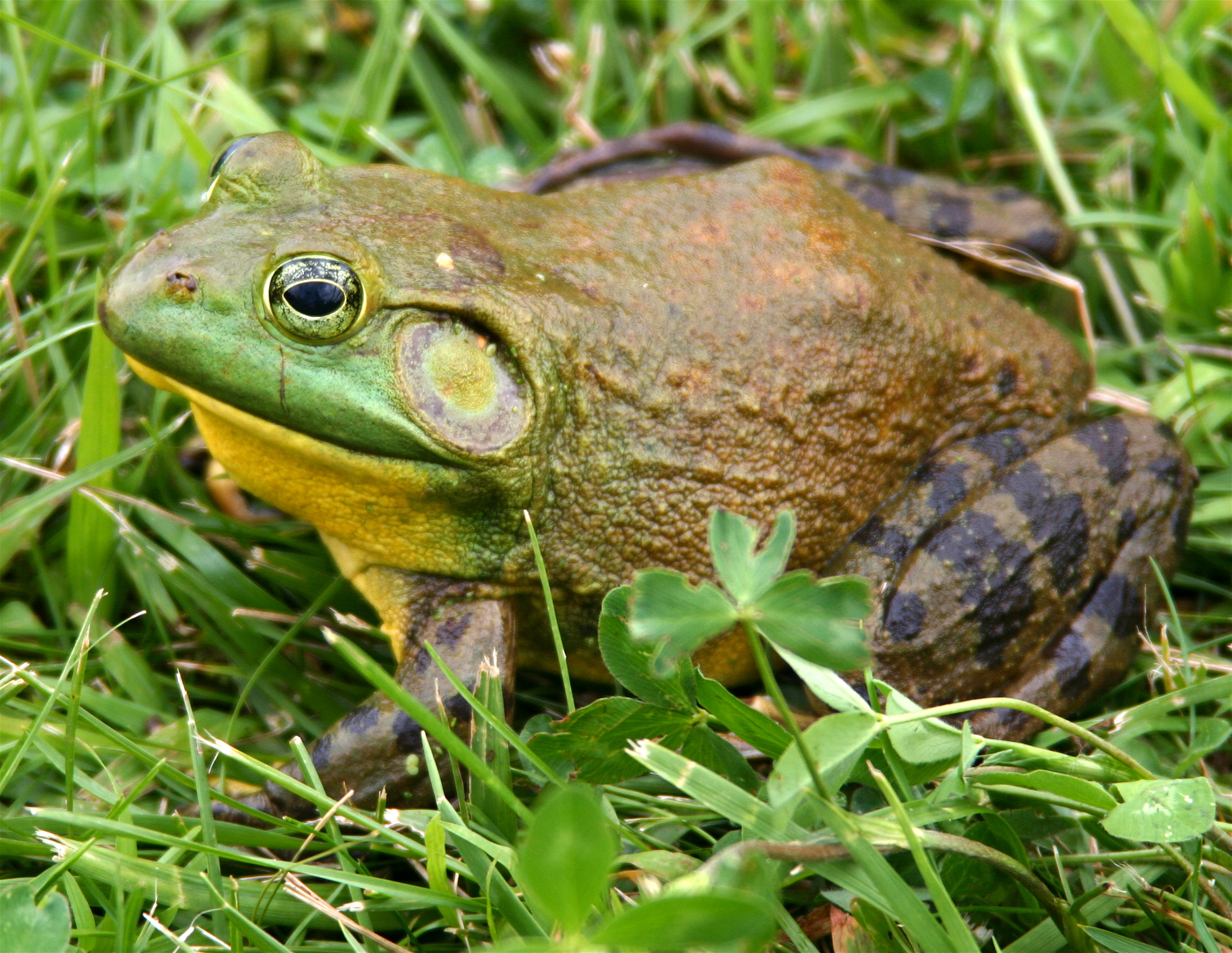
ضفدع الثور الأمريكية، لاحظ الطبلة الخارجيَّة الكبيرة الواقعة قُرب عينه.

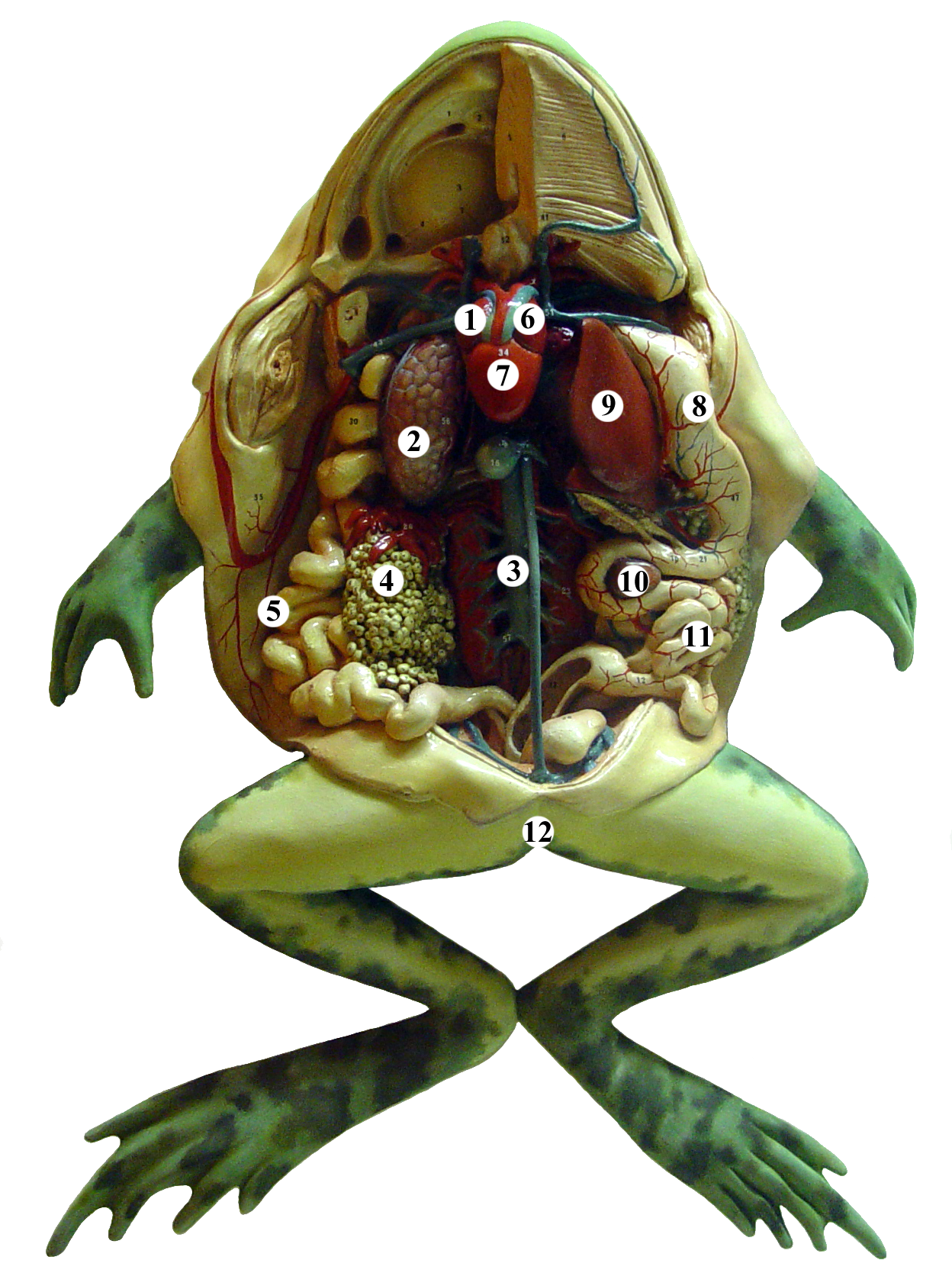
ضفدع مُشرَّحة: 1 الأُذين الأيمن، 2 الكبد، 3 الأبهر، 4 كُتلة البيض، 5 القولون، 6 الأُذين الأيسر، 7 البُطين، 8 المعدة، 9 الرئة اليُسرى، 10 الطُحال، 11 الأمعاء الدقيقة، 12 المذرق

يتطابق الجهاز العصبي لِلبرمائيَّات مع ذاك الخاص بِباقي الفقاريَّات، فأدمغتها هي المركز، ولها عمودٌ فقريّ، وأعصابٌ مُوزَّعة في جميع أنحاء جسدها. وأدمغةُ البرمائيَّات أقل تطوُّرًا من أدمغة الزواحف والطُيُور والثدييَّات، وهي أشبه بأدمغة السمك من حيثُ خصائصها التشكُّليَّة ووظائفها، كما يُعتقدُ أنَّ البرمائيَّات تعي الآلام وتُدركُها. تتكوُّن أدمغة البرمائيَّات من أقسامٍ مُتساويةٍ، هي المُخ والدِّماغ المُتوسِّط والمُخيخ. تُعالجُ أقسامٌ مُختلفةٌ من المُخ المدخلات الحسيَّة، كالشَّم في الفص الشمِّي والنظر في الفص البصري، وهو أيضًا مركز السُلُوك والتعلُّم. أمَّا المُخيخ فهو مركز التنسيق العضلي والنُّخاع المُستطيل وهو يتحكَّم ببعض الوظائف العُضويَّة بما فيها نبض القلب والتنفُّس. ويُرسلُ الدماغ الإشارات الحسيَّة عبر العمود الفقري والأعصاب لِتنظيم الوظائف الجسديَّة لِلبرمائيّ. يُعتقد أنَّ الغُدَّة الصنوبريَّة، المسؤولة عن تنظيم أنماط النوم عند البشر، تُفرزُ هرموناتٍ لِتنظيم الإسبات الشتوي والصيفي عند البرمائيَّات.
تحتفظُ الشراغيف بالشكل الخطِّي الجانبي لِجهازها العصبي تمامًا كما الأسماك، وسُرعان ما تفقد هذه الميزة عندما تصلُ مرحلة البُلُوغ. لِبعض الضفادع الثُعبانيَّة مُستقبلات كهربائيَّة تُمكِّنُها من تحديد مواقع الأشياء المُحيطة بها حينما تكون مغمورة بِالمياه، والمُستقبلات المذكورة هي سمات أحيائيَّة توجد عند الكثير من الكائنات وتُمكِّنُها من الشُعُور بِالإشارات الكهربائيَّة الطبيعيَّة حولها. تتمتَّعُ الضفادع بِآذانٍ مُتطوِّرة، على أنَّها غير مكسُوَّة بِطبقةٍ خارجيَّة، فتقع الطبلة المُستديرة الضخمة على سطح الرأس خلف العين بِقليل، وهي تهتز عندما تلتقط الذبذبات الصوتيَّة وتنقُلها عبر عظم الركاب إلى الأُذُن الداخليَّة. ولا تسمعُ الضفادع إلَّا الأصوات عالية التردُّد بِهذه الطريقة، كنداءات التزاوج، أمَّا الأصوات مُنخفضة التردُّد فتشعُر بها الضفادع بِواسطة آليَّةٍ أُخرى. ففي الأُذُن الداخليَّة توجد رقعة من خلايا الشعر المُتخصِّصة قادرة على تحديد الأصوات العميقة. ومن السمات الأُخرى، التي تتميَّز بها الضفادع والسَّمادر، وجود عضوٍ خنجيّ مُجاورٌ لِلعُليبة السمعيَّة يُشعرُ الكائن بِالارتجاجات الأرضيَّة والهوائيَّة. آذانُ السَّمادر والضفادع الثُعبانيَّة أقل تطوُّرًا من تلك الخاصَّة بِالضفادع نظرًا لأنَّها لا تتواصل مع بعضها صوتيًّا كما الضفادع.
عُيُون الشراغيف عديمة الجُفُون، لكنَّ قرنيَّتها تتخذُ شكلًا مُقببًا أثناء انتقالها إلى مرحلة البُلُوغ، كما تُصبح عدساتها أكثر تفلطُحًا، وتتطوَّر لديها جُفُونٌ مع ما يُرافقها من غُددٍ وقنواتٍ. يعتبرُ العُلماء أنَّ عُيُون البوالغ من البرمائيَّات هي نموذجٌ مُحسَّنٌ من عُيُون اللافقاريَّات، وأنَّها كانت الخُطُوة الأولى نحو تطُّور العُيُون المُتقدِّمة لِلفقاريَّات. والبرمائيَّات قادرة على الرؤية بِالألوان وعلى تحديد عُمق الصورة، وفي شبكيَّتها قُضبانٌ خُضر، تتقبل مجموعة واسعة من الأطوال الموجيَّة.

### الجهازان الهضمي والإفرازي
كثيرٌ من البرمائيَّات تُمسكُ بِطرائدها عبر نفض لسانها الطويل ذي الطرف الدبق خارج فمها، فتلتصق به الطريدة ثُمَّ تسحبه مُجددًا وتقبض على الفريسة بِفكِّها. بعضُ الأنواع تلجأ إلى التغذِّي بِالقُصُور الذاتي، فتدفع رأسها إلى الأمام ممَّا يُقحم الطريدة في ثغرها فتبتلعها. مُعظمُ البرمائيَّات تبتلعُ طرائدها كاملةً دون أن تعبأ بِمضغها كثيرًا، ولِهذا يُلاحظ أنَّ معداتها ضخمة. مريء البرمائيَّات قصيرٌ مُبطَّن بِأهدابٍ تُعينها على تحريك طعامها إلى معدتها، ويُسهِّلُ المخاط المفروز في غُددٍها الفمويَّة والبُلعُوميَّة مُرُور الغذاء باتجاه المعدة، التي يُساهمُ إنزيم كايتيناز المفروز بداخلها في المُساعدة على هضم الجُليدات الكايتينيَّة لطرائدها من مفصليَّات الأرجل.
لِلبرمائيَّات مُعثكلة (بنكرياس) وكبد ومرارة. وأكبادُها عادةً ضخمة ذات فصين، ويتحدَّدُ حجم الكبد من خلال مُهمَّته الأساسيَّة وهي تخزين الغلايكوجين والشحم، فقد يتضخَّم أو يتقلَّص مع تبدُّل المواسم وما يُرافقها من وفرةٍ أو نُضُوبٍ لِلغذاء. ولِلبرمائيَّات أيضًا أنسجةٌ دُهنيَّةٌ تُختزنُ فيها الطاقة، وأكثرُها يقع في منطقة البطن وتحت الجلد، وفي الذيل عند بعض أنواع السَّمادر.
تتمتَّعُ البرمائيَّات بِكليتين تقعان في ظُهُورها، قُرب سقف تجويف الجسم. ومُهمَّةُ الكلى تنقية الغذاء من فضلات الأيض ونقل البول عبر الحالب إلى المثانة حيث يُخزَّن قبل أن يُمرَّر دوريًّا عبر المذرق. تُفرزُ الشراغيف ومُعظم البوالغ من البرمائيَّات المائيَّة النيتروجين بهيئة أمونيا وبكميَّاتٍ هائلةٍ من البول المُخفَّف. أمَّا الأنواع البريَّة فتُفرزُ البولة الأقل سُميَّةً لِلجسم، من واقع حاجتها إلى الحفاظ على كميَّةٍ أكبر من المياه. بعضُ أنواع ضفادع الشجر التي لا يسهل لها الوُصُول إلى المياه، تفرزُ مُعظم فضلاتها بهيئة حمض اليوريك.

### الجهاز التنفُّسي

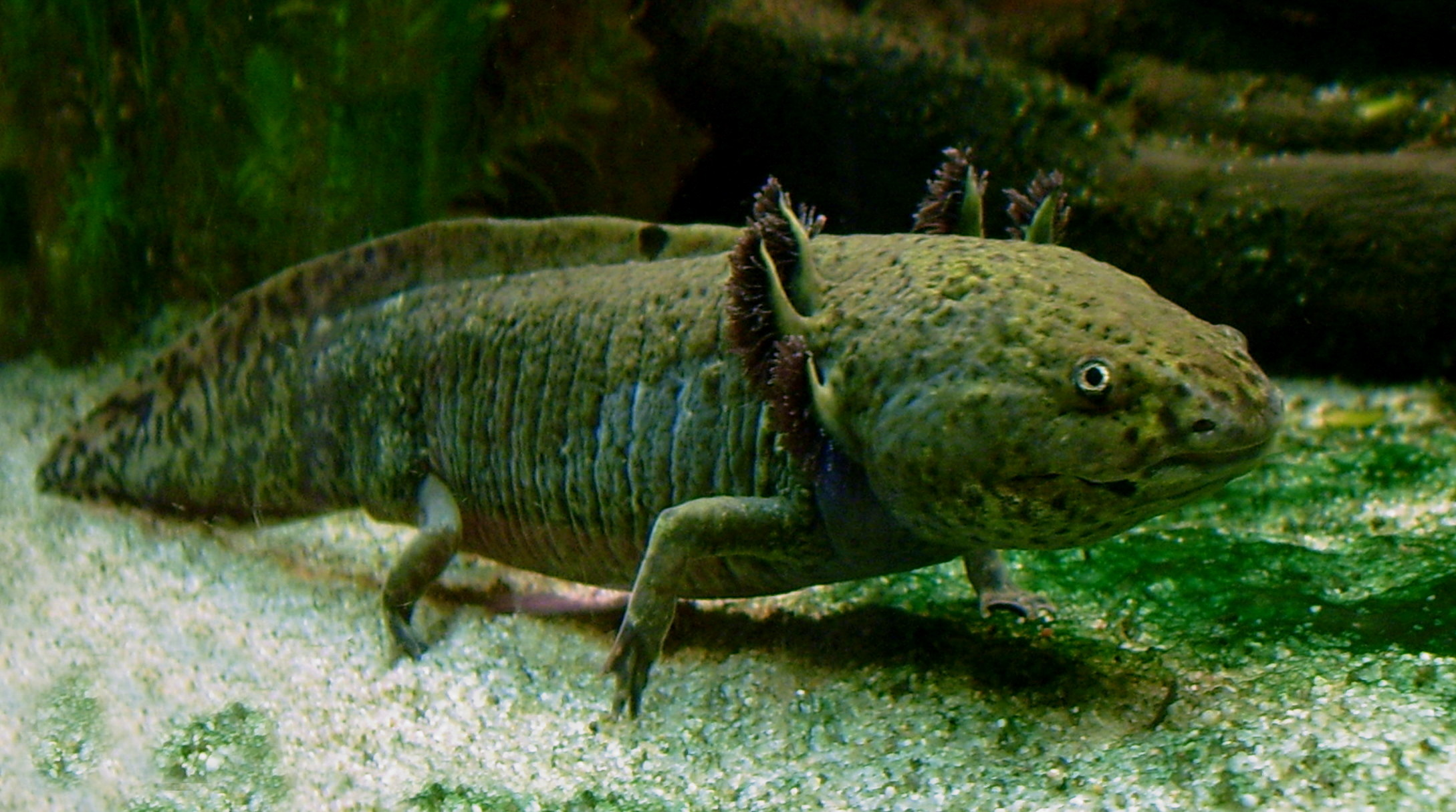
سمندل المكسيك، من البرمائيَّات التي تحتفُ بخياشيمها طيلة حياتها.

رئات البرمائيَّات بدائيَّة مُقارنةً بِتلك الخاصَّة بِالسلويَّات، ففيها القليل من الحواجز الداخليَّة والحُويصلات الهوائيَّة، وبِالتالي فإنَّ نسبة الأُكسجين المُستنشق الجديد الداخل إلى مجرى الدم تكون ضئيلة. يترافق تنفُّس البرمائيَّات مع ما يُعرف بِـ«ضخ الشدق»، وهي العمليَّة التي يُحرِّكُ فيها الكائن أرضيَّة حلقه بِطريقةٍ إيقاعيَّةٍ ظاهرة لِلعيان في سبيل ضخ الهواء إلى رئتيه. رُغم ذلك، فإنَّ مُعظم البرمائيَّات قادرة على التنفُّس من خلال جُلُودها سواء كانت في وسطٍ هوائيٍّ أم مائيّ. وأسطُح جُلُودُ البرمائيَّات غنيَّة بِالأوعية الدمويَّة ويتوجَّب أن تبقى رطبة حتَّى تسمح لِلأكسجين بِالانتشار بِسُرعةٍ عاليةٍ نسبيًّا. نظرًا لِأنَّ نسبة تركُّز الأكسجين في المياه تكون أعلى في درجات الحرارة المُنخفضة وعند التدفُّق السريع، فإنَّ البرمائيَّات قاطنة المُسطحات المائيَّة الباردة ذات التيَّارات السريعة يُمكنها الاعتماد على التنفُّس من جُلُودها اعتمادًا تامًّا، ومنها على سبيل المِثال الضفدع المائيَّة لتيتيكاكا والهلبندر. بعضُ الأنواع الصغيرة من البرمائيَّات البريَّة تعتمدُ اعتمادًا تامًّا على تنفُّس الأكسجين الهوائي من خلال جُلُودها أيضًا، وأشهرُ الأنواع التي تلجأ لِهذه الطريقة السَّمادر عديمة الرئات والخياشيم. الكثيرُ من السمادل المائيَّة وشراغيف جميع الأنواع تتمتَّع بِخياشيم في صغرها، وبعضُها، من شاكلة سمندل المكسيك، تحتفظُ بِخياشيمها طيلة حياتها.

## التكاثر

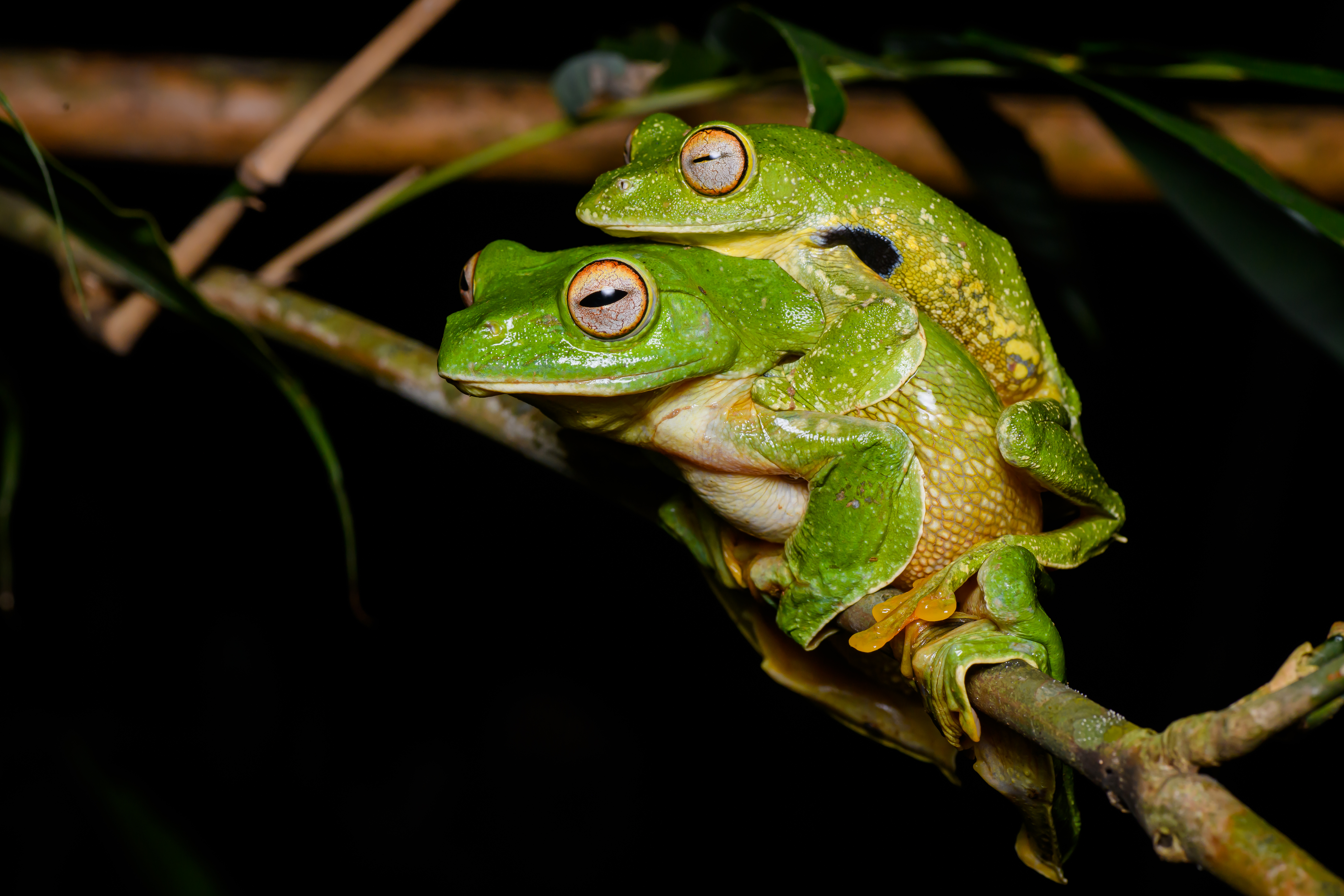
ضفدعا شجر سوداوان في زواج تراكبي.

تحتاج معظم البرمائيات إلى ماءٍ عذبٍ في تكاثُرها، ولو أن عددًا من أنوعها تضعُ بُيُوضها على اليابسة وتبقي البيوض رطبةً بطُرُقٍ بديلة، ومنها ما يسكنُ الماء المسوس (وهو بين العّذْب والمالح). وليس من البرمائيَّات بالعموم نوعٌ يسكنُ حقًا مياه المُحيطات والبحار، ولو أنَّ بعض الدراسات أظهرت وجود جمهراتٍ قليلةٍ واستثنائية في بيئات بحرية، مثل جمهرةٍ من الضفدع الصالحة للأكل اكتُشفت في البحر الأسود سنة 2010. وللضفادع بضع مئات من الأنواع التي لا تحتاجُ للماء للتكاثر في البراري لأن لديها تكيُّفاتٍ مُتشعّبة تُعينها في إيجاد طُرق ووسائط بديلة، ومنها الضفدع طليقة الأصابع والشقدعيَّات والكثير من الضفادع الاستوائية، وهي تتكاثرُ بما يُسمَّى «التحول الفوري» أي الانتقال الفوري من البيض إلى ضفدعٍ صغيرٍ يماثلُ في شكله الضفدع البالغ، دون مرحلة الشُرغُوف الذي يعيشُ في الماء، وتعيشُ كافَّة هذه الضفادع تقريبًا في الغابات المطيرة حول خط الاستواء، ولها السَّبب يرتبطُ مصير هذه الضفادع وقدرتها على التكاثر بهطول الأمطار في هذه الغابات وبتوقيتها الموسمي خصوصًا. لِلبرمائيَّات في المناطق الاستوائية القدرة على التكاثر بأي وقتٍ من السنة، وما في المناخ المُعتدل فإن التكاثر موسمي وعادةً في فصل الربيع، إذ تبدأ فيه البرمائيات حينما تلاحظُ استطالة مدة النهار وارتفاع الحرارة وهطول الأمطار، وأظهرت التجارب أهمية الحرارة تحديدًا في هذا الأمر، وقد تكونُ العواصف في المناطق الجافَّة سببًا كذلك لِبدء التكاثر. وعادةً ما تصلُ ذكُور الضفادع إلى مواقع التكاثر قبل الإناث، وتُنقنق الذكور ألحانًا وأصواتًا في هذه المواقع تتناغمُ مع دورة الإناث.

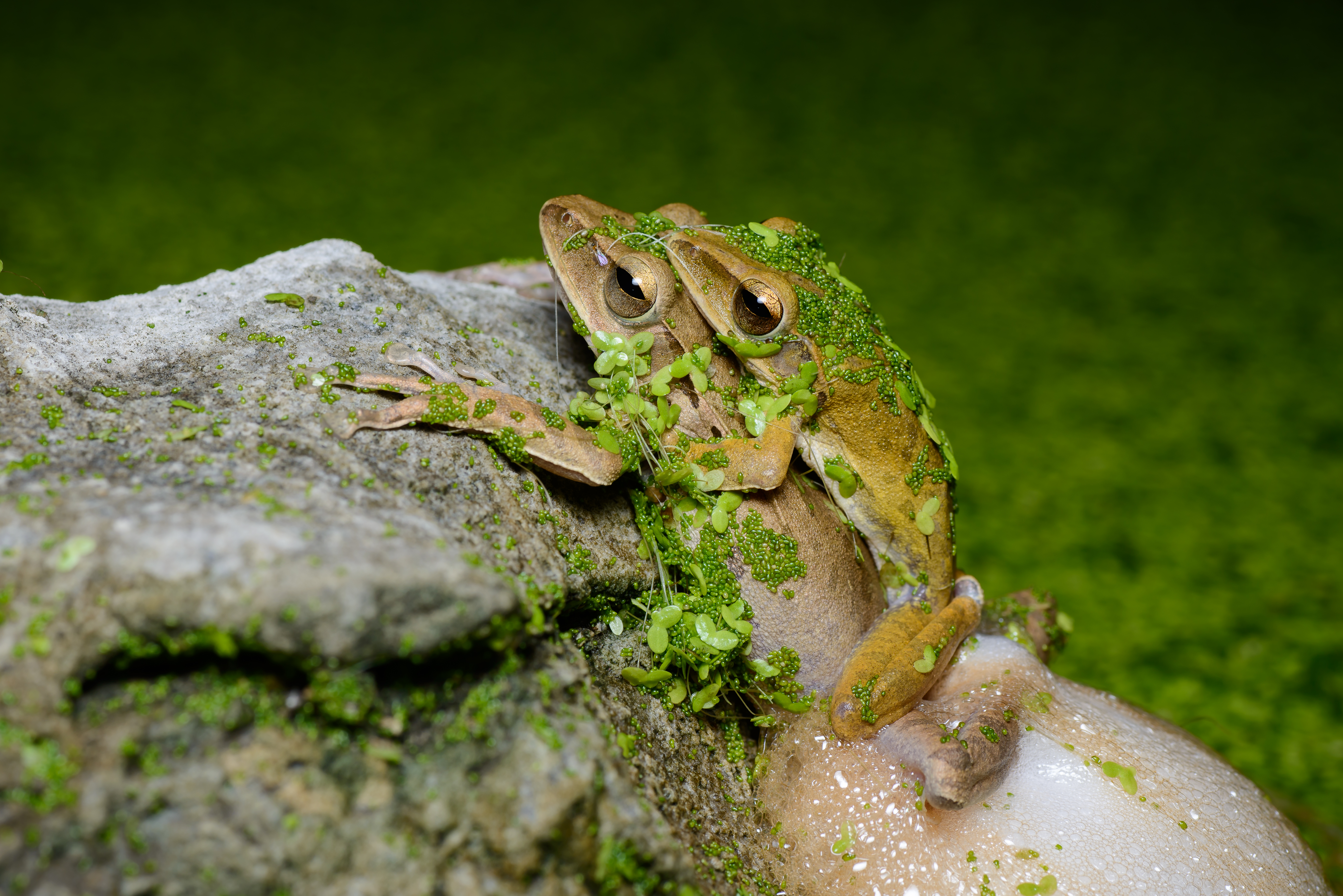
زوج ضفادع شجر مُبَقَّعةُ السيقان في محمية طبيعية بتايلندا.

وأما عديمات الأرجل فتخصيبها داخلي، فيدخلُ العضو الذكري في مذرق الأُنثى لإتمام التكاثر، إذ أن لها زوجًا من الغدد نتجُ سائلًا يشبهُ ما تنتجهُ غدد الپروستاتة في الثدييات فتنقلُ وتُغذّي المني، وأما التخصيب فغالبًا ما يكونُ في قناة البيض للأنثى. ومُعظم السَّمادر تخصيبها داخليٌّ كذلك، وفي أغلب الأحوال ينثرُ الذكر من حامله المنوي (وهي محفظةُ نطافٍ أو حيوانات منوية فوق قمع هلامي) نطافاً فوق ركيزةٍ في الماء أو اليابسة، أي فوق سطحٍ يعيشُ عليه السمندل مثل ورقة شجر، وتسحبُ الأنثى النطاف بضمِّ شفتي مذرقها ودفعه في جَوْفِها، ومن ثمَّ تنتقلُ الحيوانات المنوية إلى جزءٍ من سقف المذرق (spermatheca) وتبقى فيه حتى يحينَ ميعاد الإباضة، إلَّا إنَّ الإباضة قد لا تكتملُ إلا بعد شهورٍ من دخول الحيوانات المنوية. وتختلفُ طقوس التزاوج والتكاثر بين أنواع البرمائيات، ففي بعضها يدخلُ الذكر حيواناته المنويَّة مباشرةً في مذرق الأنثى، وربّما يصطحبُ الذكر الأنثى إلى حيثُ وضع حيوانات المنوية أو ربَّما يلتصقُ بها في زواج تراكبي، والتخصيب خارجيٌّ تمامًا في بعض أنواع السَّمادر «البدائية» (والمقصود بها أنها أقلُ اختلافًا عن الأنواع البدائية من السمندل التي عاشت في العصور الغابرة، ومن أمثلتها السمندل الآسيوي والسمادل العملاقة)، ويشبهُ تخصيبها الضفادع، إذ تضعُ الأنثى بيوضها في الماء وينثرُ الذكر حيواناته المنوية فوق البيوض.

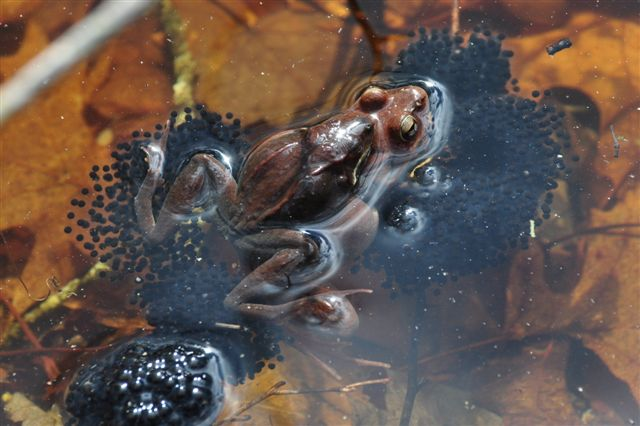
ضفدع مع بُيُوضها في بركة بِولاية رود آيلاند الأمريكية.

تتكاثرُ الغالبية العُظمى من الضفادع بِالتخصيب الخارجي، إذ يتشبَّثُ الذكر بذراعي الأنثى أو قائمتيها الخلفيَّتَيْن أو رقبتها، ويظلّ الزوجان في حالة تراكبيَّة وأعضاؤهما التناسُليَّة مُتقاربةٌ ريثما تضعُ الأنثى بُيُوضها، وحينها ينثرُ الذكر حيواناته المنويَّة فوقها. وللذكر غدّة متوسّعة ولاصقة في كفّهِ تساعده بالتشبُّث بالأنثى في هذه العملية، وكثيراً ما يجمعُ الذكر البيوض ويجرّها بسيقانه الخلفية وراءَه. ويحدُث في بعض الأنواع مثل الضفدع الحُبَيْبِيّة السَّامَّة، حيث تقفُ الأنثى قبالة الذكر فتضعُ هي بُيُوضها ويطلقُ هو نطافه، وبعض الضفادع تُخصِّبُ داخليًّا مثل الضفدع المُذيَّلة، ولذكورها «ذيلٌ» هو في الحقيقة امتدادٌ لِأعضائها التناسُليَّة تُدخلُها في الإناث، والسَّببُ بتكاثُرها في هذه الطريقة أنها تعيشُ بجداول يتدفَّقُ فيها الماء بسرعةٍ مما قد يجرفُ الحيوانات المنويَّة قبل أن تصل إلى البيض.
ورُبما تبقى الحيوانات المنوية محفوظةً في قناة البيض بالأنثى حتى فصل الربيع القادم قبل أن تُخصِّبَ بيوضها. إذ تُصنَّف الضفادع بحسب طريقة تكاثرها إلى نوعين أساسيَّين. الأول هو «التكاثر المُطوَّل»، وبهذه الطريقة تجتمعُ الذكور في موقعٍ مُحدَّدٍ للتكاثر قبل وصول الإناث بمُدَّة، فيختارُ كُلِّ ذكرٍ منطقةً له يدافعُ عنها ضدَّ منافسيه، وتبقى الذُكُور الأُخرى بِالجوار بانتظار فرصةٍ لِتنتزع المنطقة لأنفسها، وتصلُ الإناث واحدةً تلو الأخرى فتختارُ أزواجها وتضعُ بيوضها حتى انتهاء موسم التزاوج ورحيل سائر الإناث والذكور. الثاني هو «التكاثر الانفجاريّ»، ويقعُ هذا النوع في المناطق الجافَّة التي تهطلُ فيها الأمطار بفتراتٍ مُحدَّدة فتنشأُ بُحيراتٌ لِفترةٍ مؤقَّتة، وهي غالبًا ما تعيشُ تحت التربة فتخرجُ منها حين هطول الأمطار وتجتمعُ للتزاوج حينما تسمعُ نداء ذكرٍ عثرَ على بركة ماء (وهي بركةٌ رُبَّما تنشأ سنوياً في المكان نفسه)، وتتكاثرُ الضفادع معًا حتى اختفاء البُحيرة الموسميَّة. وتخوضُ الذكور منافسةً قويَّةً لِجذب الإناث في أنواع السمندل والسَّمندر، وتُؤدِّي عروضًا طويلةً لِلتزاوج للفت انتباه الأُنثى وإغرائها بالتزاوج، وتحفظُ الإناث في بعض أنواعها الحيوانات المنويَّة داخلها لفترة طويلةٍ خلال موسم التزاوج.

## دورة الحياة
مُعظمُ البرمائيَّات تمُرُّ بِسلسلة تغييراتٍ جُسمانيَّة مُنذُ ولادتها وُصولًا إلى بُلُوغها. والحالة النمطيَّة لِتطوُّر البرمائيَّات تبدأ مع وضع الإناث بُيُوضها في المياه ثُمَّ فقس الشراغيف وتأقلُمها مع حياتها المائيَّة. ولِشراغيف الضفادع والعلاجيم والسَّمادر خياشيم كالأسماك. يُنظِّمُ تركُّز هرمونات الغُدَّة الدُرقيَّة في الدماء، بِالإضافة إلى پروتين الپرولاكتين، التغيُّرات الجُسمانيَّة سالِفة الذِكر، فتُحفِّز الهرمونات التحوُّلات الأحيائيَّة، بينما يُقاوم الپرولاكتين تأثير الهرمونات نفسها، فيضبط تبدُّل شكل الكائن البرمائيّ ويُحافظ عليها ضمن السياق الطبيعي. نظرًا لأنَّ غالبيَّة عمليَّة تطوُّر أجنَّة البرمائيَّات تحدث خارج جسم الأم، فإنها تخضع لِلعديد من التأقلُمات المفروضة عليها من قِبل الظُرُوف الطبيعيَّة. لِهذا السبب، يُلاحظ في بعض الأحيان ظُهُور نُتُوءاتٍ قرنيَّةٍ لِلشراغيف عوض أسنانها، وامتداداتٌ شبيهة بِالشوارب عوض الزعانف أو كلاهما معًا، كما قد ينمو لها عضوٌ حسيٌّ خطيٌّ جانبيٌّ مشابهٌ لِذاك الخاص بِالأسماك. بعد اكتمال تحوُّلها، تُصبحُ هذه الأعضاء زائدة عن حاجة الكائن، فيُعيد الجسد امتصاصها في عمليَّةٍ تُسمَّى «الاستماتة». مجموعة التكيُّفات مع الظُرُوف البيئيَّة عند البرمائيَّات غنيَّةٌ واسعة، وما زال العُلماء يكتشفون المزيد منها بين الحين والآخر.

### البُيُوض

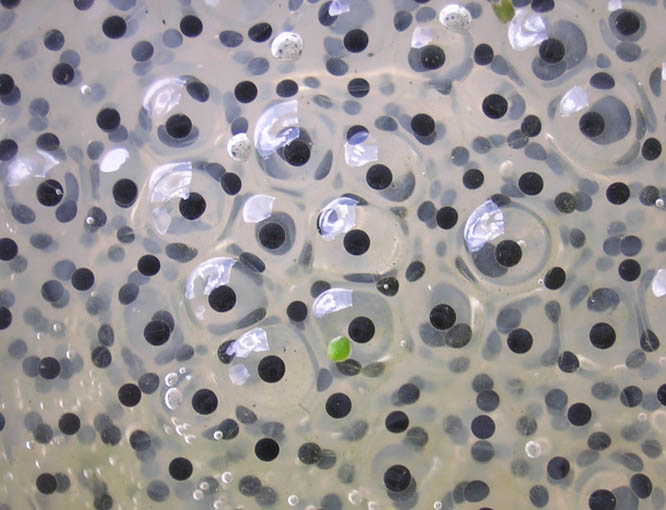
حفنةٌ من بُيُوض ضفدع يُحيطُ بها غلافٌ هلاميّ.

بيضةُ البرمائيّ:
1. العُليبة الهلاميَّة 2. الغشاء المُحِّي
3. السائل الپيريفتيليني 4. السدَّة الصفاريَّة 5. الجنين

بُيُوضُ البرمائيَّات عادةً ما تكون مُحاطة بِغلافٍ هلاميٍّ شفَّاف تفرزه قناة البيض يحوي پروتيناتٍ وعديدات سكاريدٍ مُخاطيَّةٍ. وعُليبة البيض المُغلَّفة هذه نفيذة للمياه والغازات، وهي تنتفخُ بِشكلٍ ملحوظٍ عند تشرُّبها الماء. تكونُ البُويضةُ شديدة الثبات في موقعها، وعندما تُخصَّب تتسيَّلُ الطبقةُ الأعمق منها ممَّا يسمح لِلجنين أن يتحرَّك بِحُريَّة. ويُلاحظُ أنَّ بُيُوض السَّمادر تمرُّ بهذه المرحلة حتَّى وإن كانت غير مُخصَّبة. بُيُوضُ بعض أنواع السَّمادر والضفادع تحوي طحالب خضراء أُحاديَّة الخليَّة، وهذه الطحالب تخترق الغلاف الهلاميّ لِلبُيُوضِ بعض وضعها وقد تلعب دورًا في زيادة نسبة إمدادات الأكسجين لِلجنين عبر عمليَّة التمثيل الضوئي، ويظهر أنَّها بهذه الحال تُسرِّع من تطوُّر الشرغوف وتُقلِّل من احتماليَّة نُفُوقه. مُعظم البُيُوض تحوي صبغيَّة الميلانين ممَّا يسمح لها بِتشرُّب أشعَّة الشمس وبالتالي يرفع من درجة حرارتها ويحميها من الأضرار الناجمة عن التعرُّض لِلأشعَّة فوق البنفسجيَّة. يُلاحظُ أنَّ الضفادع الثُعبانيَّة والسَّمادر عديمة الرئة وبعض أنواع الضفادع ذات البُيُوض فاقدة الصبغيَّة تضعُ بُيُوضها تحت الأرض. لوحظ أيضًا أنَّ الحرارة داخل بُيُوض ضفدع الغياض قد تكون أعلى بِحوالي 6 °م (11 °ف) من حرارة مُحيطها، مما يزيدُ من فُرص بقائها في موطنها الشماليّ البارد.
يُمكنُ لِلإناث أن تضع بُيُوضها فرادى أو في حزمٍ صغيرة، وقد تضعها بِشكل كُتلٍ بُويضيَّةٍ كُرويَّةٍ أو أطوافٍ أو أوتارٍ طويلة. أمَّا الضفادع الثُعبانيَّة البريَّة تضعُ بُيُوضها بِشكل عناقيد الكرمة، في جُحُورٍ تقعُ قُرب جداول المياه. يُلاحظُ أيضًا أنَّ سمندر كاجستان البرمائي تضعُ إناثه بُيُوضها في عناقيد شبيهةٍ بِتلك سالفة الذِكر، عند سيقان وجُذُور النباتات المائيَّة. وتضعُ ضفادع المشاتل (باللاتينية: Eleutherodactylus planirostris) بُيُوضها في مجموعاتٍ صغيرةٍ في التُربة حيثُ تتطوَّر خلال أُسبُوعين إلى ضفادع صغيرة دون أن تعبُر المرحلة الشُرغُوفيَّة. أمَّا ضفادع توانگارة (باللاتينية: Physalaemus pustulosus) فتبني أعشاشًا طافيةً من الزَّبَد تضعُ فيها بُيُوضها، فتصنعُ طوفًا في البداية، ثُمَّ تضعُ الأُثنثى بُيُوضها في وسط الطوف، ثُمَّ تُغطَّى بِالزَّبَد لِحمايتها. ولِلزَّبَد المذكور خصائص مُضادة لِلمكروبات، وتصنعهُ الإناث بِواسطة مزج بعض الپروتينات والليكتين التي تفرزُها أجسادها.

### الشراغيف

المراحل الأوليَّة من تطوُّر أجنَّة الضفدع المألوفة.

غالبًا ما توضع بُيُوض البرمائيَّات في المياه حيثُ تفقسُ صغارها بِهيئةٍ يرقيَّةٍ تُعرف بِالشراغيف (مُفردُها شُرغُوف)، ثُمَّ تمرُّ بِسلسلةٍ من التغيُّرات الجسديَّة طيلة فترة حياتها المائيَّة حتَّى تتخذ هيئة البوالغ، وتُمضي بقيَّة حياتها في الماء أو على البر، بِاختلاف النوع. الكثير من أنواع الضفادع وأغلب أنواع السَّمادر عديمة الرئة لا تمرُّ بِالمرحلة الشُرغُوفيَّة، بل تفقسُ صغارها من البيض بِهيئة البوالغ مُباشرةً. كذلك، فإنَّ العديد من أنواع الضفادع الثُعبانيَّة وبعض البرمائيَّات الأُخرى تضعُ بُيُوضها على البر، وما أن تفقس صغارها حتَّى تتلوَّى يمينًا ويسارًا إلى أن تصل المياه، وقد ينقلها أحد أبويها إليها في بعض الحالات. بعضُ أنواع عديمات الأرجُل ولوديَّة، من شاكلة السمندر الألبي (باللاتينية: Salamandra atra) والعلاجيم الأفريقيَّة القادرة على الحمل (باللاتينية: Nectophrynoides spp.)، فتغتذي صغارها على إفرازاتها الغُدديَّة وتتطوَّرُ داخل قناة البيض لِلإناث، لفترةٍ طويلةٍ في العادة. باقي البرمائيَّات، من غير عديمات الأرجُل، بيوضيَّة ولوديَّة، فتُستبقى بُيُوضها داخل أجسادها أو عليها، وتغتذي الشراغيف بِصفار بُيُوضها ولا تتلقَّى أي رعايةٍ غذائيَّةٍ من والديها. وتختلفُ المرحلة التي تفقُس فيها الصغار بِاختلاف الأنواع، فهي قد تفقسُ وما زالت في المرحلة الشُرغُوفيَّة عند بعض الأنواع، وقد تفقسُ وقد تخطَّت هذه المرحلة عند أنواعٍ أُخرى. يُلاحظُ أنَّ جميع أنواع العلاجيم الأفريقيَّة القادرة على الحمل تفقسُ صغارها بِالإشكال المُختلفة سالِفة الذكر، فيتميَّزُ كُل نوعٍ بِنمط رعايته لِصغاره وتفقيسها.

#### في الضفادع
لِشراغيف الضفادع أجسامٌ بيضاويَّة مُذنَّبة ومُزعنفة، عموديَّة التفلطح. وشراغيف أغلب الأنواع مائيَّةٌ بِالكامل، وبعضُها الآخر، كشراغيف الضفدع الانسيابيَّة السيلانيَّة (باللاتينية: Nannophrys ceylonensis) شبه بريَّة، وتعيشُ وسط الصُخُور الرطبة. لِلشراغيف هياكل عظميَّة غُضروفيَّة، وخياشيم تتنفَّسُ من خلالها، وهذه الخياشيم تكون خارجيَّة في البداية، ثُمَّ تُصبح داخليَّة فيما بعد، ولها أيضًا أنظمةٌ حسيَّةٌ ظهريَّة، وأذيالٌ كبيرة تستخدمها في السباحة. يُلاحظ أنَّ الشراغيف حديثة الفقس سُرعان ما تظهر لديها أجربة خُيشُوميَّة تُغطِّي خياشيمها، وتبدأ رئتيها بِالتطوُّر مُبكرًا وتُستخدم كأجهزة تنفُّس ثانويَّة، فتُمكِّن الشُرغُوف من الصُعُود إلى سطح الماء لِاستنشاق بعض الهواء سريعًا ثُمَّ الغطس مُجددًا. بعضُ أنواع الضفادع تكتملُ تغيُّراتها الجُسمانيَّة بِداخل البيضة، فتفقسُ بِهيئة أبويها مُباشرةً. ومثلُ هذه الأنواع لا تمتلكُ خياشيم وإنَّما تتمتَّع بِأماكن مُتخصِّصة من جُلُودها تتنفَّس من خلالها. ليس لِلشراغيف أسنانٌ حقيقيَّة، وإنما تتمتَّع مُعظم الأنواع بِصفَّين مُتوازيين من الهياكل الكيراتينيَّة الصغيرة على فكَّيها يُحيطُ بها منقارٌ قرنيّ، وتُعرفُ هذه الهياكل بِالـ«كيرودونتات». تتشكَّل القائمتين الأماميتين أسفل الجراب الخُيشُومي، وبعد ذلك بِبضعة أيَّام تُصبحُ القائمتين الخلفيتين ظاهرتين لِلعيان. يُحفِّزُ الأيودين وعمليَّات الاستماتة تطوُّر الجهاز العصبي، ممَّا يُحوِّلُ الشراغيف المائيَّة النباتيَّة إلى ضفادع بريَّة لاحمة ذات قدرات عصبيَّة وبصريَّة وشميَّة وإدراكيَّة تُمكِّنُها من قنص طرائدها.
عادةً ما تكون الشراغيف الفاقسة في البرك والجداول نباتيَّة. ويُلاحظ أنَّ شراغيف البرك غالبًا ما تكون غليظة الأجسام، وتتمتَّع بِزعانف ذيليَّة كبيرة وبِأفواهٍ صغيرة؛ وهي تسبح في المياه الهادئة وتقتاتُ على جُزيئات النباتات النامية أو المقطوعة. أمَّا شراغيف الجداول فأفواهها كبيرةٌ واسعة، وأجسادها وزعانفها الذيليَّة ضئيلة؛ وهي تتعلَّقُ بِالنباتات والأحجار لِلحيلولة دون انجرافها مع التيَّار، وتقتاتُ على الطحالب والبكتيريا الموجودة على مقرُبةٍ من سطح الماء، بِالإضافة إلى الدياتومات التي تُرشِّحُها عبر خياشيمها، وتُثيرُ الترسُّبات في قعر موئلها المائيّ لتبتلع أيّ جُزيئات صالحة لِلأكل. والقناة الهضميَّة لِلشراغيف طويلة حلزونيَّة تُمكِّنُها من تحليل غذائها. لِبعض أنواع الضفادع شراغيف لاحمة، تعيش على افتراس الحشرات والشراغيف الأصغر والأسماك، وشراغيف ضفدع الشجر الكوبيَّة (باللاتينية: Osteopilus septentrionalis) قد تفترسُ بنات جنسها في بعض الأحيان، فتُهاجمُ الشراغيف الصغيرة نظيرتها الأكبر الأكثر تطوُّرًا حينما تمُرُّ في مرحلة التغيُّر الجُسماني.
تمُرُّ الضفدع بِتغيُّراتٍ سريعةٍ وتتبدَّل حياتها تبدُّلًا تامًّا عند انطلاق سلسلة تغيُّراتها الجُسمانيَّة، فيُعيدُ جسدها امتصاص فمها الحلزونيّ ذي الهياكل الكيراتينيَّة، بِالإضافة إلى قناتها الهضميَّة الطويلة، كما تختفي خياشيمها والجراب الخُيشُوميّ. ويظهر لديها عوض ذلك فكًّا كبيرًا، وتنمو أعُينها وقوائمها بشكلٍ سريع، ويتشكَّلُ لسانها. ويترافق مع ذلك تغيُّراتٍ في قنواتها العصبيَّة، ومن أبرز الأمثلة على ذلك تطُّور قُدرتها على الرؤية المُجسَّمة وفُقدانها نظامها الخطِّي الظهري. يُمكنُ لِكُل هذه التغييرات أن تقع خِلال يومٍ واحدٍ تقريبًا، وخِلال بضعة أيَّام يُعيدُ الجسد امتصاص الذيل بعد أن تكون هرمونات الغُدَّة الدُرقيَّة قد أصبحت مُتركِّزةً في جسد الضفدع.

#### في السَّمادر

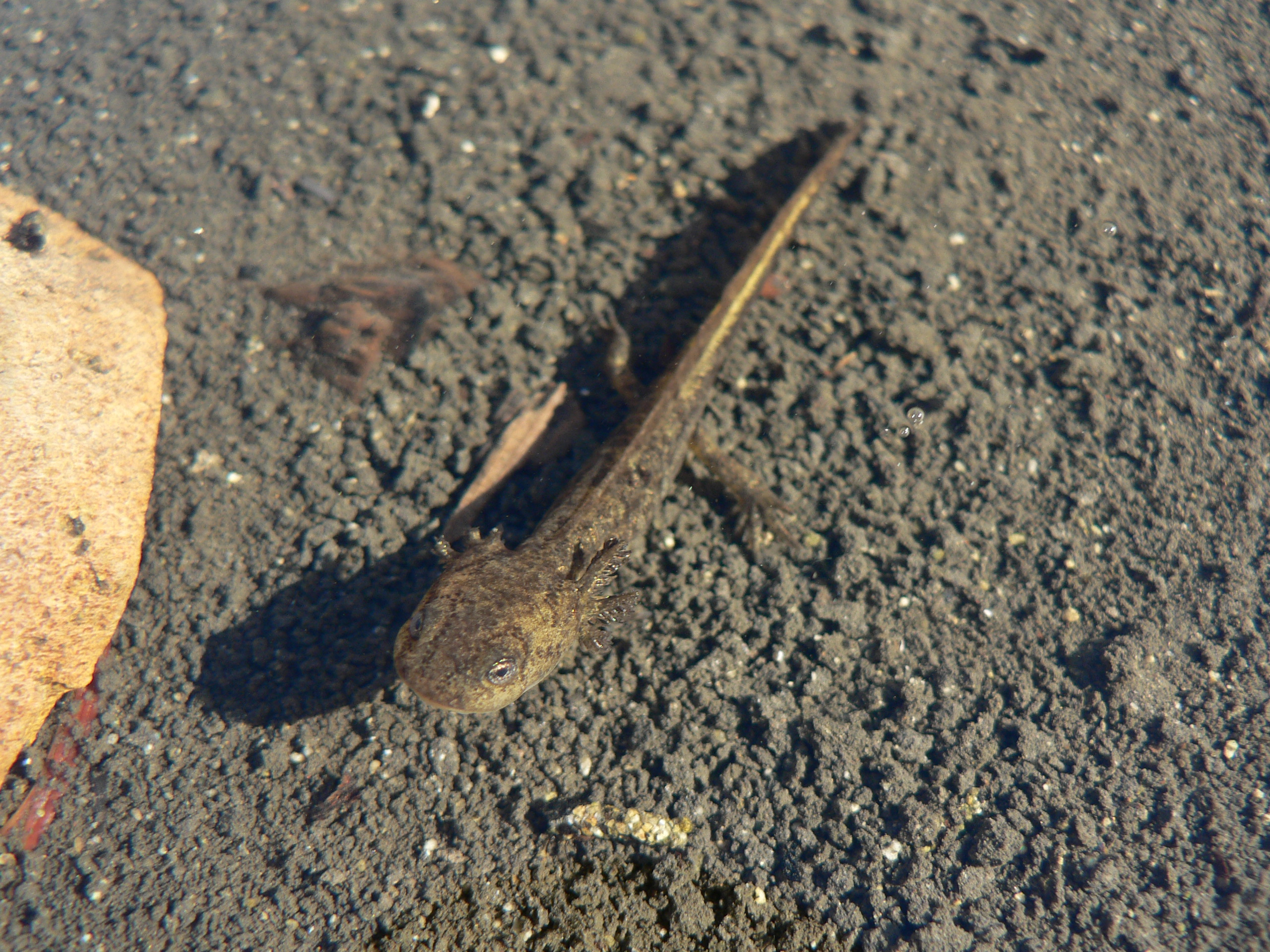
شُرغُوف السَّمندر طويل الإصبع.

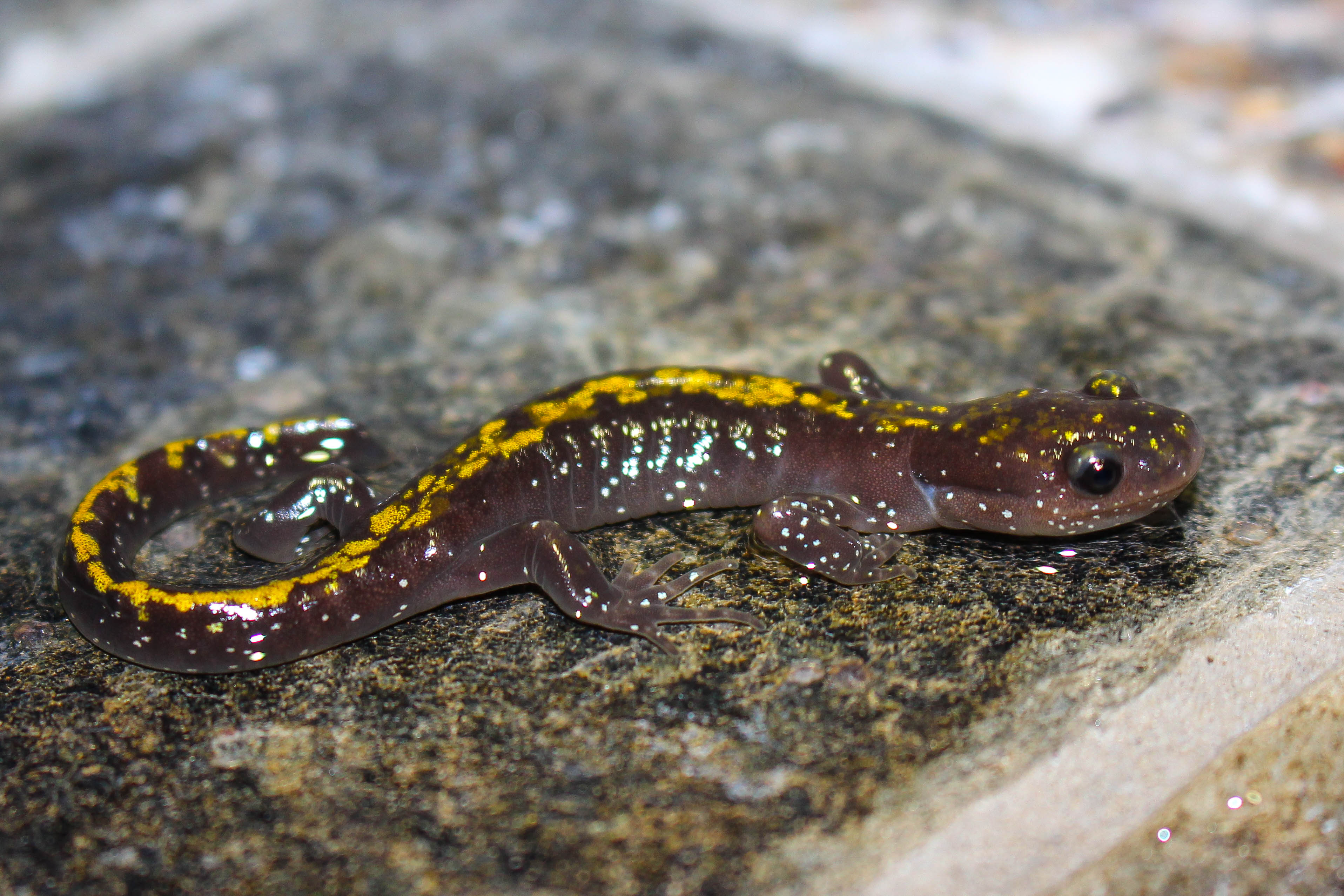
شُرغُوف السَّمندر طويل الإصبع.

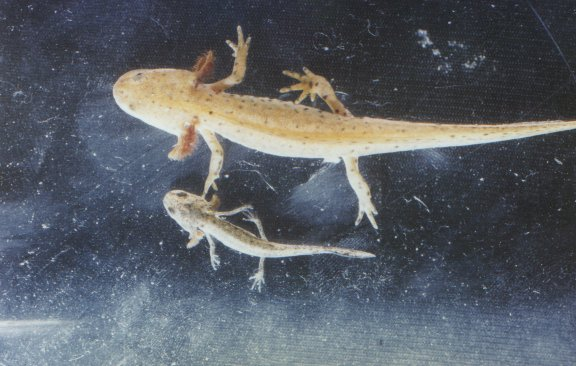
شُرغُوف السمندل الألبي.

تفتقدُ شراغيف السَّمادر الجُفُون عند فقسها، لكنَّها تتمتَّع بِأسنانٍ على فكَّيها، وبِثلاثة أزواجٍ من الخياشيم الريشيَّة الخارجيَّة، وبجسدٍ مُسطَّحٍ جانبيًّا، وبِذيلٍ طويلٍ ذي زعانف ظهريَّة وبطنيَّة. وبعضُ الشراغيف تظهر لديها قائمتان أماميَّتان شبه مُتطوِّرة، أمَّا القائمتان الخلفيَّتان فتكون أوليَّة عند الأنواع قاطنة البرك، وقد تكون أكثر تطوُّرًا عند الأنواع التي تتكاثر في المياه الجارية. لِلشراغيف قاطنة البرك زوجٌ من الموازنات، وهي أعضاء عصويَّة الشكل، على جانبيّ الرأس، تحولُ دون انسداد الخياشيم بِترسُّبات القعر. بعضُ الأنواع المُنتمية لِجنسيّ السَّمادر الخلديَّة ومعقوفات الأسنان، لا تتطوُّرُ جميع شراغيفها وتتحوَّل لِشكل البوالغ، على أنَّ هذا يختلف باختلاف النوع والجُمهرة. يُعدُّ السَّمندر الشمالي الغربي (باللاتينية: Ambystoma gracile) من جُملة الأنواع المذكورة، إذ يتوقَّف تطوُّر شراغيفه على الظُرُوف البيئيَّة المُحيطة به، فإمَّا أن يبقى في المرحلة الشُرغُوفيَّة، وهي حالةٌ تُعرفُ بِاستدامة المرحلة اليرقيَّة، أو يكتملُ تحوُّله وينتقل إلى مرحلة البوالغ، على أنَّ الحيوان يبقى قادرًا على التناسل سواء استدامت مرحلته اليرقيَّة أو اتَّخذ شكل البوالغ. تحدُثُ الحالة الأولى عندما يكونُ مُعدَّل نُموّ الحيوان شديد البُطء وعادةً ما يُربطُ بِظُرُوفٍ مُغايرةٍ، كأن تكون درجة حرارة المياه التي يقطُنها مُنخفضة، ممَّا يعكس استجابة الأنسجة الحيويَّة لِهُرمونات الغُدَّة الدُرقيَّة التي تحُثُّ عمليَّة التغيُّر الجسدي. من العوامل الأُخرى التي تُعيق العمليَّة سالِفة الذِكر: قلَّة الطعام والعناصر الشحيحة والمُنافسة مع بني الجنس. يُلاحظ أنَّ السَّمندر الببري (باللاتينية: Ambystoma tigrinum) يتَّبع هذا السُلُوك أحيانًا، فالبالغة منه بريَّة والشراغيف مائيَّة، والأخيرة قادرة على التناسل قبل يكتمل تحوَّلها الشكليّ، ويُعتقد أنَّ السبب وراء ذلك يعود إلى أنَّهُ بحال كانت الظُرُوف الحياتيَّة غير مؤاتية على البر، فإنَّ تناسل الشراغيف في الماء يحفظ الجمهرة القاطنة في المنطقة المُتأثِّرة من الاندثار. هُناك خمسة عشر نوعًا من السَّمادر التي تستديمُ مرحلتها اليرقيَّة اضطراريًّا، ومنها أنواعٌ تنتمي إلى أجناس السبحلية، والأُلم، والسمادل القنجريَّة، وهُناك عدَّة أمثلة على اتِّباع بعض الأنواع لِهذه الاستراتيجيَّة الحياتيَّة اختياريًّا، عندما تكون الظُرُوف مُلائمة.
السَّمادر عديمة الرئة بريَّة الموئل، وهي تضعُ حضناتٍ صغيرةٍ من البُيُوض غير المصبوغة بِشكلٍ عُنقُوديّ وسط البقايا الرطبة لِأوراق الأشجار. تحوي كُل بيضة حُويصلةً من الصفار يقتاتُ عليه الشُرغُوف أثناء تطوُّره، ثُمَّ يفقسُ بِهيئة سمندر صغير. كثيرًا ما تحضنُ الأُنثى بُيُوضها حتَّى تفقس، وفي الأنواع المُنتمية لِجنس السَّمادر الكاجستانيَّة، لوحظ أنَّ الأُنثى تلتف حول بُيُوضها وتضغطها بِحلقها، مُدلِّكةً إيَّاها بِإفرازاتها المُخاطيَّة.
التحوُّل الجسدي عند السَّمادر والسمادل أقل تطرُّفًا من ذاك الخاص بِالضفادع، ذلك لأنَّ شراغيف السَّمادر تولدُ لاحمة، وتقنصُ طرائدها في صغرها وعند بُلُوغها، فلا تحتاج أجهزها الهضميَّة إلى أن تتبدَّل كما في حال الضفادع. كما أنَّ رئتيها تعمل مُنذُ وقتٍ مُبكرٍ في حياتها، على أنَّ الشراغيف قلَّما تستخدمها وتعتمدُ على خياشيمها بشكلٍ أكبر. والخياشيم نفسها لا يكسوها جراب، بل يُعيدُ الجسد امتصاصها قُبيل انتقال الحيوان من مرحلة حياته المائيَّة إلى البريَّة. من التغيُّرات الأُخرى التي تمُرُّ بها شراغيف السَّمادر تراجع حجم زعانفها الذيليَّة أو فُقدانها إيَّاها تمامًا، وانغلاق شُقُوقها الخُيشُوميَّة، وتثخُّن جلدها، وظُهُور جُفُونها، بِالإضافة لِتغيُّراتٍ أُخرى تطال بُنية أسنانها ولسانها. تكونُ السَّمادر في أضعف حالتها عند مُرُورها بِمرحلة التغيُّر الجُسماني، إذ تتراجع قُدرتها على السباحة، وتُشكِّلُ أذيالها عبئًا يُعيقُ سيرها على اليابسة. غالبًا ما تعيشُ السَّمادر البالغة في المياه خِلال الربيع والصيف، وتستوطنُ البر خِلال الشتاء، فتفرُزُ أجسادها هرمون الپرولاكتين الذي يُعينها على العيش في البيئة المائيَّة، وهرمون الغُدَّة الدُرقيَّة الذي يُعينها على العيش في البر. ولا تعودُ الخياشيم لِلظُهُور عند البوالغ التي تنتقل لِلعيش في المياه خِلال الفصلين سالِفيّ الذِكر نظرًا لِأنَّها تكون قد امُتصَّت في الجسد تمامًا أوَّل مرَّة غادر فيها الكائن المياه عند بُلُوغه.

#### في عديمات الأرجل

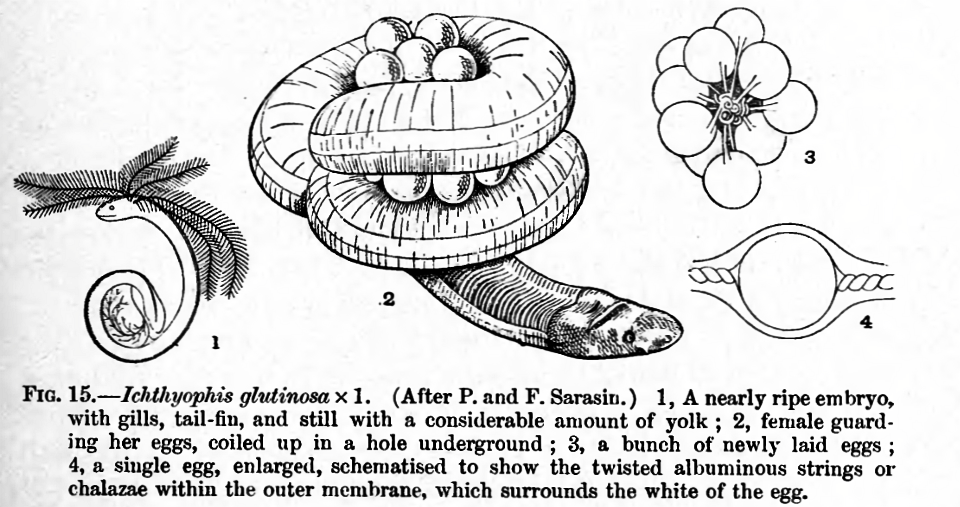
رسمٌ لِضفدعٍ ثُعبانيَّةٍ سيلانيَّةٍ تحضنُ بُيُوضها، وإلى جانبها شُرغُوف.

مُعظم عديمات الأرجل البريَّة البُيُوضة (واضعة البيض) تضع بيضها في جُحُورٍ أو في أماكن رطبة تقع على مقرُبةٍ من إحدى المُسطَّحات المائيَّة. ومن أبرز الأنواع التي درس العُلماء طُرق تكاثُرها وتطوُّر صغارها، الضفدع الثُعبانيَّة السيلانيَّة (باللاتينية: Ichthyophis glutinosus). وصغار النوع المذكور شبيهة بِالأنقليس، وما أن تفقس حتَّى تزحف مُباشرةً إلى المياه. وهذه الصغار تتمتَّع بِثلاثة أزواجٍ من الخياشيم الريشيَّة الخارجيَّة الحمراء، وتكون رؤوسها حادَّة وعيناها بدائيَّة، ولها نظام خطيّ جانبيّ وذُيُولٌ قصيرة مُزعنفة، وهي تسبح عبر تمويج جسدها من جهةٍ إلى أُخرى. تنشطُ هذه الشراغيف ليلًا أغلب الأحيان، وما أن تفقد خياشيمها حتَّى تبدأ بصعود البر رويدًا، ويبدأ تحوُّلها الجسدي تدريجيًّا، ويمتد على عدَّة مراحل. فما أن يبلغ الشُرغُوف قُرابة شهره العاشر حتَّى يتخذ رأسه شكلًا مُستدقًّا، وتظهر لديه مجسَّاتٌ حسيَّة قُرب فمه، ويفقد عينيه تمامًا بِالإضافة إلى نظامه الخطي الجانبي وذيله. بعد ذلك يثخن الجلد وتظهر ضمنه بعض الحراشف، ويتقسَّم جسد الكائن إلى عدَّة أقسام. عند هذه المرحلة، يكون الضفدع الثُعبانيّ قد هجر حياته المائيَّة تمامًا، وحفر لنفسه جُحرًا واستوطن اليابسة استيطانًا دائمًا.

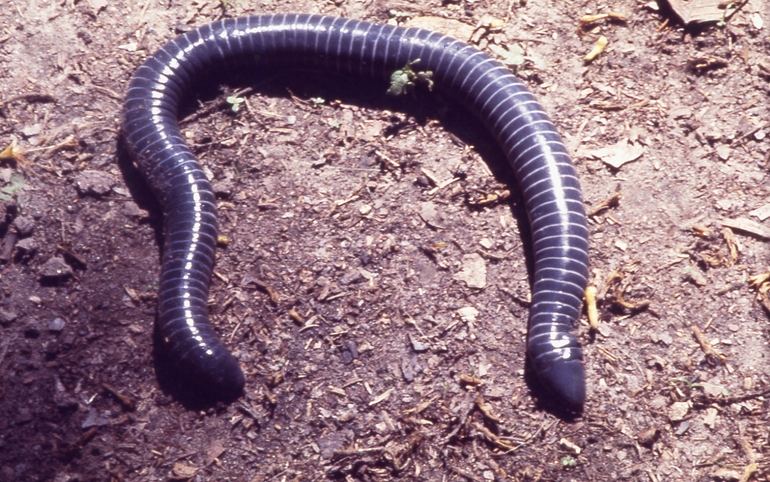
ضفدعٌ ثُعبانيَّةٌ حلقيَّة، من الأنواع الغريبة في تكاثُرها.

مُعظم أنواع الضفادع الثُعبانيَّة ولوديَّة، أي تضعُ صغارًا أحياء بعد أن تفقس في رحمها، ومن أبرز الأنواع المشهورة بهذا الأُسلُوب التكاثُري، الضفدع الثُعبانيَّة الحرِّيفة (باللاتينية: Typhlonectes compressicauda) قاطنة أمريكا الجنوبيَّة. فإناث هذا النوع يُمكنُ أن تحمل حتَّى 9 صغار في قناتها البيضيَّة في أي وقتٍ من أوقات السنة، وصغارها طويلة الجسد، وتتمتَّع بِزوجٍ من الخياشيم الجرابيَّة، وبِعينان صغيرتان، وأسنانٍ مُخصصة لِلكشط. وفي بداية حياتها، تتغذى الصغار على صفار بُيُوضها، وما أن ينضب مصدر الغذاء هذا حتَّى تبدأ الصغار بِكشط الخلايا الظهاريَّة الهُدبيَّة التي تُغطِّي جدار قناة البيض التي تأويها، ممَّا يُحفِّزُ جسد الأم على إفراز سوائل غنيَّة بالليپيدات والپروتينات المُخاطيَّة تتغذَّى عليها صغارها، إلى جانب القُشُور التي تتساقط من قناة البيض نتيجة الكشط. يزدادُ حجم الصغار بِستَّة أضعافٍ ويصلُ حجمها إلى نحو خُمسيّ حجم والدتها قبل أن تضعها الأخيرة. وبِحُلول هذا الوقت يكون قد اكتمل تحوُّلها الجسدي تمامًا، فتفقدُ أعيُنها وخياشيمها، ويثخن جلدها وتظهرُ مجسَّاتها الحسيَّة قُرب فمها، وتُعيدُ أجسادها امتصاص أسنانها، ثُمَّ يظهر لديها صفٌّ جديدٌ من الأسنان بُعيد ولادتها.
تتبعُ الضفدع الثُعبانيَّة الحلقيَّة (باللاتينية: Siphonops annulatus) طريقةً فريدةً من نوعها في تكاثُرها. فصغارها تقتات على طبقةٍ من الجلد تظهرُ عند البوالغ خصِّيصًا لِهذه الغاية، وتُعرف هذه الظاهرة بِـ«أكل الجلد الأمومي»، فتقتات الحضنة على هذه الطبقة على دفعاتٍ لِفترةٍ تدوم نحو سبع دقائق على مدى ثلاثة أيَّامٍ تقريبًا، ممَّا يُعطي الجلد الفُرصة لِيتجدَّد وينمو مُجددًا. كما شوهدت صغار هذا النوع وهي تقتات على السائل المنضوح من مذرق والدتها.

### الرعاية الأبويَّة

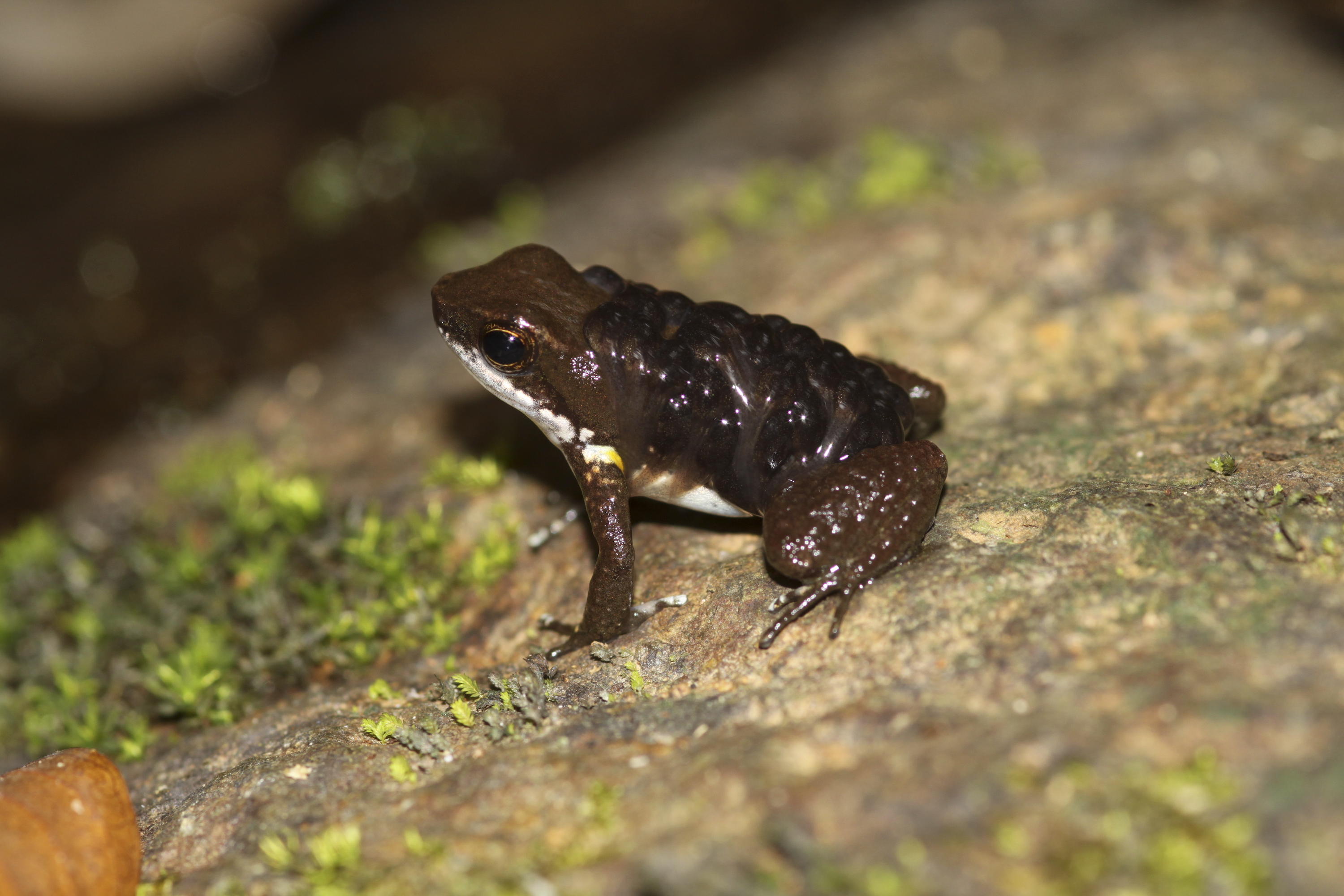
ذكر ضفدع صاروخيَّة مألوفة حاملًا شراغيفه على ظهره.

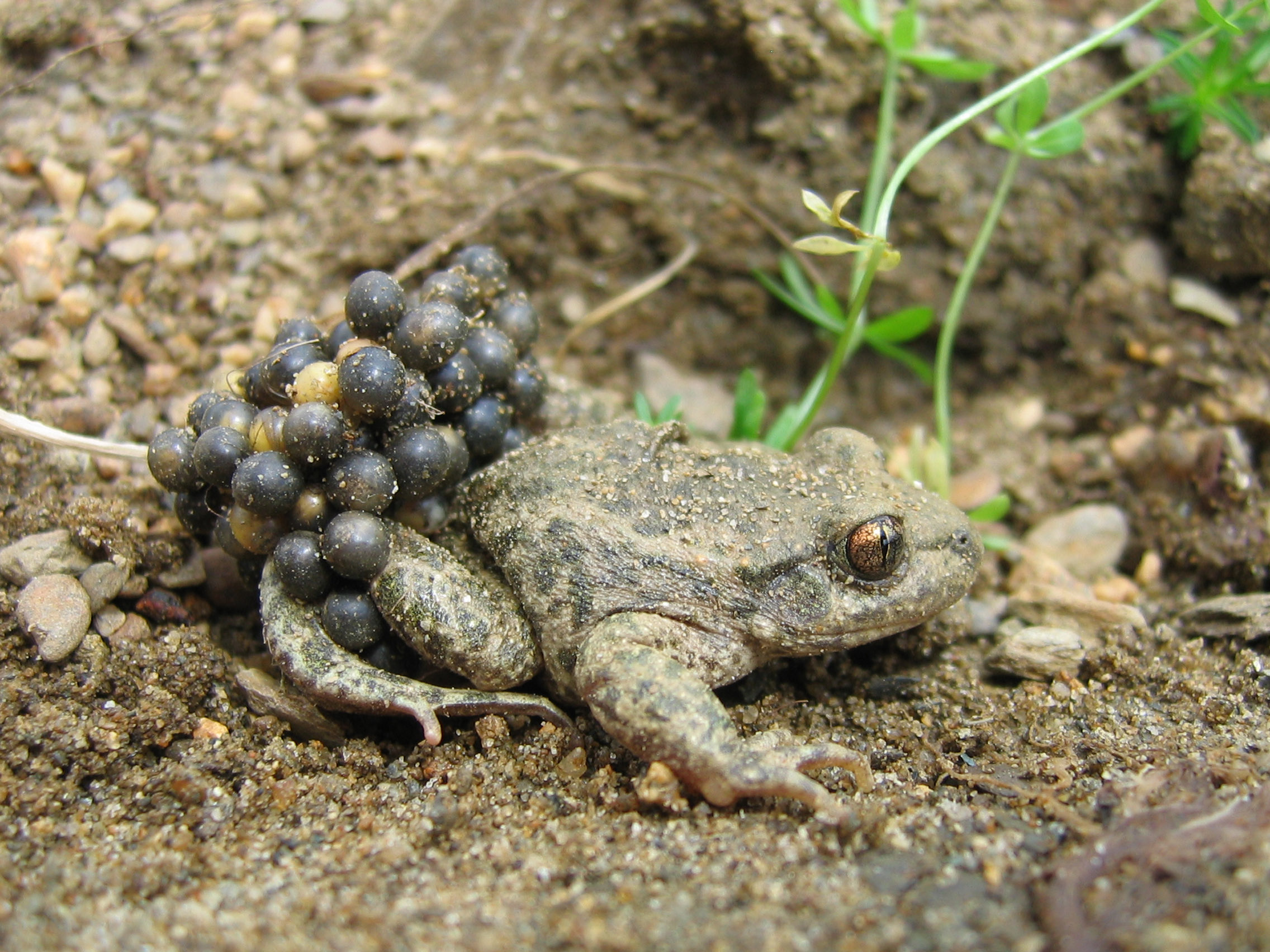
ذكر عُلجُوم القابلة المألوف حاملًا بُيُوضه على فخذيه.

لم تحظَ رعاية البرمائيَّات لِصغارها إلَّا بِالقليل من الدراسة، لكن يُمكن القول إجمالًا، بأنَّهُ كُلَّما ازداد عدد البُيُوض في الحضنة، كُلَّما قلَّ احتمال رعاية الأبوين لِلصغار. رُغم ذلك، يُقدَّر أنَّه في نحو 20% من أنواع البرمائيَّات، يلعب أحد الأبوين، أو كلاهما، دورًا مُعينًا في رعاية الصغار. فالأنواع التي تتكاثر في المُسطَّحات المائيَّة الصغيرة أو غيرها من الموائل الطبيعيَّة ذات السمات الخُصُوصيَّة، تميلُ لِأن يكون لديها أنماطٌ مُعقَّدةٌ من سُلُوكيَّات العناية بِصغارها.
الكثيرُ من سمادر الغياض تضعُ بُيُوضها تحت جُذُوع الأشجار اليابسة أو الأحجار، وبعضُ الأنواع، من شاكلة سمندر الجبال الأسود (باللاتينية: Desmognathus welteri)، تحضنُ الأُنثى بُيُوضها وتحميها من الضواري حتَّى يكتمل نُمُوِّها داخل البيض، فتفقس بِهيئة سمادر صغيرة، وتنتشرُ في أرجاء موئلها. وذُكُور الهلبندر، وهي من السمادل البدائيَّة، تحفرُ عُشًّا تحت الماء وتُغري إناثها كي تضع بُيُوضها فيه، وما أن تفعل ذلك حتَّى يسهر الذكر على حراسة العُش طيلة شهرين أو ثلاثة أشهر إلى أن تفقس البُيُوض، وخِلال هذه الفترة يُزوِّدها بِالأكسجين عبر تمُّوجات جسده التي تُحرِّك الماء ناحيتها، فترفع من نسبة مخزونها الذي يضمن بقائها على قيد الحياة.
يحمي ذكرُ الضفدع السَّامَّة قشديَّة الظهر (باللاتينية: Colostethus subpunctatus) عُنقُود البُيُوض الذي تضعهُ أُنثاه أسفل إحدى الحجارة أو الجُذُوع، وما أن تفقس البُيُوض حتَّى يحملُ الذكر شراغيفه على ظهره، التي تلتصقُ عليه بِفضل إفرازٍ مُخاطيٍّ، وينقُلها إلى إحدى البرك المُؤقتة حيثُ يغمر نفسه بِالمياه فتتحرَّر الشراغيف وتنطلقُ سابحة. أمَّا ذكر عُلجُوم القابلة المألوف (باللاتينية: Alytes obstetricans) فيلفُّ خيطان بُيُوض أُنثاه حول أفخاذه، ويحملها طيلة ثمانية أسابيع تقريبًا. وخِلال هذه الفترة يُحافظ الذكر على رُطُوبة البُيُوض إلى أن تُصبح جاهزة لِلفقس، فيزور إحدى البُرك التي يُطلق فيها صغاره. ومن أغرب أساليب الرعاية الأبويَّة عند البرمائيَّات ما اعتمده إناث الضفادع معويَّة الحضن، المُنقرضة، فكانت إناث هذا النوع تبتلع بُيُوضها أو شراغيفها وتتطوَّر تلك الأخيرة بِداخل معدة الأُم، على أنَّ هذا السُلُوك لم يُوثَّق في الطبيعة قبل انقراض هذه الضفادع. وكانت الشراغيف تُفرزُ هرمونًا يمنعُ الأُم من هضمها، فتتطوَّر وتنمو بِداخلها مُتغذيةً على مخزونها الهائل من الصفار. تضعُ الضفدع الجرابيَّة (باللاتينية: Assa darlingtoni) بُيُوضها على الأرض، وما أن تفقس حتَّى يعمد الذكر إلى حمل الشراغيف وحضنها في أجربةٍ تقع على قائمتيه الخلفيتين. أمَّا عُلجُوم سورينام المائيّ (باللاتينية: Pipa pipa) فيُربِّي صغاره في مسامٍ على ظهره حيثُ تبقى إلى أن يكتمل تحوُّلها الجسدي، فتخرجُ سابحةً.
وفي حالة الضفدع الحُبيبيَّة السَّامَّة (باللاتينية: Oophaga granulifera)، فإنَّ البُيُوض توضع على أرضيَّة الغابة، وما أن تفقس، يحملُ أحد الأبوين الشراغيف واحدًا تلو الآخر على ظهره، ويُلقيها في إحدى الشُقُوق المليئة بِالمياه، كمحور إحدى أوراق النبات أو وُريدة إحدى البروميليَّات. وتزُورُ الأُنثى موضع الحضانة هذا بِانتظام حيثُ تضع بُيُوضها غير المُخصَّبة لِتقتات عليها شراغيفها.

## التغذِّي

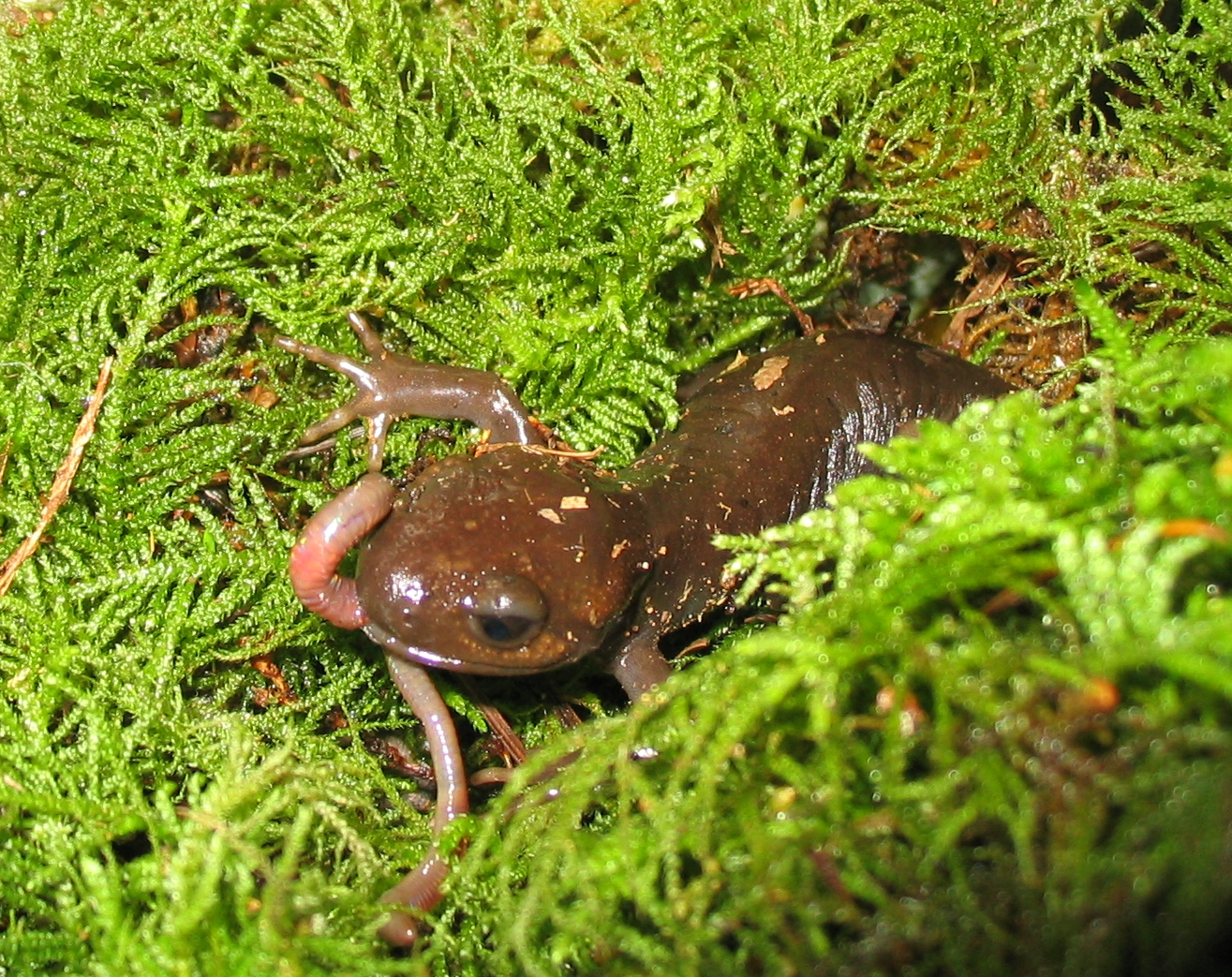
سمندر شمالي غربي يقتاتُ على دودة.

الغالبيَّة الساحقة من البرمائيَّات البالغة مُفترسة، تقتاتُ على أيِّ كائنٍ تقدرُ على ابتلاعه. تُشكِّلُ الكائنات الصغيرة بطيئة الحركة مُعظم طرائد البرمائيَّات، كالخنافس واليساريع وديدان الأرض والعناكب. وبعضُ الأنواع، كالصفَّارات، تبتلعُ بعض المواد النباتيَّة العائمة في المياه إلى جانب طرائدها النمطيَّة من اللافقاريَّات، ويُلاحظ أنَّ ضفدع الشجر البرازيليَّة (باللاتينية: Xenohyla truncata) تُشكِّلُ الثمار نسبةً كبيرةً من غذائها. ولِبعض البرمائيَّات تأقلُماتٍ خاصَّةٍ لِالتقاط بعض أنواع الطرائد، فلسانُ العُلجُوم الحفَّار المكسيكي (باللاتينية: Rhinophrynus dorsalis) مُتأقلمٌ خصيًّا لِالتقاط النمل والأَرَض، فيُطلُق العُلجُوم طرف لسانه مُسدِّده ناحية الهدف، في حين أنَّ باقي أنواع الضفادع تُطلق الجُزء الخلفيّ من ألسنتها ناحية الطريدة، ويُمكِّنُها ذلك الطرف المفصليّ لِلسان الكائن في الأمام.
تعتمدُ البرمائيَّات على بصرها لِتحديد موقع طريدتها أو غذائها، حتَّى وإن كان الضوء خافتًا، وحركةُ الطريدة تُحفِّزُ غريزة التغذِّي عند البرمائيّ. يلتقطُ الصيَّادون بين الحين والآخر ضفادعًا ابتلعت شص الصنَّارة ذي خرقة القماش الحمراء اعتقادًا منها أنه كائنٌ قابلٌ لِلأكل، كما عُثر على بضع ضفادع خضراء (باللاتينية: Rana clamitans) وأمعائها مليئة بِبُذُور الدردار التي رأتها طافيةً على وجه المياه فابتلعتها. إلى جانب البصر، تلجأ العلاجيم والسَّمادر والضفادع الثُعبانيَّة إلى تحديد موقع طرائدها عبر حاسَّة الشم، على أنَّ هذه الطريقة ثانويَّة، إذ لوحظ أنَّ السَّمادر تبقى ثابتةٌ في الموضع الذي التقطت فيه رائحة طريدتها المُحتملة، على أنَّها لا تتفاعل معها وتفترسها إلَّا إذا تحرَّكت. أمَّا البرمائيَّات قاطنة الكُهُوف فلا تصطاد طرائدها إلَّا عبر الشَّم، نظرًا لِانخفات الضوء في موائلها ولأنَّ الكثير منها أعمى. ويبدو أنَّ بعض السَّمادر تعلَّمت أن تتعرَّف على طرائدها الثابتة في أماكنها وإن كانت عديمة الرائحة، ولو كانت تعيشُ في بيئةٍ مُظلمة.
عادةً ما تبتلعُ البرمائيَّات طعامها كاملًا، وقد تمضغ طريدتها بعض الشيء أحيانًا كي تُخضعها وتحول دون مُقاومتها. ولِلبرمائيَّات أسنانٌ ذات مفصلات، وهي سمةٌ تتفرَّدُ بها بين الفقاريَّات. تتكوَّنُ قواعد وتيجان هذه الأسنان من العاج يفصل بينها طبقة غير مُتكلِّسة، وهي تُستبدل بين الحين والآخر. لِلسَّمادر والضفادع الثُعبانيَّة وبعض أنواع الضفادع طبقة أو اثنتان من الأسنان على كلا الفكَّين، على أنَّ بعض الضفادع تفتقدُ الأسنان على فكِّها السُفليّ، أمَّا العلاجيم فلا أسنان لها على الإطلاق. تتمتَّع الكثير من البرمائيَّات بِأسنانٍ حاجزيَّة تتصلُ بِإحدى العظام الوجنيَّة على سقف فمها.

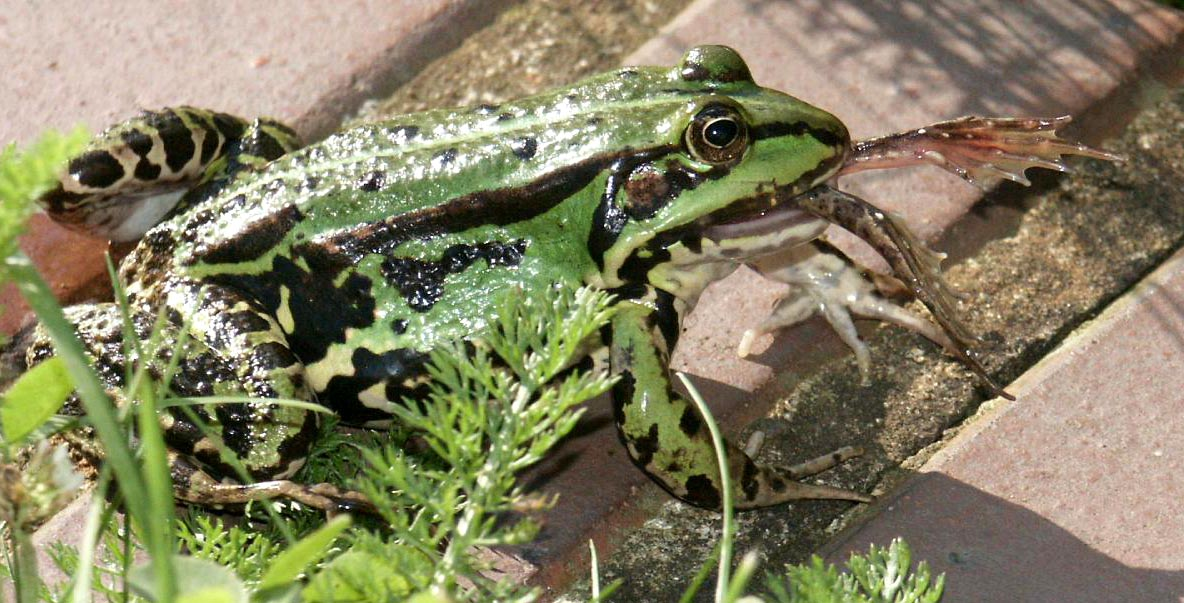
ضفدعٌ صالحةٌ لِلأكل تفترسُ إحدى بنات جنسها.

من البرمائيَّات أنواعٌ تتربص بِطرائدها قبل أن تقتنصها، فتتخفَّى أسفل بعض الأوراق اليابسة أو الأحجار ثُمَّ تنقض على طريدتها الغافلة وتفتك بها، ومن أبرز الأنواع التي تفعل ذلك السَّمندرُ الببريُّ (باللاتينية: Ambystoma tigrinum). ومن البرمائيَّات الأُخرى ما يسعى خلف طريدته باحثًا عنها، كالعلاجيم، بينما تعمد غيرها إلى اجتذاب الطريدة إليها، تمامًا كما تفعل الضفدع القرناء الأرجنتينية (باللاتينية: Ceratophrys ornata) التي تجتذبُ طرائدها عبر إثارة فُضُولها، فترفع قائمتيها الخلفيتين فوق ظهرها وتُذبذب أصابعها الصفراء. يُلاحظ أنَّ الضفادع الصيَّادة قاطنة الأراضي المكسُوَّة بِأوراق الأشجار اليابسة في پنما، والتي تُلاحقُ فرائسها، تتمتَّع بِأفواهٍ ضيِّقة وتكونُ نحيلة الجسد، وغالبًا ما تكونُ أيضًا مُزوَّقة وسامَّة. أمَّا تلك التي تكمنُ لِطرائدها تكونُ أفواهها واسعة وأجسادها عريضة وذات لونٍ يسمح لها بِالتموُّه وسط مُحيطها. تختلفُ الضفادع الثُعبانيَّة عن العلاجيم والضفادع من جهة أنها لا تقبضُ على فرائسها بِألسنتها بل بِأسنانها المُوجَّهة ناحية الخلف قليلًا، فإن قاومت الطريدة لا تجد أمامها مجالًا لِلتحرُّك إلَّا ناحية الأمام داخل فم المُفترس، الذي عادةً ما يكون قد حملها وأدخلها إلى جُحره، حيثُ يبتلعها كاملةً.
تتغذَّى شراغيف الضفادع حديثة الفقس على صفار بُيُوضها، وما أن تستهلكه بِالكامل حتَّى ينطلق بعضها لِلاقتيات على البكتيريا وقُشُور الطحالب وفُتات النباتات الغارقة. تشرقُ الشراغيف الماء عبر أفواهها الواقعة أسفل رُؤوسها، ثُمَّ يمُرُّ هذا الماء عبر مُرشِّحات الغذاء الواقعة بين أفواهها وخياشيمها حيثُ تعلق جُزيئات الطعام وتلتصق بِمادَّةٍ مُخاطيَّة، فيأكلها الشُرغُوف. لِشراغيف بعض أنواع الضفادع أقسامٌ مُتخصِّصةٌ في أفواهها مُكوَّنةٌ من منقارٍ قرنيٍّ تحُدُّه عدَّة صُفُوف من الأسنان الشفويَّة. وهذه الأنواع تكشطُ وتمضغُ أشكالًا مُتنوِّعةً من الطعام كما أنَّها تُثيرُ الرواسب القعريَّة في البُرك والجداول التي تقطُنها لتقتات على ما فيها من بقايا غذائيَّة، وتُرشِّحُ الجُزيئات الأكبر منها بِواسطة الحُليمات الواقعة حول أفواهها. تتمتَّع بعض الأنواع، من شاكلة العلاجيم مجرفيَّة الأقدام، بِأفكاكٍ قويَّة تُمكِّنُها من افتراس أنواعٍ عديدة من الطرائد، بما فيها بني جنسها.

## الأصوات

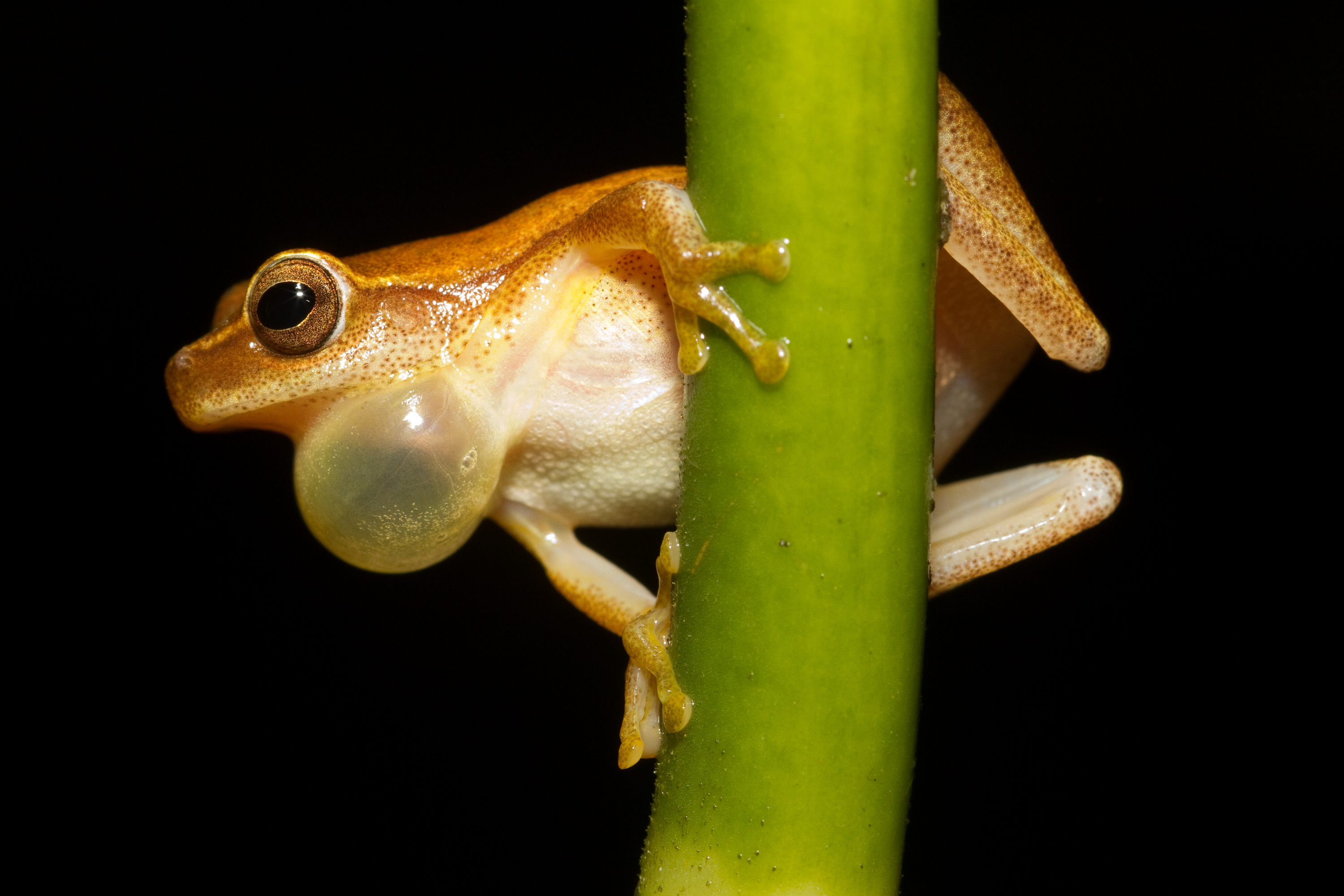
ذكر من ضفادع الشجر ينفخُ كيسه الصوتي حينما ينُق.

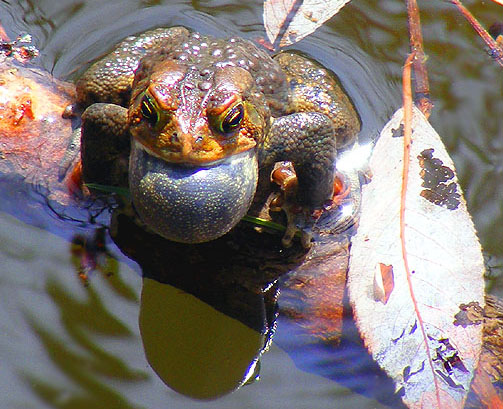
علجوم أمريكي ينُق بكيسه الصوتي.

صوتُ الضفادع بِاللُغة العربيَّة يُسمَّى «نَقِيْقًا»، يُقال: «نَقَّتْ الضِّفْدَعَةُ، تَنُقُّ نَقِيقًا وَنَقْنَقَةً: صَوْتُ الضِّفْدَعَة فِي مَدٍّ وَتَرْجِيعٍ»، ومن إسمائه الأُخرى: «الْأِنْقَاضُ». تصدرُ عن الضفادع أصواتٌ أكثر من البرمائيات الأخرى، فلها نقنقاتٌ عديدةٌ خصوصًا في موسم التزاوج حينما تبحثُ عن شريكٍ لها، وتختلفُ هذه النقنقات عن بعضها بحيثُ يسهل على الأُذن الخبيرة معرفة نوع الضفدع من صوتها أكثر من مظهرها رُبَّما. وغالبًا ما ينتجُ النقيق عن نفخ كيس هوائي في الحنجرة أو جانب الفم، فينتفخُ مثل بالونٍ وتتردَّدُ فيه الأمواج الصوتية لتسهيل نقلها عبر الهواء (والماء حينما يغطسُ الضفدع تحته). وأهم نقنقات الضفادع هو نقيق الذكر المُدوِّي الذي يعلنُ فيه عن استعداديته للتزاوُج ويدعو الأنثى لِلاقتراب منه والذكور لِلابتعاد عن منطقته، ويتبدَّلُ هذا النقيق أحيانًا لصوتٍ خفيضٍ إذا ما اقتربت الأنثى ولتحذيرٍ عُدواني إذا ما اقترب ذكرٌ دخيل، ولكن لِلنقيق مخاطرَ منها اجتذاب الحيوانات المفترسة والإجهاد.
من أصوات الضفادع الأخرى نداء تستجيبُ فيه الأنثى للذكر ونداء للتنفير حينما يعترض ذكرٌ أو أنثى على محاولة زواج تراكبي، كما قد تصدرُ الضفادع نداء استغاثة يشبهُ الصرخة حينما تتعرَّض لهجوم، ولأحد أنواعها (وهي ضفدع الشجر الكوبيَّة) نقيقٌ للاستسقاء تُطلقهُ حين هطول المطر في ساعات النهار، وهي ضفدعٌ ليَّلةٌ عادةً.
قليلاً ما تصدرُ عن السمادل وعديمات الأرجل نداءات، ومنها الصرير والهمهمة والفحيح، ولم تخضع هذه النداءات لقدرٍ كافٍ من الدراسة، فيُظنّ أن صوت نقرٍ تصدرهُ عيدمات الأرجل قد يكون وسيلةً لها لمعرفة ما يقعُ أمامها بِالرصد بالصدى (مثل حال الخفافيش). وعلى الأرجح أنَّ مُعظم السمادل عديمة الأصوات، ومن ذلك استثناءاتٌ نادرة منها سمندل كاليفورنيا العملاق الذي لهُ حبالٌ صوتيَّةٌ تصدرُ صوتًا مثل النُباح والقعقعة، ولِأنواعٍ أُخرى من السمادل صيحةٌ خافتةٌ تصدرُ عنها حينما تتعرَّض للهجوم.

## السُلُوك المناطقي

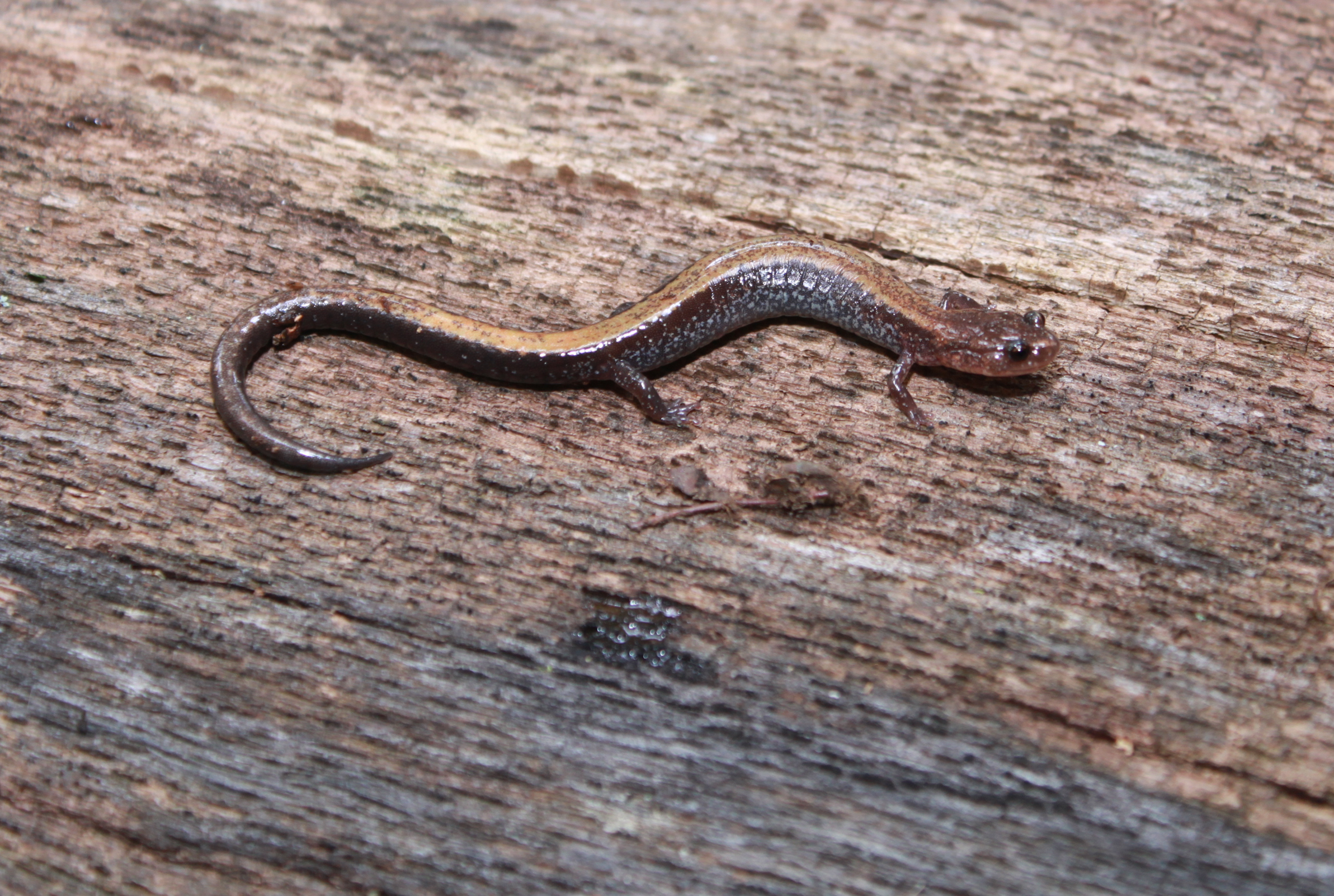
يدافعُ السمندل أحمر الظهر عن منطقته ضدَّ الدخلاء من بني جنسه.

تُدافعُ بعض الضفادع والسمادل عن مناطقها ضدَّ بني جنسها (ولو أنه من غير المعروف ما إذا كانت الحال نفسها عند عديمات الأرجل)، والمنطقة التي تحميها هذه الحيوانات هي غالبًا موقع للتغذي أو التكاثر أو التآوي، وأكثرها حرصًا على دفع الدخلاء خارج منطقتها الذكور، على أنَّ الإناث واليوافع قد تحمي مناطقها كذلك. ويزيد حجمُ الأُنثى عن الذكر في أنواع كثيرة من الضفادع، على أن هذه القاعدة تُستثنى منها مُعظم الأنواع التي تحمي فيها الذكور مناطقها، ولبعض هذه الذكور ميزاتٌ هجومية مثل أسنانٍ كبيرةٍ للعضّ وأشواكٍ على الصدر أو الذراعين أو الأصابع.
تُدافعُ السمادل عن مناطقها بأخذ وضعيَّة عدائيَّة والهجوم على العدوِّ إن لَزِم، وربَّما تهاجمُ بالانقضاض أو المطاردة أو العضّ، وأحياناً تفقدُ ذيلها في الهجوم هذا. ونال سلوك السمندل أحمر الظهر حظًا كبيرًا من الدراسة والبَحْث، فوجد الباحثون أن 91% من هذه السمادل تبقى في ساعات النهار مختبئةً تحت صخرة أو جذع على مسافة متر أو أقلّ من وكرها، وحاول الباحثون نقل بعض هذه السمادل لمسافة 30 مترًا من منطقتها فعادت أدراجها على الفور، إذ إن لها رائحة عطريَّة تُوضِّحُ بها حدود المنطقة، ويتراوح سطيُّ حجم هذه المنطقة من 0.16 إلى 0.33 متر مربَّع وأحيانًا يسكنُها ذكر وأنثى يعيشان معاً، وتطردُ هذه الروائح الدُخلاء وتُوضّح الحدود بين المناطق المتقاربة. ويندرُ أن تواجه السمادل بعضها بعدائية فعلاً، وإذا ما أراد أحدها الدفاع عن منطقته فهو يرفعُ جسده عن الأرض بعدائية ويجابهُ خصمه حتى ينصرفَ الأخيرُ خانعًا، وأما لو أصرَّ الخصمُ على المجابهة فيهاجمُ السمندلان بعضهما بالعضِّ نحو الذيل أو الوجه، إذ إنَّ الأذى في الذيل والوجه يعيقُ قدرة الخصم على القتال إما لأنَّه بحاجةٍ لإعادة إنماء ذيله لأنه قد يفقدُ قدرته على العثور على الطعام.
تحمي الضفادع مناطقها في مواسم التزاوج، إذ يحتاجُ كلّ ذكرٍ إلى بقعة يجتذبٌ إليها الإناث، فيصدرُ نقيقًا لاجتذاب هذه الإناث ولتحذير باقي الذكور للابتعاد عن البقعة التي يقفُ فيها. وكُلَّما كان النقيق أخشنَ دلَّ على قُوَّة وحجم الذكر فيرتعدُ الذكور الأصغر حجمًا من الاقتراب، على أنَّ هذه النداءات تستنزفُ الكثير من الطاقة، ولذا ربَّما يتعب الذكر منها بعد فترةٍ فيسلبهُ آخر مكانَهْ، وتميلُ ذُكُور الضفادع في هذه التجمُّعات لِلتسامح مع جيرانها لكنَّها تطرد بعدائيَّة أي دخيلٍ يقتربُ من بعيد، وبهذه الطريقة تكسبُ الذكور مزيَّة إضافية حينما يكون بحوزتها مكانٌ جيّد فترتفعُ فرصة فوزها على الدُخلاء. وقد يتجاهلُ الدخيل التحذيرات فيبدأُ قتالًا مع صاحب المكان بتدافُعٍ بالصّدور، وتُحاول الذُكُور دفعَ وإزاحة خصومها وتنفيسَ أكياسها الصوتية وإمساكها من رؤوسها والقفز على ظهورها، وكذلك العضّ والمطاردة والضرب والإغراق تحت الماء.

## آليَّات الدفاع

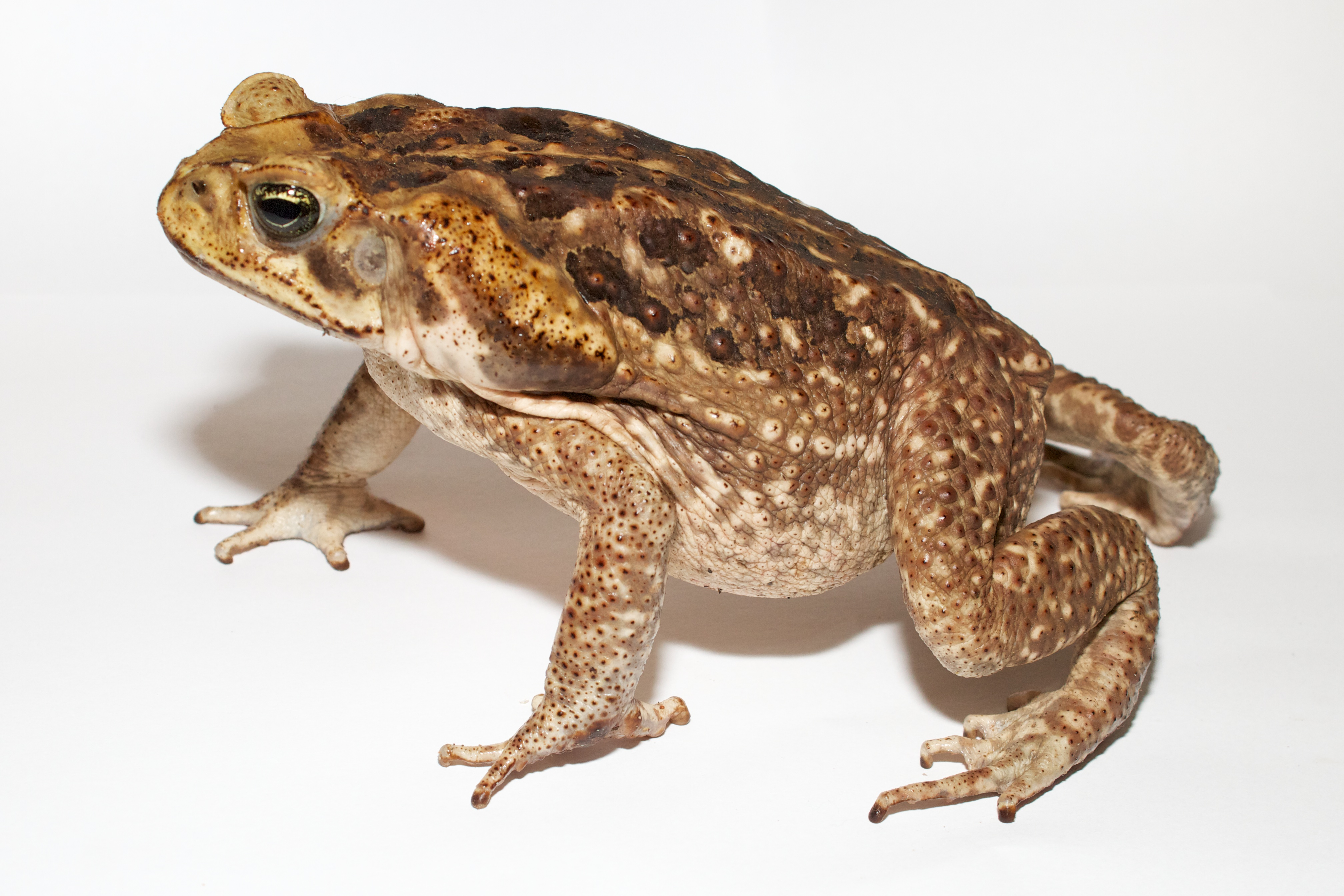
لِعُلجُوم القصب غددٌ تُفرزُ السُّم تحت عينيه.

أجسام البرمائيَّات ناعمة ملساء ورقيقة الجلد، وليست في أصابعها مخالبُ وليس لها درعٌ يحميها أو شوكٌ تردُّ به المُفترسات، على أنَّها تتمتَّع بِآلياتٍ دفاعيَّةٍ عِدَّة لتبقى على قيد الحياة. أولى الدفاعات التي تتحصَّنُ بها الضفادع والسمادل هي المخاط الذي يفرزهُ جلدها، إذ تحفظُ هذه الإفرازاتُ رطوبة جلد البرمائيات فتصيرُ زلقةً بحيث يصعبُ الإمساك بها، ولِلكثير من أنواع الضفادع والسمادل مخاطٌ دَبِقٌ أو كريه المذاق أو سامّ، ولاحظَ العُلماء أن الأفاعي تتثاءبُ عندما تحاولُ ابتلاع قيطم أفريقي فينالُ القَيْطمُ فرصةً للهَرَبْ. ولم تنل دفاعات عديماتِ الأرجل دراسةً وافيةً مثل الضفدع والسَّمادر، لكن إحدى التجارب في البرازيل وجدت أن «عديمة أرجل كايين» تفرزُ مخاطًا سامًّا قتلَ سمكةً مُفترسةً كانت تتربَّصُ بها. ولبعض السَّمادل جلدٌ سامّ، منها السمندل قاسي الجِلْد في أمريكا الشماليَّة، فهو وباقي أنواع جنسه تفرزُ سُمًّا عصبيًّا اسمهُ تيترودوتوكسين، وهو أكثر مادَّة لاپروتينيَّة سامَّة معروفة، وهي مُماثلةٌ تقريبًا لِسُمّ السمكة النَّافخة، ولا يتأثَّرُ بهذا السُّمِّ من يلمسُ السمندل ولكن تناول قطعة ضئيلة من جلده كفيلٌ بقتل المُفترس، وهو خطرٌ تعرَّضتْ لهُ في التجارب أنواعٌ عديدةٌ من الأسماك والضفادع والزواحف والطُيُور والثدييات، وأمَّا الكائنات الوحيدة التي أثبتت مناعتها تجاه السُّمّ فهي بعضٌ من أفاعي الغرطر المألوف. وتعيشُ في بعض الأنحاء أنواعٌ من الأفاعي والسمندل معًا، وفي هذه الحالات نشأت عند الأفاعي مناعةٌ ضد السمّ بِالطفرات الوراثيَّة، فأصبحت تفترسُ السَّمادل دون هَوَادَة، لكن قد تنجرفُ هذه الكائنات إلى حالة تطور مشترك فتزيدُ السَّمادل من قوّة سمها بما يتوافقُ مع زيادة المناعة عند الأفاعي ويستمرُّ الاثنان بزيادة هجومهما أو دفاعهما على هذه الشاكلة. ولِبعض الضفادع والعلاجيم غددٌ سامَّة على رقبتها وتحت بثرات ظهرها، وعندما تتعرَّضُ لِهُجُومٍ تديرُ ظهرها أو رقبتها للمهاجم فتصدرُ رائحةً كريهةً أو أعراضاً سامَّة فيزائيًّا وعصبيًّا. وقد اكتشف العُلماء حتَّى الآن أكثر من 200 نوعٍ من السُّموم عند البرمائيَّات.

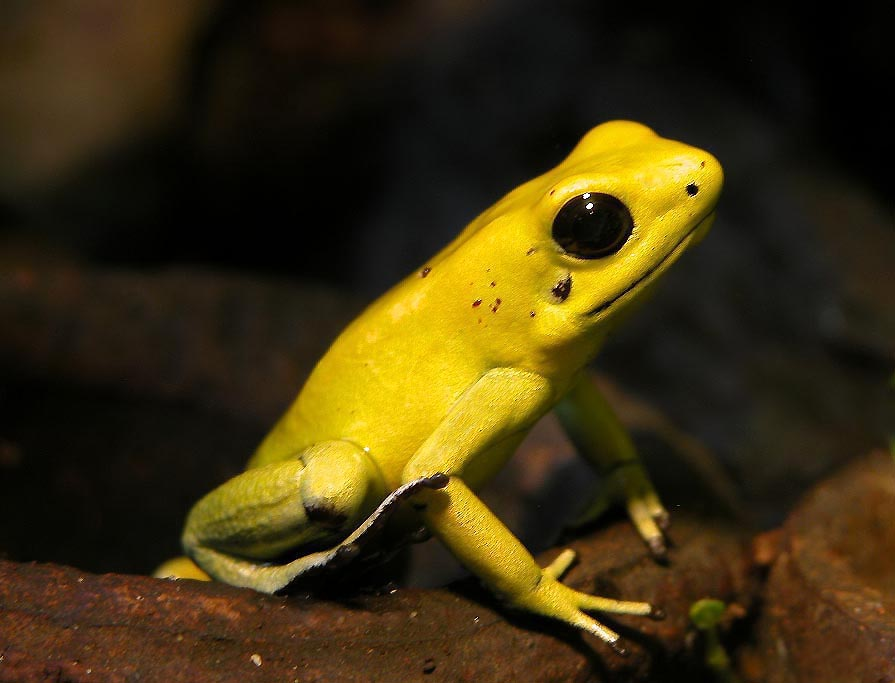
لعلَّ الضفدع الذهبيَّة السَّامَّة أكثرُ كائنٍ سامٍّ على وجه الأرض، وهي ضفدع متوطّنة في دولة كولومبيا (أي لا تعيشُ في غيرها).

من المُعتاد أن تتلوَّنَ البرمائيات السَّامَّة بِألوانٍ فاقعةٍ وزاهيةٍ تُحذِّرُ الكائنات المفترسة منها، وغالبًا ما يكون منها اللون الأسود ومعهُ الأحمر أو الأصفر، ومن أمثلة ذلك السَّمندر الناري (في الصورة). وإذا ما اقترب حيوانٌ مفترسٌ من هذه البرمائيات وأُصيبَ بسُمّها فمن المُرجَّح أن يتذكَّرها حين يرى ألوانها الفاقعة مرَّة أُخرى، فتُعطيها الألوان حصانةً مُستقبلية. ولِبعض البرمائيَّات ألوانٌ فاقعة على بطنها، مثل حال العُلجُوم ناريّ البطن، وتقفُ هذه البرمائيَّات في وضعيَّة دفاعيَّة حينما تتعرَّضُ لهجومٍ لتظهرَ ألوانها لِمُهاجمها. وبعضُ أنواع الضفادع ليس لها سمٌّ لكنَّ لها ألوانًا برَّاقةً تشبهُ ألوان البرمائيَّات السَّامة التي تعيشُ قريبًا منها، فتخدعُ الكائنات المُفترسة بِهذه الطريقة.

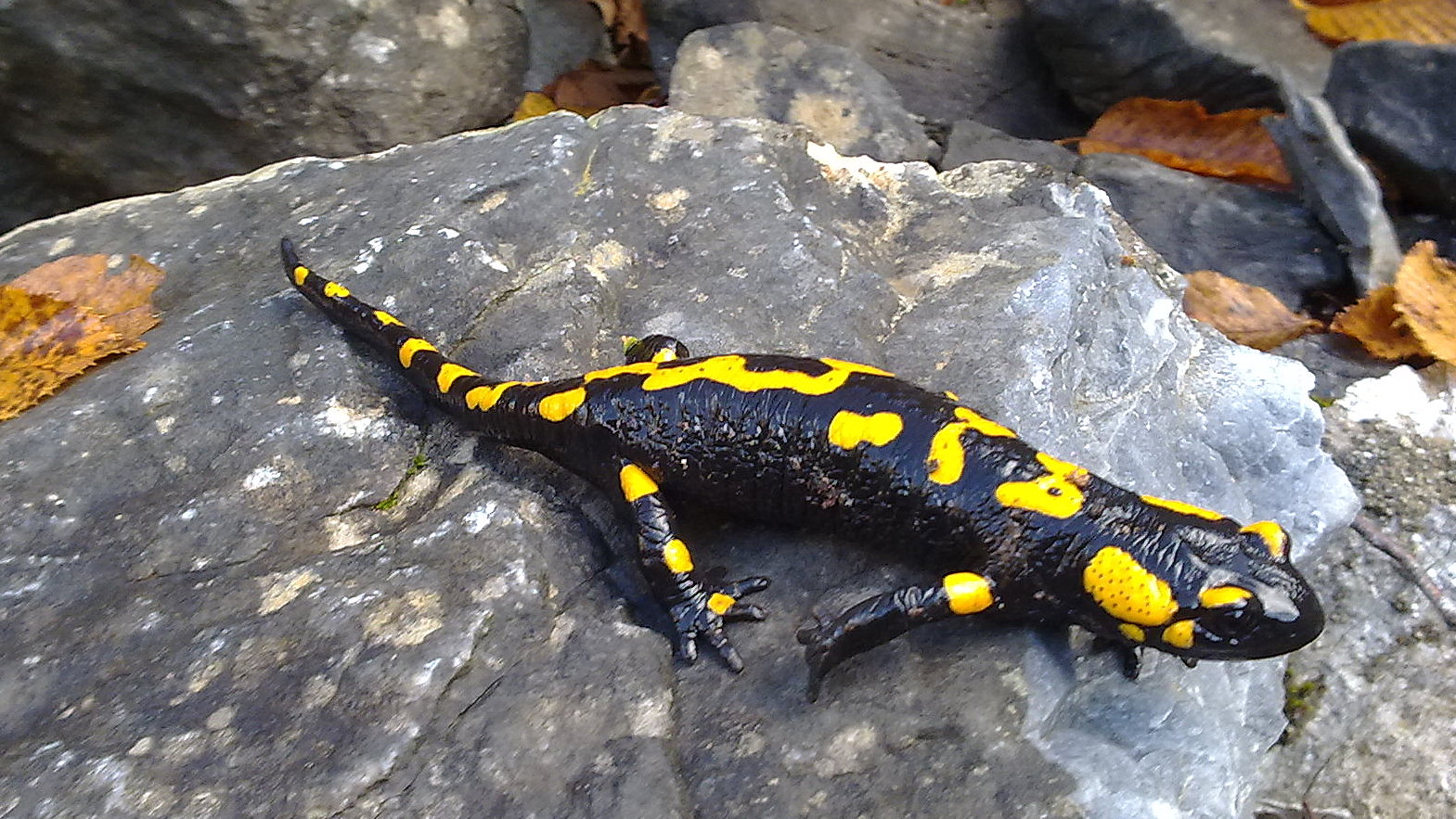
السَّمندر الناري حيوانٌ سامٌّ كما يظهرُ من ألوانه التي تُحذِّرُ المُفترسات من الاقتراب منه.

تنشطُ الكثير من أنواع البرمائيَّات ليلًا، فتقضي ساعات النهار مختفِّيةً هربًا من الحيوانات المُفترسة التي تصطادُ في ضوء الشمس. كما أنَّ من البرمائيَّات ما يلجأُ إلى التمويه في بيئتها الطبيعية، فمنها ما هو مُرقَّشٌ بِاللون البُني أو الرَّمادي أو الزيتوني لِتندمجَ مع الألوان المُحيطة بها. ومن السَّمادل أنواعٌ تقفُ في وضعية دفاعٍ حينما تقابلُ كائنًا مُفترسًا (ومن هذه المُفترسات الزبَّابات)، فتتقلَّبُ على الأرض وترفعُ ذيلها نحو المفترس لتكشفَ لهُ عن غُددها السامَّة، وتبترُ قلَّة من أنواع السَّمادل ذُيُولها ذاتيًّا لِإلهاء عدوّها ومُساعدتها على الهَرَبْ، إذ تكون لِذيلها عضلةٌ مُنقبضةٌ في موضعِ التقائه مع الجسد لينفصلَ بِسُهولة، وينمو الذيل مُجددًا فيما بعد، لكنَّه يستهلكُ قدرًا كبيرًا من الطاقة والغذاء لينمو مرَّة أخرى. وتنفخُ بعض الضفادع والعلاجيم نفسها لتظهر أكبر حجمًا، بل وتصرخُ بعضها وتقفزُ نحو مُهاجمها لِإخافته. ولِلسَّمادل العملاقة والضفادع القرناء المألوفة والضفدع صندوقيَّة الرأس أسنانٌ حادَّة لها أن تخترق جسد المهاجم حتى ينزفَ دمًا، ويستطيع السمندل أسود البطن عضَّ الأفاعي التي تُهاجمهُ في رأسها حتى ولو كانت أكبرَ منهُ حجماً بضعفين أو ثلاثة أضعاف، فينجحُ بالهرب منها في أحيانٍ كثيرة.

## الإدراك الذهني
تُظهرُ الدراسات على البرمائيات أنها قادرةٌ على التعلُّم بِالاعتياد وبِالمُصاحبة (أي بالرَّبْط بين تأثيرَيْن متصاحبَيْن) بالإشراط التقليدي والإشراط الاستثابي والقُدرة على التمييز. وأُجريت، على سبيل المثال، تجربة على نوعٍ من السمندل قُدِّمَت إليه فيها ذُبابات فاكهةٍ على قيد الحياة من نوع دروسوفيلا لِيتناولها، فاختار السمندل الطَّبَق الذي فيه ذباباتٌ أكثرُ عددًا، أي الذي فيه ذُبابتان بدلَ ذبابةٍ أو ثلاث بدلَ ذبابتَيْن. وتستطيع الضفادع كذلك التمييز بين الأرقام القليلة، فتُميِّزُ بين الاثنين والثلاثة، وبين ثلاثة أشياء وستة أشياء أو بين أربعة أشياء وثمانية أشياء، لكنَّها لا تلاحظُ الفروقات الصغيرة (مثل الفرق بين الثلاثة والأربعة، كأربع ذُبابات أو ثلاث ذبابات). واقتصرت الدراسة في استخلاص هذه النتائج على مقارنات عددية بحتة، أي بدون أخذ الحجم والوزن بعين الاعتبار.

## الانحفاظ

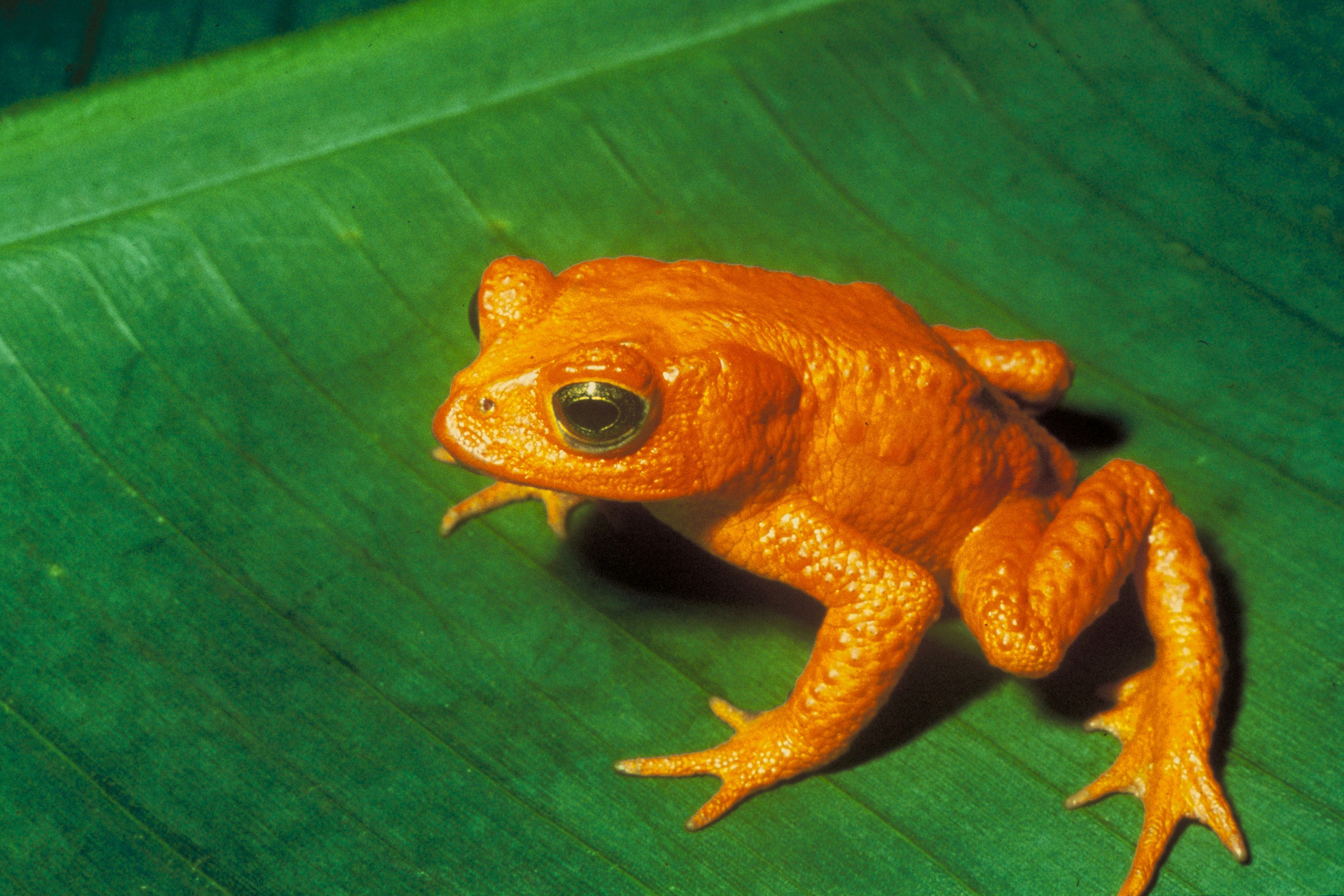
العُلجُوم الذهبي نوعٌ منقرضٌ من البرمائيَّات، شوهد لآخر مرة سنة 1989.

تنبَّه العُلماء منذ ثمانينيَّات القرن العشرين إلى تناقص هائل في عدد البرمائيات وانقراضها إقليميًّا في أنحاءٍ شتّى حول العالم أجمَعْ، ولذا تعتبر البرمائيَّات في الوقت الحاضر من أكثر فئات التنوع الحيوي المُهدَّدة على الأرض. وأصدر الاتحاد العالمي للحفاظ على الطبيعة في سنة 2006 تقريراً يشيرُ إلى أن الطيور والثدييات والبرمائيات تنقرضُ حاليًّا بسرعة أعلى بِثمانيةٍ وأربعين ضعفًا على الأقلّ من مُعدَّل انقراضها الطبيعي، بل ورُبَّما أسرع بما يصل إلى 1,024 ضعفًا. قُدِّر عدد أنواع البرمائيات التي تحتاج للماء في تكاثرها بـ4,035 نوعًا عالميًّا في سنة 2006، وكان منها 1,356 نوعًا مُهددًا بالانقراض (أي 33.6% من المجموع)، بل ولعلَّ هذا تقديرٌ ناقصٌ لأن 1,427 نوعًا استثني من التقييم لقلَّة المعلومات عنها. ويُنسبُ العُلماء هذه الحال إلى مُسبِّبات عِدَّة منها تدمير البيئة الطبيعية وتغييرها وفرط الاستغلال للموارد البيئيَّة والتلوث واستقدام الكائنات الضارَّة والاحتباس الحراري ومسببات اضطراب الغدد الصماء وثقب طبقة الأوزون، خُصوصًا وأنَّ ضرر الأشعة فوق البنفسجية على جلد وبصر وبيوض البرمائيات أثبتَ بدراساتٍ عِدَّة، وكذلك بسبب الأمراض، على أنَّ الكثير من هذه الأسباب ما زالت موضع بحثٍ ودراسةٍ ولم يُلِمَّ العلماء بتفاصيلها بَعْد.

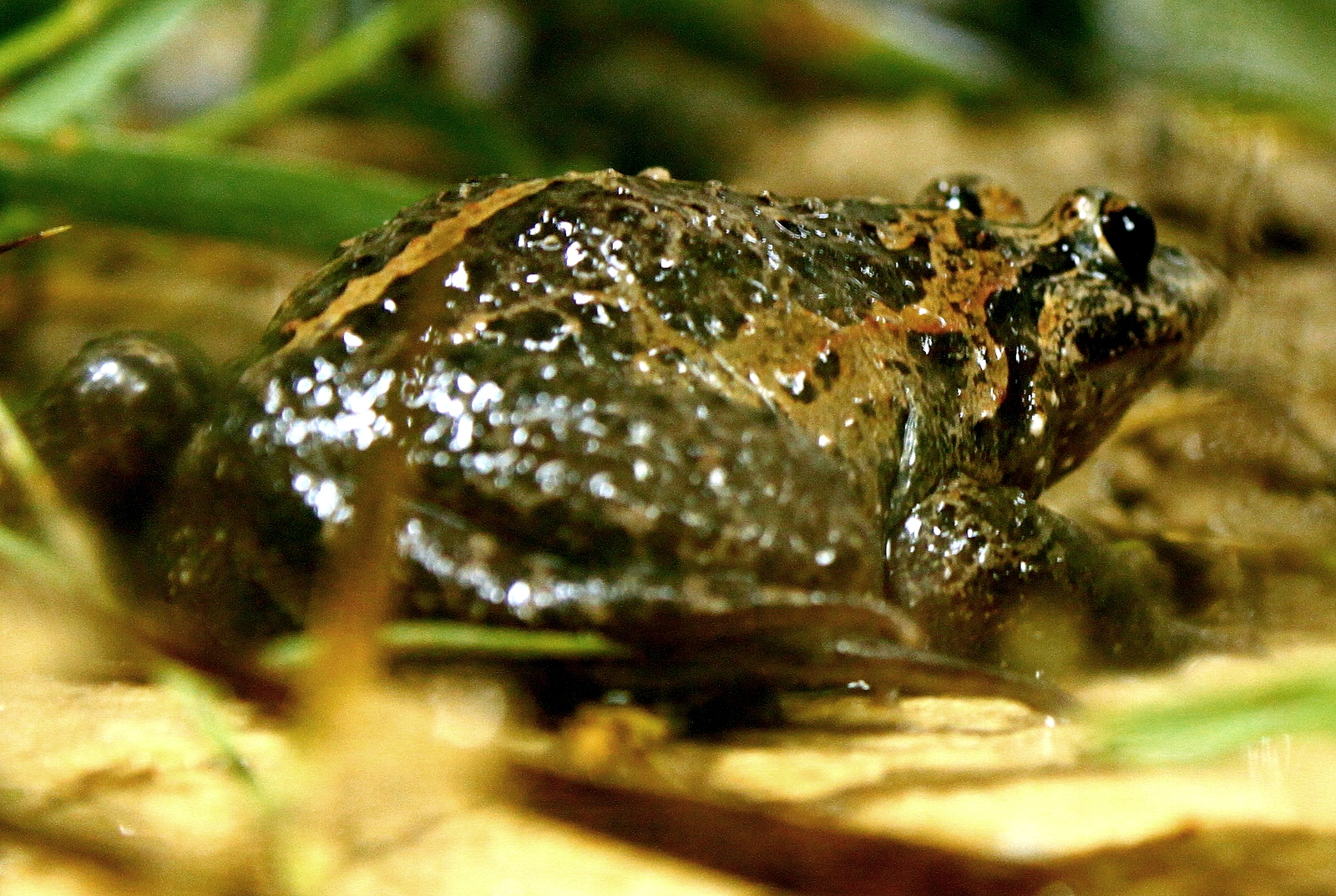
ظنَّ العُلماء أن ضفدع الحولة المُزوَّقة منقرضٌة حتى أعيدَ اكتشافها في سنة 2011 في سهل الحولة ببلاد الشام.

يحتاجُ تكاثر البرمائيَّات لِمُتطلَّبات كثيرة ولجلدها النفَّاذ حساسية عالية تجاه بيئتها، ولهذا تعتبرُ البرمائيات علامةً على صحّة النظام البيئي وتأثّره بالنشاط الإنساني، وهي تُمثِّلُ جُلَّ الكُتلة الحيويَّة لِلفقاريَّات في الكثير من بيئات الأرض على اليابسة. ويُؤثّر أي تناقصٍ في عددها على سائر الكائنات الحية الأخرى في بيئتها، إذ يقلّ الطعام المتوفر للواحم حينها، فتخسرُ اللواحم العُليا في السلسلة الغذائيَّة مصدر طعامها ويعودُ ذلك بتداعياتٍ على النظام البيئي الهشّ بِأكمله، إذ تزيدُ أعداد العواشب والكائنات الانتهازيَّة فتستنزفُ مصادر الغذاء. وعلى سبيل المثال، ازداد الطلب في بعض بلاد الشرق الأوسط على صيد الضفادع لتناول أرجلها في بعض الفترات، ممَّا أدى إلى ارتفاع أعداد البعوضيَّات التي كانت الضفادع تأكلها سابقًا، كما أن أفعى الغرطر الأنيق الغربي في كاليفورنيا مُهدّدة لأنها تعيشُ في الماء وتعتمدُ في غذائها على تناول أنواعٍ من الضفادع (هما علجوم يوسيميتي والضفدع الجبليَّة صفراء الأقدام، فكُلَّما تناقص عدد هذه الضفادع يتناقصُ غذاء الأفاعي، وإذا ما تناقصَ عدد الأفاعي تتناقصُ الطيور الجارحة التي تفترس هذه الأفاعي، كما أن تناقصَ عدد البرمائيات يؤدي إلى تناقص شراغيفها في البُحيرت والبِرَك، وتساهمُ هذه الشراغيف عادةً بالحدّ من كمية الطحالب والحتات الذي يتراكمُ في قيعان البِرَك، فإذا تناقصت الشراغيف تزدادُ الطحالب وتسحبُ كميات كبيرةً من الأكسجين من الماء، وربّما تموت حينئذٍ الأسماك والفقاريات الأخرى في الماء من نقص الأكسجين فينهار النظام البيئي أو يتلقّى تبعاتٍ كارثيَّة.
وُضِعَت في سنة 2005 خطة إستراتيجية عالمية لتلافي هذه الكارثة البيئية اسمُها «خطة الحِفْاظ على البرمائيات» (بِالإنگليزيَّة: Amphibian Conservation Action Plan)، وساهم في وضعها أكثر من ثمانين خبيرٍ بالحياة البرية، وفيها تفصيلاتٌ كثيرةٌ عن الإجراءات اللازمة لإنقاذ أنواع البرمائيات من الانقراض أو تناقص أعدادها، مع كافَّة التكاليف المطلوبة لتنفيذ هذه الخُطَّة على مرِّ خمس سنوات، وتعملُ لجنة البرمائيات الاختصاصية في الاتحاد العالمي للحفاظ على الطبيعة على تطبيق هذه الخُطَّة واستراتيجية عالمية لحماية البرمائيات. كما وأن منظَّمة اسمها «أمفيبيان أرك» (بِالإنگليزيَّة: Amphibian Ark) تعملُ على حُطَّة لحِفْظ وحماية البرمائيات خارج بيئتها الطبيعية، وهي تتعاونُ في ذلك مع حدائق حيوانٍ ومعارض مائيَّة في شتّى أنحاء العالم لاحتواء أنواع البرمائيات المهدّدة بالانقراض، ومن هذه المشروعات «مشروع إنقاذ وحِفْظ برمائيات پنما» الذي يحاولُ حماية البرمائيات في دولة پنما من بعض الأوبئة والأمراض التي تُهدِّدها.

### بِلُغاتٍ أجنبيَّة
1. ↑  David C. Blackburn; David B. Wake (23 Dec 2011). "Class Amphibia Gray, 1825" (PDF). Animal Biodiversity: An Outline of Higher-level Classification and Survey of Taxonomic Richness (بالإنجليزية). 3148 (1): 39–55. ISBN:978-1-86977-849-1. QID:Q19978589.
2. ↑  John Edward Gray (12 Jul 1825). "A Synopsis of the Genera of Reptiles and Amphibia, with a Description of some new Species". Annals of Philosophy (بالإنجليزية). n.s., vol. 10: 213. ISSN:0365-4915. QID:Q90283859. {{استشهاد بدورية محكمة}}: |volume= يحوي نصًّا زائدًا (help)
3. 1 2  Blackburn, D. C.؛ Wake, D. B. (2011). "Class Amphibia Gray, 1825. In: Zhang, Z.-Q. (Ed.) Animal biodiversity: An outline of higher-level classification and survey of taxonomic richness" (PDF). Zootaxa. ج. 3148: 39–55. DOI:10.11646/zootaxa.3148.1.8. مؤرشف من الأصل (PDF) في 2019-07-25.
4. ↑  Baird, Donald (مايو 1965). "Paleozoic lepospondyl amphibians". Integrative and Comparative Biology. ج. 5 ع. 2: 287–294. DOI:10.1093/icb/5.2.287. مؤرشف من الأصل في 2022-06-30.
5. ↑  Frost, Darrel (2013). "American Museum of Natural History: Amphibian Species of the World 5.6, an Online Reference". The American Museum of Natural History. مؤرشف من الأصل في 2020-02-20. اطلع عليه بتاريخ 2013-10-24.
6. ↑  "AmphibiaWeb Species List". AmphibiaWeb. جامعة كاليفورنيا (بركلي). 20 يونيو 2020. مؤرشف من الأصل في 2019-11-25. اطلع عليه بتاريخ 2020-06-20.
7. 1 2  Crump, Martha L. (2009). "Amphibian diversity and life history" (PDF). Amphibian Ecology and Conservation. A Handbook of Techniques: 3–20. مؤرشف من الأصل (PDF) في July 15, 2011. اطلع عليه بتاريخ أغسطس 2020. {{استشهاد بدورية محكمة}}: تحقق من التاريخ في: |تاريخ الوصول= (مساعدة)
8. ↑  Speer, B. W.؛ Waggoner, Ben (1995). "Amphibia: Systematics". University of California Museum of Paleontology. مؤرشف من الأصل في 2020-06-20. اطلع عليه بتاريخ 2012-12-13.
9. ↑  Anderson, J.؛ Reisz, R.؛ Scott, D.؛ Fröbisch, N.؛ Sumida, S. (2008). "A stem batrachian from the Early Permian of Texas and the origin of frogs and salamanders". Nature. ج. 453 ع. 7194: 515–518. Bibcode:2008Natur.453..515A. DOI:10.1038/nature06865. PMID:18497824. مؤرشف من الأصل في 2017-12-17.
10. ↑  Roček، Z. (2000). "14. Mesozoic Amphibians" (PDF). في Heatwole، H.؛ Carroll، R. L. (المحررون). Amphibian Biology: Paleontology: The Evolutionary History of Amphibians. Surrey Beatty & Sons. ج. 4. ص. 1295–1331. ISBN:978-0-949324-87-0.
11. ↑  Jenkins, Farish A. Jr.؛ Walsh, Denis M.؛ Carroll, Robert L. (2007). "Anatomy of Eocaecilia micropodia, a limbed caecilian of the Early Jurassic". Bulletin of the Museum of Comparative Zoology. ج. 158 ع. 6: 285–365. DOI:10.3099/0027-4100(2007)158[285:AOEMAL]2.0.CO;2.
12. ↑  Gaoa, Ke-Qin؛ Shubin, Neil H. (2012). "Late Jurassic salamandroid from western Liaoning, China". Proceedings of the National Academy of Sciences of the United States of America. ج. 109 ع. 15: 5767–5772. Bibcode:2012PNAS..109.5767G. DOI:10.1073/pnas.1009828109. PMC:3326464. PMID:22411790.
13. ↑  Cannatella, David (2008). "Salientia". Tree of Life Web Project. مؤرشف من الأصل في 2019-11-30. اطلع عليه بتاريخ 2012-08-31.
14. 1 2 3  "Evolution of amphibians". University of Waikato: Plant and animal evolution. مؤرشف من الأصل في 2020-06-14. اطلع عليه بتاريخ 2012-09-30.
15. 1 2 3  Carroll، Robert L. (1977). Hallam, Anthony (المحرر). Patterns of Evolution, as Illustrated by the Fossil Record. Elsevier. ص. 405–420. ISBN:978-0-444-41142-6. مؤرشف من الأصل في 2019-12-19.
16. ↑  Lombard, R. E.؛ Bolt, J. R. (1979). "Evolution of the tetrapod ear: an analysis and reinterpretation". Biological Journal of the Linnean Society. ج. 11 ع. 1: 19–76. DOI:10.1111/j.1095-8312.1979.tb00027.x. مؤرشف من الأصل في 2018-10-04.
17. 1 2  Spoczynska، J. O. I. (1971). Fossils: A Study in Evolution. Frederick Muller Ltd. ص. 120–125. ISBN:978-0-584-10093-8. مؤرشف من الأصل في 2022-06-28.
18. ↑  Clack, Jennifer A. (2006). "Ichthyostega". Tree of Life Web Project. مؤرشف من الأصل في 2020-06-14. اطلع عليه بتاريخ 2012-09-29.
19. ↑  Sahney, S.؛ Benton, M.J.؛ Ferry, P.A. (2010). "Links between global taxonomic diversity, ecological diversity and the expansion of vertebrates on land". Biology Letters. ج. 6 ع. 4: 544–547. DOI:10.1098/rsbl.2009.1024. PMC:2936204. PMID:20106856.
20. ↑  Sahney, S.؛ Benton, M.J. (2008). "Recovery from the most profound mass extinction of all time". Proceedings of the Royal Society B: Biological Sciences. ج. 275 ع. 1636: 759–65. DOI:10.1098/rspb.2007.1370. PMC:2596898. PMID:18198148.
21. ↑  San Mauro، D. (2010). "A multilocus timescale for the origin of extant amphibians". Molecular Phylogenetics and Evolution. ج. 56 ع. 2: 554–561. DOI:10.1016/j.ympev.2010.04.019. PMID:20399871. مؤرشف من الأصل في 2019-12-12.
22. 1 2  San Mauro, Diego؛ Vences, Miguel؛ Alcobendas, Marina؛ Zardoya, Rafael؛ Meyer, Axel (2005). "Initial diversification of living amphibians predated the breakup of Pangaea". The American Naturalist. ج. 165 ع. 5: 590–599. DOI:10.1086/429523. PMID:15795855. مؤرشف من الأصل في 2017-02-07.
23. ↑  Anderson, J.؛ Reisz, R.؛ Scott, D.؛ Fröbisch, N.؛ Sumida, S. (2008). "A stem batrachian from the Early Permian of Texas and the origin of frogs and salamanders". Nature. ج. 453 ع. 7194: 515–518. Bibcode:2008Natur.453..515A. DOI:10.1038/nature06865. PMID:18497824. مؤرشف من الأصل في 2020-06-28.
24. ↑  Tiny fossils reveal backstory of the most mysterious amphibian alive نسخة محفوظة 2019-11-05 على موقع واي باك مشين.
25. 1 2 3 4  Dorit, Walker & Barnes 1991، صفحات 843–859.
26. ↑  Laurin, Michel (2011). "Terrestrial Vertebrates". Tree of Life Web Project. مؤرشف من الأصل في 2020-06-08. اطلع عليه بتاريخ 2012-09-16.
27. ↑  Laurin, Michel؛ Gauthier, Jacques A. (2012). "Amniota". Tree of Life Web Project. مؤرشف من الأصل في 2020-06-01. اطلع عليه بتاريخ 2012-09-16.
28. ↑  Sumich، James L.؛ Morrissey, John F. (2004). Introduction to the Biology of Marine Life. Jones & Bartlett Learning. ص. 171. ISBN:978-0-7637-3313-1. مؤرشف من الأصل في 2020-06-23.
29. ↑  Brad Shaffer; Oscar Flores-Villela; Gabriela Parra-Olea; David Wake (2004). "Ambystoma andersoni". IUCN Red List of Threatened Species. Version 2013.2. International Union for Conservation of Nature
30. ↑  The Ecology and Behavior of Amphibians نسخة محفوظة 2020-06-25 على موقع واي باك مشين.
31. ↑  Biological Scaling Problems and Solutions in Amphibians - NCBI نسخة محفوظة 25 يونيو 2020 على موقع واي باك مشين.
32. ↑  Rittmeyer، Eric N.؛ Allison، Allen؛ Gründler، Michael C.؛ Thompson، Derrick K.؛ Austin، Christopher C. (2012). "Ecological guild evolution and the discovery of the world's smallest vertebrate". PLOS ONE. ج. 7 ع. 1: e29797. Bibcode:2012PLoSO...729797R. DOI:10.1371/journal.pone.0029797. PMC:3256195. PMID:22253785.{{استشهاد بدورية محكمة}}:  صيانة الاستشهاد: دوي مجاني غير معلم (link)
33. 1 2  Nguyen, Brent؛ Cavagnaro, John (يوليو 2012). "Amphibian Facts". AmphibiaWeb. مؤرشف من الأصل في 2020-06-25. اطلع عليه بتاريخ 2012-11-09.
34. ↑  Price, L. I. (1948). "Um anfibio Labirinthodonte da formacao Pedra de Fogo, Estado do Maranhao". Boletim. Ministerio da Agricultura, Departamento Nacional da Producao ineral Divisao de Geologia e Mineralogia. ج. 24: 7–32.
35. ↑  Stebbins & Cohen 1995، صفحات 24–25.
36. 1 2  Stebbins & Cohen 1995، صفحة 3.
37. ↑  Cannatella, David؛ Graybeal, Anna (2008). "Bufonidae, True Toads". Tree of Life Web Project. مؤرشف من الأصل في 2020-06-14. اطلع عليه بتاريخ 2012-12-01.
38. ↑  "Frog fun facts". American Museum of Natural History. 12 يناير 2010. مؤرشف من الأصل في 2015-09-07. اطلع عليه بتاريخ 2012-08-29.
39. ↑  Challenger, David (يناير 12, 2012). "World's smallest frog discovered in Papua New Guinea". CNN. مؤرشف من الأصل في أبريل 20, 2012. اطلع عليه بتاريخ أغسطس 29, 2012.
40. 1 2 3 4 5 6 7  Arnold، Nicholas؛ Ovenden، Denys (2002). Reptiles and Amphibians of Britain and Europe. Harper Collins Publishers. ص. 13–18. ISBN:978-0-00-219318-4.
41. ↑  Faivovich، J.؛ Haddad, C. F. B.؛ Garcia, P. C. A.؛ Frost, D. R.؛ Campbell, J. A.؛ Wheeler, W. C. (2005). "Systematic review of the frog family Hylidae, with special reference to Hylinae: Phylogenetic analysis and revision". Bulletin of the American Museum of Natural History. ج. 294: 1–240. CiteSeerX:10.1.1.470.2967. DOI:10.1206/0003-0090(2005)294[0001:SROTFF]2.0.CO;2.
42. 1 2  Ford، L. S.؛ Cannatella, D. C. (1993). "The major clades of frogs". Herpetological Monographs. ج. 7: 94–117. DOI:10.2307/1466954. JSTOR:1466954. مؤرشف من الأصل في 28 يونيو 2020. اطلع عليه بتاريخ أكتوبر 2020. {{استشهاد بدورية محكمة}}: تحقق من التاريخ في: |تاريخ الوصول= (مساعدة)
43. ↑  San Mauro، Diego؛ Vences, Miguel؛ Alcobendas, Marina؛ Zardoya, Rafael؛ Meyer, Axel (2005). "Initial diversification of living amphibians predated the breakup of Pangaea". American Naturalist. ج. 165 ع. 5: 590–599. DOI:10.1086/429523. PMID:15795855. مؤرشف من الأصل في 2017-02-07.
44. ↑  Baum, David (2008). "Trait Evolution on a Phylogenetic Tree: Relatedness, Similarity, and the Myth of Evolutionary Advancement". Nature Education. مؤرشف من الأصل في 2019-04-06. اطلع عليه بتاريخ 2012-12-01.
45. ↑  Sparreboom, Max (7 فبراير 2000). "Andrias davidianus Chinese giant salamander". AmphibiaWeb. مؤرشف من الأصل في 2019-12-18. اطلع عليه بتاريخ 2012-12-01.
46. ↑  Frost, Darrel R. (2015). "Thorius pennatulus Cope, 1869". Amphibian Species of the World: an Online Reference. Version 6.0. American Museum of Natural History. مؤرشف من الأصل في 2016-03-04. اطلع عليه بتاريخ 2015-07-13.
47. ↑  Wake, David B. (8 نوفمبر 2000). "Thorius pennatulus". AmphibiaWeb. مؤرشف من الأصل في 2020-06-14. اطلع عليه بتاريخ 2012-08-25.
48. ↑  Elmer، K. R.؛ Bonett، R. M.؛ Wake، D. B.؛ Lougheed، S. C. (4 مارس 2013). "Early Miocene origin and cryptic diversification of South American salamanders". BMC Evolutionary Biology. ج. 13 ع. 1: 59. DOI:10.1186/1471-2148-13-59. PMC:3602097. PMID:23497060.{{استشهاد بدورية محكمة}}:  صيانة الاستشهاد: دوي مجاني غير معلم (link)
49. ↑  Larson، A.؛ Dimmick، W. (1993). "Phylogenetic relationships of the salamander families: an analysis of the congruence among morphological and molecular characters". Herpetological Monographs. ج. 7 ع. 7: 77–93. DOI:10.2307/1466953. JSTOR:1466953.
50. ↑  Dorit, Walker & Barnes 1991، صفحة 852.
51. ↑  Heying, Heather (2003). "Cryptobranchidae". Animal Diversity Web. University of Michigan. مؤرشف من الأصل في 2020-06-14. اطلع عليه بتاريخ 2012-08-25.
52. 1 2  Mayasich, J.؛ Grandmaison, D.؛ Phillips, C. (1 يونيو 2003). "Eastern Hellbender Status Assessment Report" (PDF). U.S. Fish and Wildlife Service. مؤرشف من الأصل (PDF) في 2020-06-14. اطلع عليه بتاريخ 2012-08-25.
53. 1 2 3  {Wake, David B. "Caudata". Encyclopædia Britannica. مؤرشف من الأصل في 2019-12-30. اطلع عليه بتاريخ 2012-08-25.
54. ↑  Cogger, H. G. (1998). Zweifel, R. G (المحرر). Encyclopedia of Reptiles and Amphibians. Academic Press. ص. 69–70. ISBN:978-0-12-178560-4. مؤرشف من الأصل في 2022-03-08.
55. ↑  Stebbins & Cohen 1995، صفحة 4.
56. ↑  Dorit, Walker & Barnes 1991، صفحة 858.
57. ↑  Duellman, William E. "Gymnophiona". Encyclopædia Britannica. مؤرشف من الأصل في 2015-04-29. اطلع عليه بتاريخ 2012-09-30.
58. ↑  Zylberberg, Louise؛ Wake, Marvalee H. (1990). "Structure of the scales of Dermophis and Microcaecilia (Amphibia: Gymnophiona), and a comparison to dermal ossifications of other vertebrates". Journal of Morphology. ج. 206 ع. 1: 25–43. DOI:10.1002/jmor.1052060104. PMID:29865751. مؤرشف من الأصل في 2017-12-16.
59. ↑  Biodiversity Institute of Ontario; Hebert, Paul D. N. (12 أكتوبر 2008). "Amphibian morphology and reproduction". مؤرشف من الأصل في 2013-05-23. اطلع عليه بتاريخ 2012-08-15.
60. ↑  Stebbins & Cohen 1995، صفحات 10–11.
61. ↑  Spearman، R. I. C. (1973). The Integument: A Textbook of Skin Biology. Cambridge University Press. ص. 81. ISBN:978-0-521-20048-6. مؤرشف من الأصل في 2020-07-05. Amphibian skin colour.
62. 1 2 3 4  Dorit, Walker & Barnes 1991، صفحة 846.
63. 1 2 3  Stebbins & Cohen 1995، صفحات 26–36.
64. 1 2  Beneski, John T. Jr. (سبتمبر 1989). "Adaptive significance of tail autotomy in the salamander, Ensatina". Journal of Herpetology. ج. 23 ع. 3: 322–324. DOI:10.2307/1564465. JSTOR:1564465.
65. ↑  Dorit, Walker & Barnes 1991، صفحة 306.
66. ↑  Stebbins & Cohen 1995، صفحة 100.
67. ↑  Electroreception. Bullock, Theodore Holmes. New York: Springer. 2005. ISBN:978-0387231921. OCLC:77005918.{{استشهاد بكتاب}}:  صيانة الاستشهاد: آخرون (link)
68. ↑  Stebbins & Cohen 1995، صفحة 69.
69. 1 2  Duellman, William E.؛ Zug, George R. (2012). "Amphibian". Encyclopædia Britannica Online. Encyclopædia Britannica. مؤرشف من الأصل في 2015-06-09. اطلع عليه بتاريخ 2012-03-27.
70. 1 2 3  Dorit, Walker & Barnes 1991، صفحة 847.
71. ↑  Stebbins & Cohen 1995، صفحة 66.
72. ↑  Dorit, Walker & Barnes 1991، صفحة 849.
73. ↑  Brainerd، E. L. (1999). "New perspectives on the evolution of lung ventilation mechanisms in vertebrates". Experimental Biology Online. ج. 4 ع. 2: 1–28. DOI:10.1007/s00898-999-0002-1.
74. ↑  Brainerd, E. L. (1999). New perspectives on the evolution of lung ventilation mechanisms in vertebrates. Experimental Biology Online 4, 11-28. نسخة محفوظة 2017-08-12 على موقع واي باك مشين.
75. ↑  Hopkins Gareth R.؛ Brodie Edmund D., Jr (2015). "Occurrence of Amphibians in Saline Habitats: A Review and Evolutionary Perspective". Herpetological Monographs. ج. 29 ع. 1: 1–27. DOI:10.1655/HERPMONOGRAPHS-D-14-00006.
76. ↑  Natchev, Nikolay؛ Tzankov, Nikolay؛ Geme, Richard (2011). "Green frog invasion in the Black Sea: habitat ecology of the Pelophylax esculentus complex (Anura, Amphibia) population in the region of Shablenska Тuzla lagoon in Bulgaria" (PDF). Herpetology Notes. ج. 4: 347–351. مؤرشف من الأصل (PDF) في 2015-09-24. اطلع عليه بتاريخ 2020-07-12.
77. ↑  Hogan, C. Michael (يوليو 31, 2010). "Abiotic factor". National Council for Science and the Environment. مؤرشف من الأصل في June 8, 2013. اطلع عليه بتاريخ September 30, 2012.
78. ↑  Stebbins & Cohen 1995، صفحات 140–141.
79. 1 2  Duellman، Willia E.؛ Trueb, Linda (1994). Biology of Amphibians. JHU Press. ص. 77–79. ISBN:978-0-8018-4780-6. مؤرشف من الأصل في 2019-12-21.
80. 1 2  Stebbins & Cohen 1995، صفحات 154–162.
81. ↑  Adams, Michael J.؛ Pearl, Christopher A. (2005). "Ascaphus truei". AmphibiaWeb. مؤرشف من الأصل في 2020-06-14. اطلع عليه بتاريخ 2012-11-23.
82. ↑  Romano، Antonio؛ Bruni, Giacomo (2011). "Courtship behaviour, mating season and male sexual interference in Salamandrina perspicillata". Amphibia-Reptilia. ج. 32 ع. 1: 63–76. DOI:10.1163/017353710X541878.
83. ↑  Adams، Erika M.؛ Jones, A. G.؛ Arnold, S. J. (2005). "Multiple paternity in a natural population of a salamander with long-term sperm storage". Molecular Ecology. ج. 14 ع. 6: 1803–1810. DOI:10.1111/j.1365-294X.2005.02539.x. PMID:15836651. مؤرشف من الأصل في 2018-10-04.
84. ↑  Kikuyama، Sakae؛ Kawamura، Kousuke؛ Tanaka، Shigeyasu؛ Yamamoto، Kakutoshi (1993). "Aspects of amphibian metamorphosis: Hormonal control". International Review of Cytology: A Survey of Cell Biology. Academic Press. ص. 105–126. ISBN:978-0-12-364548-7.
85. ↑  Newman, Robert A. (1992). "Adaptive plasticity in amphibian metamorphosis". BioScience. ج. 42 ع. 9: 671–678. DOI:10.2307/1312173. JSTOR:1312173.
86. ↑  Gilbert, Perry W. (1942). "Observations on the eggs of Ambystoma maculatum with especial reference to the green algae found within the egg envelopes". Ecology. ج. 23 ع. 2: 215–227. DOI:10.2307/1931088. JSTOR:1931088.
87. ↑  Waldman, Bruce؛ Ryan, Michael J. (1983). "Thermal advantages of communal egg mass deposition in wood frogs (Rana sylvatica)". Journal of Herpetology. ج. 17 ع. 1: 70–72. DOI:10.2307/1563783. JSTOR:1563783. مؤرشف من الأصل في 2018-11-06.
88. ↑  Meshaka, Walter E. Jr. "Eleutherodactylus planirostris". AmphibiaWeb. مؤرشف من الأصل في 2020-07-20. اطلع عليه بتاريخ 2012-12-12.
89. ↑  Dalgetty, Laura؛ Kennedy, Malcolm W. (2010). "Building a home from foam: túngara frog foam nest architecture and three-phase construction process". Biology Letters. ج. 6 ع. 3: 293–296. DOI:10.1098/rsbl.2009.0934. PMC:2880057. PMID:20106853.
90. ↑  "Proteins of frog foam nests". School of Life Sciences, University of Glasgow. مؤرشف من الأصل في 2020-06-14. اطلع عليه بتاريخ 2012-08-24.
91. ↑  Stebbins & Cohen 1995، صفحات 6–9.
92. ↑  Janzen, Peter (10 مايو 2005). "Nannophrys ceylonensis". AmphibiaWeb. مؤرشف من الأصل في 2020-06-14. اطلع عليه بتاريخ 2012-07-20.
93. ↑  Duellman, W. E.؛ Zug, G. R. "Anura: From tadpole to adult". Encyclopædia Britannica Online. مؤرشف من الأصل في 2008-06-07. اطلع عليه بتاريخ 2012-07-13.
94. ↑  Stebbins & Cohen 1995، صفحات 179–181.
95. ↑  Venturi, Sebastiano (2011). "Evolutionary Significance of Iodine". Current Chemical Biology. ج. 5 ع. 3: 155–162. DOI:10.2174/187231311796765012. ISSN:1872-3136. مؤرشف من الأصل في 2019-12-09.
96. ↑  Venturi, Sebastiano (2014). "Iodine, PUFAs and Iodolipids in Health and Disease: An Evolutionary Perspective". Human Evolution-. ج. 29 ع. 1–3: 185–205. ISSN:0393-9375.
97. 1 2 3  Duellman, William E.؛ Zug, George R. (2012). "Anura". Encyclopædia Britannica Online. Encyclopædia Britannica. مؤرشف من الأصل في 2020-05-29. اطلع عليه بتاريخ 2012-03-26.
98. ↑  Crump, Martha L. (1986). "Cannibalism by younger tadpoles: another hazard of metamorphosis". Copeia. ج. 1986 ع. 4: 1007–1009. DOI:10.2307/1445301. JSTOR:1445301.
99. ↑  Valentine, Barry D.؛ Dennis, David M. (1964). "A comparison of the gill-arch system and fins of three genera of larval salamanders, Rhyacotriton, Gyrinophilus, and Ambystoma". Copeia. ج. 1964 ع. 1: 196–201. DOI:10.2307/1440850. JSTOR:1440850.
100. ↑  Shaffer, H. Bradley (2005). "Ambystoma gracile". AmphibiaWeb. مؤرشف من الأصل في 2019-12-09. اطلع عليه بتاريخ 2012-11-21.
101. ↑  Kiyonaga, Robin R. "Metamorphosis vs. neoteny (paedomorphosis) in salamanders (Caudata)". مؤرشف من الأصل في 2019-12-11. اطلع عليه بتاريخ 2012-11-21.
102. ↑  Duellman، William E.؛ Trueb, Linda (1994). Biology of Amphibians. JHU Press. ص. 191–192. ISBN:978-0-8018-4780-6. مؤرشف من الأصل في 2019-12-20.
103. ↑  Stebbins & Cohen 1995، صفحة 196.
104. ↑  Shaffer, H. Bradley؛ Austin, C. C.؛ Huey, R. B. (1991). "The consequences of metamorphosis on salamander (Ambystoma) locomotor performance" (PDF). Physiological Zoology. ج. 64 ع. 1: 212–231. DOI:10.1086/physzool.64.1.30158520. JSTOR:30158520. مؤرشف من الأصل في 2020-02-10.
105. ↑  Wake, David B. (2012). "Caudata". Encyclopædia Britannica Online. Encyclopædia Britannica. مؤرشف من الأصل في 2019-12-30. اطلع عليه بتاريخ 2012-03-26.
106. ↑  Breckenridge, W. R.؛ Nathanael, S.؛ Pereira, L. (1987). "Some aspects of the biology and development of Ichthyophis glutinosus". Journal of Zoology. ج. 211 ع. 3: 437–449. DOI:10.1111/jzo.1987.211.3.437.
107. ↑  Wake, Marvalee H. (1977). "Fetal maintenance and its evolutionary significance in the Amphibia: Gymnophiona". Journal of Herpetology. ج. 11 ع. 4: 379–386. DOI:10.2307/1562719. JSTOR:1562719. مؤرشف من الأصل في 2020-07-25.
108. ↑  Duellman, William E. (2012). "Gymnophiona". Encyclopædia Britannica Online. Encyclopædia Britannica. مؤرشف من الأصل في 2015-04-29. اطلع عليه بتاريخ 2012-03-26.
109. ↑  Wilkinson, Mark؛ Kupfer, Alexander؛ Marques-Porto, Rafael؛ Jeffkins, Hilary؛ Antoniazzi, Marta M.؛ Jared, Carlos (2008). "One hundred million years of skin feeding? Extended parental care in a Neotropical caecilian (Amphibia: Gymnophiona)". رسائل الأحياء. ج. 4 ع. 4: 358–361. DOI:10.1098/rsbl.2008.0217. PMC:2610157. PMID:18547909.
110. ↑  Crump، Martha L. (1996). "Parental care among the Amphibia". Parental Care: Evolution, Mechanisms, and Adaptive Significance. Advances in the Study of Behavior. ج. 25. ص. 109–144. DOI:10.1016/S0065-3454(08)60331-9. ISBN:978-0-12-004525-9.
111. ↑  Brown، J. L.؛ Morales، V.؛ Summers، K. (2010). "A key ecological trait drove the evolution of biparental care and monogamy in an amphibian". American Naturalist. ج. 175 ع. 4: 436–446. DOI:10.1086/650727. PMID:20180700. مؤرشف من الأصل في 2020-07-29.
112. ↑  Dorit, Walker & Barnes 1991، صفحات 853–854.
113. ↑  Fandiño, María Claudia؛ Lüddecke, Horst؛ Amézquita, Adolfo (1997). "Vocalisation and larval transportation of male Colostethus subpunctatus (Anura: Dendrobatidae)". Amphibia-Reptilia. ج. 18 ع. 1: 39–48. DOI:10.1163/156853897X00297.
114. ↑  van der Meijden, Arie (18 يناير 2010). "Alytes obstetricans". AmphibiaWeb. مؤرشف من الأصل في 2020-06-14. اطلع عليه بتاريخ 2012-11-29.
115. ↑  Semeyn, E. (2002). "Rheobatrachus silus". Animal Diversity Web. University of Michigan Museum of Zoology. مؤرشف من الأصل في 2020-06-14. اطلع عليه بتاريخ 2012-08-05.
116. ↑  La Marca, Enrique؛ Azevedo-Ramos, Claudia؛ Silvano, Débora؛ Coloma, Luis A.؛ Ron, Santiago؛ Hardy, Jerry؛ Beier, Manfred (2010). "Pipa pipa (Suriname Toad)". IUCN Red List of Threatened Species. Version 2012.1. مؤرشف من الأصل في 2020-07-26. اطلع عليه بتاريخ 2019-10-02.
117. ↑  van Wijngaarden, René؛ Bolaños, Federico (1992). "Parental care in Dendrobates granuliferus (Anura: Dendrobatidae), with a description of the tadpole". Journal of Herpetology. ج. 26 ع. 1: 102–105. DOI:10.2307/1565037. JSTOR:1565037. مؤرشف من الأصل في 2020-07-26.
118. ↑  Gabbard, Jesse (2000). "Siren intermedia: Lesser Siren". Animal Diversity Web. University of Michigan Museum of Zoology. مؤرشف من الأصل في 2020-07-27. اطلع عليه بتاريخ 2012-08-11.
119. ↑  Da Silva, H. R.؛ De Britto-Pereira, M. C. (2006). "How much fruit do fruit-eating frogs eat? An investigation on the diet of Xenohyla truncata (Lissamphibia: Anura: Hylidae)". Journal of Zoology. ج. 270 ع. 4: 692–698. DOI:10.1111/j.1469-7998.2006.00192.x. مؤرشف من الأصل في 2019-06-23.
120. ↑  Trueb, Linda؛ Gans, Carl (1983). "Feeding specializations of the Mexican burrowing toad, Rhinophrynus dorsalis (Anura: Rhinophrynidae)" (PDF). Journal of Zoology. ج. 199 ع. 2: 189–208. DOI:10.1111/j.1469-7998.1983.tb02090.x. hdl:2027.42/74489. مؤرشف من الأصل (PDF) في 2020-07-27.
121. ↑  Hamilton, W. J. Jr. (1948). "The food and feeding behavior of the green frog, Rana clamitans Latreille, in New York State". Copeia. American Society of Ichthyologists and Herpetologists. ج. 1948 ع. 3: 203–207. DOI:10.2307/1438455. JSTOR:1438455.
122. ↑  Stebbins & Cohen 1995، صفحة 56.
123. ↑  Stebbins & Cohen 1995، صفحات 57–58.
124. ↑  Radcliffe, Charles W.؛ Chiszar, David؛ Estep, Karen؛ Murphy, James B.؛ Smith, Hobart M. (1986). "Observations on pedal luring and pedal movements in Leptodactylid frogs". Journal of Herpetology. ج. 20 ع. 3: 300–306. DOI:10.2307/1564496. JSTOR:1564496.
125. ↑  Toft, Catherine A. (1981). "Feeding ecology of Panamanian litter anurans: patterns in diet and foraging mode". Journal of Herpetology. ج. 15 ع. 2: 139–144. DOI:10.2307/1563372. JSTOR:1563372. مؤرشف من الأصل في 2020-07-30.
126. ↑  Bemis, W. E.؛ Schwenk, K.؛ Wake, M. H. (1983). "Morphology and function of the feeding apparatus in Dermophis mexicanus (Amphibia: Gymnophiona)". Zoological Journal of the Linnean Society. ج. 77 ع. 1: 75–96. DOI:10.1111/j.1096-3642.1983.tb01722.x. مؤرشف من الأصل في 2020-07-30.
127. ↑  Stebbins & Cohen 1995، صفحات 181–185.
128. ↑  Sullivan, Brian K. (1992). "Sexual selection and calling behavior in the American toad (Bufo americanus)". Copeia. ج. 1992 ع. 1: 1–7. DOI:10.2307/1446530. JSTOR:1446530.
129. ↑  Toledo, L. F.؛ Haddad, C. F. B. (2007). "Capitulo 4" (PDF). When frogs scream! A review of anuran defensive vocalizations (Thesis). Instituto de Biociências, São Paulo.
130. ↑  Johnson, Steve A. (2010). "The Cuban Treefrog (Osteopilus septentrionalis) in Florida". EDIS. University of Florida. مؤرشف من الأصل في 2020-07-28. اطلع عليه بتاريخ 2012-08-13.
131. ↑  Stebbins & Cohen 1995، صفحات 76–77.
132. ↑  Shine, Richard (1979). "Sexual selection and sexual dimorphism in the Amphibia". Copeia. ج. 1979 ع. 2: 297–306. DOI:10.2307/1443418. JSTOR:1443418.
133. 1 2 3  Gergits, W. F.؛ Jaeger, R. G. (1990). "Site attachment by the red-backed salamander, Plethodon cinereus". Journal of Herpetology. ج. 24 ع. 1: 91–93. DOI:10.2307/1564297. JSTOR:1564297.
134. ↑  Casper, Gary S. "Plethodon cinereus". AmphibiaWeb. مؤرشف من الأصل في 2020-07-27. اطلع عليه بتاريخ 2012-09-25.
135. ↑  Wells, K. D. (1977). "Territoriality and male mating success in the green frog (Rana clamitans)". Ecology. ج. 58 ع. 4: 750–762. DOI:10.2307/1936211. JSTOR:1936211.
136. 1 2  Barthalmus, G. T.؛ Zielinski W. J. (1988). "Xenopus skin mucus induces oral dyskinesias that promote escape from snakes". Pharmacology Biochemistry and Behavior. ج. 30 ع. 4: 957–959. DOI:10.1016/0091-3057(88)90126-8. PMID:3227042.
137. ↑  Crayon, John J. "Xenopus laevis". AmphibiaWeb. مؤرشف من الأصل في 2020-06-14. اطلع عليه بتاريخ 2012-10-08.
138. ↑  Moodie, G. E. E. (1978). "Observations on the life history of the caecilian Typhlonectes compressicaudus (Dumeril and Bibron) in the Amazon basin". Canadian Journal of Zoology. ج. 56 ع. 4: 1005–1008. DOI:10.1139/z78-141. مؤرشف من الأصل في 2020-07-05.
139. ↑  Brodie, Edmund D. Jr. (1968). "Investigations on the skin toxin of the adult rough-skinned newt, Taricha granulosa". Copeia. ج. 1968 ع. 2: 307–313. DOI:10.2307/1441757. JSTOR:1441757.
140. 1 2  Hanifin, Charles T.؛ Yotsu-Yamashita, Mari؛ Yasumoto, Takeshi؛ Brodie, Edmund D.؛ Brodie, Edmund D. Jr. (1999). "Toxicity of dangerous prey: variation of tetrodotoxin levels within and among populations of the newt Taricha granulosa". Journal of Chemical Ecology. ج. 25 ع. 9: 2161–2175. DOI:10.1023/A:1021049125805. مؤرشف من الأصل في 2020-07-05.
141. ↑  Geffeney, Shana L.؛ Fujimoto, Esther؛ Brodie, Edmund D.؛ Brodie, Edmund D. Jr.؛ Ruben, Peter C. (2005). "Evolutionary diversification of TTX-resistant sodium channels in a predator–prey interaction". Nature. ج. 434 ع. 7034: 759–763. Bibcode:2005Natur.434..759G. DOI:10.1038/nature03444. PMID:15815629.
142. ↑  Stebbins & Cohen 1995، صفحة 110.
143. ↑  Patocka، Jiri؛ Wulff، Kräuff؛ Palomeque، MaríaVictoria (1999). "Dart Poison Frogs and Their Toxins". ASA Newsletter. ج. 5 ع. 75. ISSN:1057-9419. مؤرشف من الأصل في 2020-05-28. اطلع عليه بتاريخ 2013-01-29.
144. ↑  Darst, Catherine R.؛ Cummings, Molly E. (9 مارس 2006). "Predator learning favours mimicry of a less-toxic model in poison frogs". Nature. ج. 440 ع. 7081: 208–211. Bibcode:2006Natur.440..208D. DOI:10.1038/nature04297. PMID:16525472.
145. ↑  Brodie, Edmund D. Jr.؛ Nowak, Robert T.؛ Harvey, William R. (1979). "Antipredator secretions and behavior of selected salamanders against shrews". Copeia. ج. 1979 ع. 2: 270–274. DOI:10.2307/1443413. JSTOR:1443413.
146. ↑  Brodie, E. D. Jr. (1978). "Biting and vocalisation as antipredator mechanisms in terrestrial salamanders". Copeia. ج. 1978 ع. 1: 127–129. DOI:10.2307/1443832. JSTOR:1443832.
147. ↑  Hloch, A. (2010). What Does a Salamander Remember After Winter? (PDF). University of Vienna. Fakultät für Lebenswissenschaften. مؤرشف من الأصل (PDF) في 2018-10-04.
148. ↑  Stancher, G.؛ Rugani, R.؛ Regolin, L.؛ Vallortigara, G. (2015). "Numerical discrimination by frogs (Bombina orientalis)". Animal Cognition. ج. 18 ع. 1: 219–229. DOI:10.1007/s10071-014-0791-7. PMID:25108417. مؤرشف من الأصل في 2020-07-05.
149. ↑  McCallum، M. L. (2007). "Amphibian decline or extinction? Current declines dwarf background extinction rate". Journal of Herpetology. ج. 41 ع. 3: 483–491. DOI:10.1670/0022-1511(2007)41[483:ADOECD]2.0.CO;2.
150. ↑  "What does it mean to be human?". Smithsonian National Museum of Natural History. مؤرشف من الأصل في 2020-06-15. اطلع عليه بتاريخ 2013-11-19.
151. ↑  Hoekstra, J. M.؛ Molnar, J. L.؛ Jennings, M.؛ Revenga, C.؛ Spalding, M. D.؛ Boucher, T. M.؛ Robertson, J. C.؛ Heibel, T. J.؛ Ellison, K. (2010). "Number of Globally Threatened Amphibian Species by Freshwater Ecoregion". The Atlas of Global Conservation: Changes, Challenges, and Opportunities to Make a Difference. The Nature Conservancy. مؤرشف من الأصل في 2020-06-14. اطلع عليه بتاريخ 2012-09-05.
152. ↑  "Amphibian Specialist Group". IUCN SSC Amphibian Specialist Group. مؤرشف من الأصل في 2020-06-01. اطلع عليه بتاريخ 2012-03-30.
153. ↑  Waddle، James Hardin (2006). Use of amphibians as ecosystem indicator species (PDF) (Ph.D.). University of Florida. مؤرشف من الأصل (PDF) في 2018-10-05.نسخة محفوظة 6 سبتمبر 2011 على موقع واي باك مشين.
154. ↑  Regier، Henry A.؛ Baskerville، Gordon, L. (1996). "Sustainability Issues for Resource Managers". Sustainable redevelopment of regional ecosystems degraded by exploitive development. DIANE Publishing. ص. 36–38. ISBN:978-0-7881-4699-2.{{استشهاد بكتاب}}:  صيانة الاستشهاد: أسماء متعددة: قائمة المؤلفين (link)
155. ↑  Jennings, W. Bryan؛ Bradford, David F.؛ Johnson, Dale F. (1992). "Dependence of the garter snake Thamnophis elegans on amphibians in the Sierra Nevada of California". Journal of Herpetology. ج. 26 ع. 4: 503–505. DOI:10.2307/1565132. JSTOR:1565132. مؤرشف من الأصل في 2019-12-10.
156. ↑  Stebbins & Cohen 1995، صفحة 249.
157. 1 2  "Amphibian Conservation Action Plan". IUCN. مؤرشف من الأصل في 2012-04-27. اطلع عليه بتاريخ 2012-03-30.
158. ↑  "Panama Amphibian Rescue and Conservation Project". Amphibian Ark. مؤرشف من الأصل في 2010-06-14. اطلع عليه بتاريخ 2012-03-30.

### بِاللُغة العربيَّة
1. ↑  [أ] مصطفى الشهابي (2003). أحمد شفيق الخطيب (المحرر). معجم الشهابي في مصطلحات العلوم الزراعية (بالعربية والإنجليزية واللاتينية) (ط. 5). بيروت: مكتبة لبنان ناشرون. ص. 827. ISBN:978-9953-10-550-5. OCLC:1158683669. QID:Q115858366.
[ب] محمد مرعشي (2003). معجم مرعشي الطبي الكبير (بالعربية والإنجليزية). بيروت: مكتبة لبنان ناشرون. ص. 168. ISBN:978-9953-33-054-9. OCLC:4771449526. QID:Q98547939.
[جـ] المعجم الموحد لمصطلحات علم الأحياء، سلسلة المعاجم الموحدة (8) (بالعربية والإنجليزية والفرنسية)، تونس: مكتب تنسيق التعريب، 1993، ص. 49، OCLC:929544775، QID:Q114972534
[د] محمد الصاوي محمد مبارك (2003)، معجم المصطلحات العلمية في الأحياء الدقيقة والعلوم المرتبطة بها (بالعربية والإنجليزية)، القاهرة: مكتبة أوزوريس، ص. 31، OCLC:4769982658، QID:Q126042864
2. ↑  كورين ستوكلي (1993)، معجم البيولوجيا المصور (بالعربية والإنجليزية)، ترجمة: محمد أحمد شومان، مراجعة: محمد الدبس، بيروت: أكاديميا إنترناشيونال، ص. 113، OCLC:956925244، QID:Q125925418
3. 1 2  أحمد شفيق الخطيب (2000)، موسوعة الطبيعة الميسرة: بالألوان والصور التوضيحية (ط. 2)، بيروت: مكتبة لبنان ناشرون، ص. 72-73، OCLC:956964437، QID:Q117303783
4. 1 2  أمين المعلوف (1932)، معجم الحيوان (بالعربية والإنجليزية)، القاهرة: المقتطف، ص. 9، OCLC:5436053، QID:Q117536131
5. ↑  مجموعة مُؤلِّفين (1424هـ - 2003م). المُعجم العربي الأساسي لِلناطقين بِالعربيَّة ومُتعلِّميها (PDF) (ط. الأولى). تُونُس: المُنظَّمة العربيَّة لِلتربية والثقافة والعُلُوم. ص. 150. مؤرشف من الأصل (PDF) في 25 أغسطس 2020. {{استشهاد بكتاب}}: تحقق من التاريخ في: |سنة= (مساعدة)
6. ↑  إدوار غالب (1988). الموسوعة في علوم الطبيعة: تبحث في الزراعة والنبات والحيوان والجيولوجيا (بالعربية واللاتينية والألمانية والفرنسية والإنجليزية) (ط. 2). بيروت: دار المشرق. ج. 1. ص. 186. ISBN:978-2-7214-2148-7. OCLC:44585590. OL:12529883M. QID:Q113297966.
7. ↑  "تعريف و معنى برمائيات في معجم المعاني الجامع - معجم عربي عربي". قاموس المعاني. مؤرشف من الأصل في 23 حُزيران (يونيو) 2020م. اطلع عليه بتاريخ 23 حُزيران (يونيو) 2020م. {{استشهاد ويب}}: تحقق من التاريخ في: |تاريخ الوصول= و|تاريخ أرشيف= (مساعدة)
8. ↑  منير البعلبكي؛ رمزي البعلبكي (2008). المورد الحديث: قاموس إنكليزي عربي (بالعربية والإنجليزية) (ط. 1). بيروت: دار العلم للملايين. ص. 54. ISBN:978-9953-63-541-5. OCLC:405515532. OL:50197876M. QID:Q112315598.
9. ↑  يوسف حتي؛ أحمد شفيق الخطيب (2011). قاموس حتي الطبي الجديد: طبعة جديدة وموسعة ومعززة بالرسوم إنكليزي - عربي مع ملحقات ومسرد عربي - إنكليزي (بالعربية والإنجليزية) (ط. الأولى). بيروت: مكتبة لبنان ناشرون. ص. 40. ISBN:978-9953-86-883-7. OCLC:868913367. QID:Q112962638.
10. ↑  بمبا، آدم (2011). المُعجم المُفصَّل في الألفاظ الدالَّة على الصوت في اللِّسان العربي (ط. الأولى). بيروت - لُبنان: دار الكُتُب العلميَّة. ص. 168 - 169. ISBN:9782745172495. مؤرشف من الأصل في 2020-08-09. {{استشهاد بكتاب}}: تحقق من التاريخ في: |سنة= (مساعدة)

### قراءة موسعة
- Dorit، R. L.؛ Walker، W. F.؛ Barnes، R. D. (1991). Zoology. Saunders College Publishing. ISBN:978-0-03-030504-7. مؤرشف من الأصل في 2022-10-06.
- Stebbins، Robert C.؛ Cohen، Nathan W. (1995). A Natural History of Amphibians. Princeton University Press. ISBN:978-0-691-03281-8. مؤرشف من الأصل في 2020-08-08.
- Carroll، Robert L. (1988). Vertebrate Paleontology and Evolution. W. H. Freeman. ISBN:978-0-7167-1822-2. مؤرشف من الأصل في 2022-06-02.
- Carroll، Robert L. (2009). The Rise of Amphibians: 365 Million Years of Evolution. Johns Hopkins University Press. ISBN:978-0-8018-9140-3.
- Duellman، William E.؛ Linda Trueb (1994). Biology of Amphibians. Johns Hopkins University Press. ISBN:978-0-8018-4780-6.
- Frost، Darrel R.؛ Grant، Taran؛ Faivovich، Julián؛ Bain، Raoul H.؛ Haas، Alexander؛ Haddad، Célio F.B.؛ De Sá، Rafael O.؛ Channing، Alan؛ Wilkinson، Mark؛ Donnellan، Stephen C.؛ Raxworthy، Christopher J.؛ Campbell، Jonathan A.؛ Blotto، Boris L.؛ Moler، Paul؛ Drewes، Robert C.؛ Nussbaum، Ronald A.؛ Lynch، John D.؛ Green، David M.؛ Wheeler، Ward C. (2006). "The Amphibian Tree of Life". Bulletin of the American Museum of Natural History. ج. 297: 1–291. DOI:10.1206/0003-0090(2006)297[0001:TATOL]2.0.CO;2. hdl:2246/5781. مؤرشف من الأصل في 2018-10-04.
- Pounds، J. Alan؛ Bustamante، Martín R.؛ Coloma، Luis A.؛ Consuegra، Jamie A.؛ Fogden، Michael P. L.؛ Foster، Pru N.؛ La Marca، Enrique؛ Masters، Karen L.؛ Merino-Viteri، Andrés؛ Puschendorf، Robert؛ Ron، Santiago R.؛ Sánchez-Azofeifa، G. Arturo؛ Still، Christopher J.؛ Young، Bruce E. (2006). "Widespread amphibian extinctions from epidemic disease driven by global warming". Nature. ج. 439 ع. 7073: 161–167. Bibcode:2006Natur.439..161A. DOI:10.1038/nature04246. PMID:16407945. مؤرشف من الأصل في 2020-08-08.
- Stuart، Simon N.؛ Chanson، Janice S.؛ Cox، Neil A.؛ Young، Bruce E.؛ Rodrigues، Ana S. L.؛ Fischman، Debra L.؛ Waller، Robert W. (2004). "Status and trends of amphibian declines and extinctions worldwide". Science. ج. 306 ع. 5702: 1783–1786. Bibcode:2004Sci...306.1783S. CiteSeerX:10.1.1.225.9620. DOI:10.1126/science.1103538. PMID:15486254.
- Stuart, S. N.؛ Hoffmann, M.؛ Chanson, J. S.؛ Cox, N. A.؛ Berridge, R. J.؛ Ramani, P.؛ Young, B. E.، المحررون (2008). Threatened Amphibians of the World. Published by لنكس إيديشنس, in association with IUCN-The World Conservation Union, Conservation International and NatureServe. ISBN:978-84-96553-41-5. مؤرشف من الأصل في 2014-10-30. اطلع عليه بتاريخ 2014-10-30.

## مسرد التسميات اللاتينيَّة
| - Lissamphibia = البرمائيَّات ملساء الجلد - Bufonidae = الفصيلة العُلجُوميَّة - Archaeobatrachia = الضفادع القديمة - Ascaphidae = عديمات المجرف | - Bombinatoridae = ناريَّات البطن - Discoglossidae = الضفاجيَّات - Leiopelmatidae = مطعوجة المعدة - Mesobatrachia = الضفادع الوسيطة | - Pelobatidae = مجرفيَّة الأقدام القديمة - Pelodytidae = الغوَّاصات القديمة - Scaphiopodidae = مجرفيَّة الأقدام الجديدة - Rhinophrynidae = الأنفيَّات (العلاجيم الأنفيَّة) | - Pipidae = عديمات اللِّسان - Urodela = ذوات المذارق - Plethodontidae = عديمات الرئة - Sirenidae = الصفاريَّات |

## وصلات خارجيَّة
- البرمائيَّات – AnimalSpot.net
- ArchéoZooThèque : رُسُومات لِهياكل عظميَّة لِبرمائيَّات : مُتوافرة بِصيغٍ منهجيَّة وضوئيَّة وپي دي أف.
- المجموعة المُتخصِّصة بِالبرمائيَّات.
- فُلك البرمائيَّات.
- شبكة البرمائيَّات.
- التقييم العالمي لِلبرمائيَّات.
- أصوات البرمائيَّات على التسجيلات الصوتيَّة الأرشيفيَّة نسخة محفوظة 26 مايو 2010 على موقع واي باك مشين..